# Saint-Denis (Seine-Saint-Denis)
Pour les articles homonymes, voir Saint-Denis.
Saint-Denis (prononciation : /sɛ̃.d(ə).ni/, ou localement /sɛ̃.ni/) est une commune française limitrophe de Paris, située au nord de la capitale, dans le département de la Seine-Saint-Denis, dont elle est sous-préfecture, en région Île-de-France.
Elle devient une commune nouvelle le 1er janvier 2025 en intégrant la commune de Pierrefitte-sur-Seine. Déjà commune la plus importante du département devant Montreuil, elle devient alors la plus peuplée d'Île-de-France après Paris. Ses habitants sont appelés les Dionysiens et les Dionysiennes.
Lieu de passage de Paris vers le Nord de l'Europe, Saint-Denis doit une partie de son importance à la figure du martyr saint Denis et de ses compagnons, à l'origine de l'abbaye Saint-Denis. Plus tard, la quasi-totalité des rois, reines et princes de France seront à leur tour inhumés à Saint-Denis, donnant une destinée historique et un développement considérable à l'église abbatiale. La ville connaît ensuite un second développement à l'époque industrielle et post-industrielle, avec une importante dynamique démographique. Après la crise industrielle des années 1970 et 1980, la ville se relance dans le domaine tertiaire autour du Stade de France.

## Géographie

### Localisation
Saint-Denis est une ville de la proche banlieue nord de Paris, dont elle est limitrophe, chef-lieu d'un arrondissement du département de la Seine-Saint-Denis (93) depuis 1993.
Saint-Denis se trouve dans la Plaine de France. La partie sud de la commune, située entre le canal Saint-Denis et Paris constitue la Plaine Saint-Denis, qui s'étend également sur Aubervilliers et Saint-Ouen-sur-Seine. Au nord se trouve la commune déléguée de Pierrefitte-sur-Seine, qui était jusqu'au 31 décembre 2024 une commune de plein exercice.

### Communes limitrophes
La commune nouvelle de Saint-Denis, intégrant la commune déléguée de Pierrefitte-sur-Seine, est limitrophe de :
| Villetaneuse Épinay-sur-Seine | Montmagny (Val-d'Oise) Sarcelles (Val-d'Oise) | Stains        |
| L'Île-Saint-Denis             | Saint-Denis                                   | La Courneuve  |
| Saint-Ouen-sur-Seine          | Paris                                         | Aubervilliers |

### Géologie et relief
La superficie de la commune nouvelle est de 15,77 km2 ; son altitude varie de 23  à   97 mètres.
Elle se trouve dans la Plaine de France et son point culminant se trouve sur la butte Pinson, une butte-témoin.

### Hydrographie
La commune est bordée par la Seine, traversée par le canal Saint-Denis, et avec la zone marécageuse du nord de la ville, drainée par le Croult et le Rouillon. La Vieille Mer n'est déjà plus visible, ayant déjà été busée. Le ru de Montfort traverse également la commune.

### Climat
Pour des articles plus généraux, voir Climat de l'Île-de-France et Climat de la Seine-Saint-Denis.
En 2010, le climat de la commune est de type climat océanique dégradé des plaines du Centre et du Nord, d’après une étude du CNRS s'appuyant sur une série de données couvrant la période 1971-2000. En 2020, Météo-France publie une typologie des climats de la France métropolitaine dans laquelle la commune est exposée à un climat océanique altéré et est dans la région climatique Sud-ouest du bassin Parisien, caractérisée par une faible pluviométrie, notamment au printemps (120 à 150 mm) et un hiver froid (3,5 °C).
Pour la période 1971-2000, la température annuelle moyenne est de 12,1 °C, avec une amplitude thermique annuelle de 15,5 °C. Le cumul annuel moyen de précipitations est de 650 mm, avec 10 jours de précipitations en janvier et 7,7 jours en juillet. Pour la période 1991-2020, la température moyenne annuelle observée sur la station météorologique la plus proche, située dans la commune de Bonneuil-en-France à 7 km à vol d'oiseau, est de 12,1 °C et le cumul annuel moyen de précipitations est de 616,3 mm,. Pour l'avenir, les paramètres climatiques de la commune estimés pour 2050 selon différents scénarios d'émission de gaz à effet de serre sont consultables sur un site dédié publié par Météo-France en novembre 2022.

## Urbanisme

### Typologie
Au 1er janvier 2024, Saint-Denis est catégorisée grand centre urbain, selon la nouvelle grille communale de densité à sept niveaux définie par l'Insee en 2022.
Elle appartient à l'unité urbaine de Paris, une agglomération inter-départementale regroupant 407  communes, dont elle est une commune de la banlieue,,. Par ailleurs la commune fait partie de l'aire d'attraction de Paris, dont elle est une commune du pôle principal,. Cette aire regroupe 1 929 communes,.

### Morphologie urbaine

Carte des quartiers.

Longtemps ville industrielle et pauvre associée à la pollution et à la saleté, la ville a changé de visage à la fin du siècle dernier, gagnant en 2004 le « Ruban du développement durable ». De nombreux immeubles, certains en plein centre, demeurent cependant très dégradés. La ville compte par ailleurs 75 hectares d'espaces verts, dont le vaste parc de la Légion d'honneur. Une partie du parc Georges-Valbon se situe également sur son territoire communal.
Le territoire de la commune se compose de plusieurs quartiers assez différenciés, certains relativement isolés ou distants de l'hyper-centre.

#### Centre historique
Entre la porte de Paris remodelée (les principaux chantiers ont été achevés en 2015) et la basilique, le parc de la Légion d'honneur jouxte les jardins et dépendances de la Maison d’éducation de la Légion d'honneur, qui occupe les bâtiments de l'ancienne abbaye. Le parc municipal avait été détaché de l'ensemble abbatial dans les années 1970.
Dominé par la basilique Saint-Denis, flanquée du jardin Pierre de Montreuil, le centre ancien compte plusieurs monuments remarquables : imposant hôtel de ville (place Victor-Hugo), Église Saint-Denys-de-l'Estrée, abbaye royale, porche de l'ancien couvent des Ursulines (logements privés), ancien couvent des Carmélites (devenu Musée d'Art et d'Histoire Paul-Éluard), ancien siège du journal L'Humanité, conçu par Oscar Niemeyer.
Au croisement de la rue Gabriel-Péri et de la rue de la Boulangerie, le café « Au Pavillon » était déjà connu il y a cinq siècles pour être un pavillon de chasse des rois de France qui y faisaient une pause. Henri IV avait sa garçonnière rue de la Boulangerie où il préparait les discours qu’il allait prononcer à la Basilique.
Abritant le plus grand marché de l'Île-de-France le mardi, le vendredi et le dimanche matin, la plus que centenaire halle du marché (1893) a rouvert fin 2006, après rénovation. Elle est maintenant dotée d'un système de récupération des eaux de pluie, utilisées pour le nettoyage après le marché, et de panneaux solaires pour l'éclairage.
Le centre-ville est piétonnier depuis le 11 mars 2005 ; le plateau piéton a été étendu en 2007. Un parcours historique en 20 stations, entre la basilique et le stade de France, donne les clés de l'histoire de la ville.
La station de métro Basilique de Saint-Denis est en correspondance à distance avec le tramway T1, à proximité d'un hypermarché urbain important (avec le très proche marché, celui-ci contribue à l'attrait pratique du centre ville, où, en revanche, beaucoup de commerces alimentaires traditionnels ont disparu).
Des galeries très parcourues relient la place centrale du Caquet à la place du 8 mai 1945 (deux lignes de tramway, parking, poste) et à la halle. Malgré la fréquentation, de nombreux commerces de ces galeries ont fermé depuis 2000. Il en va de même rue Gabriel-Péri, artère principale du centre piétonnier, avec la rue de la République, où plusieurs vitrines d'une certaine ampleur demeuraient vides début 2016 (anciens locaux de banques, de magasins...).

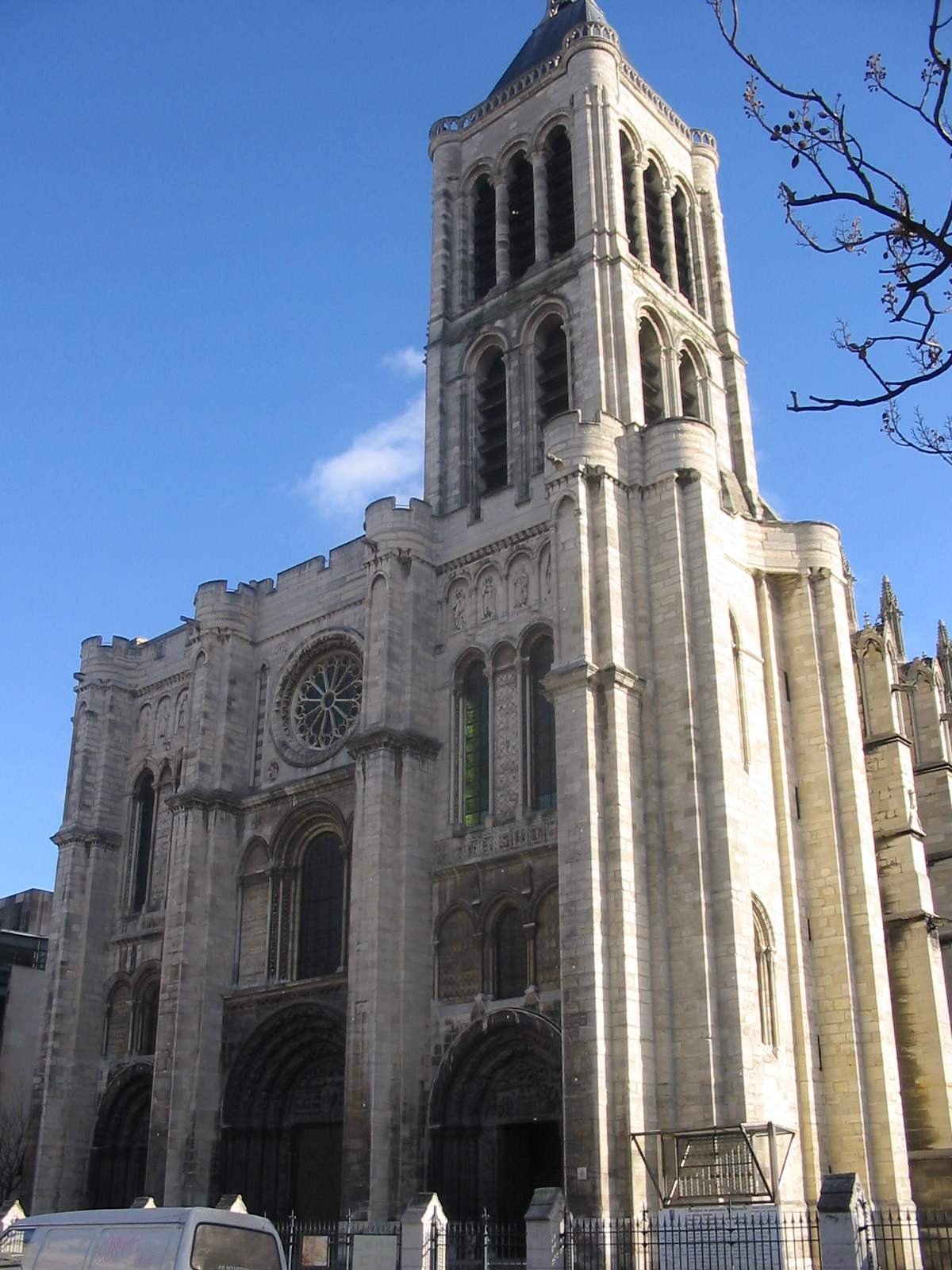
Basilique Saint-Denis.
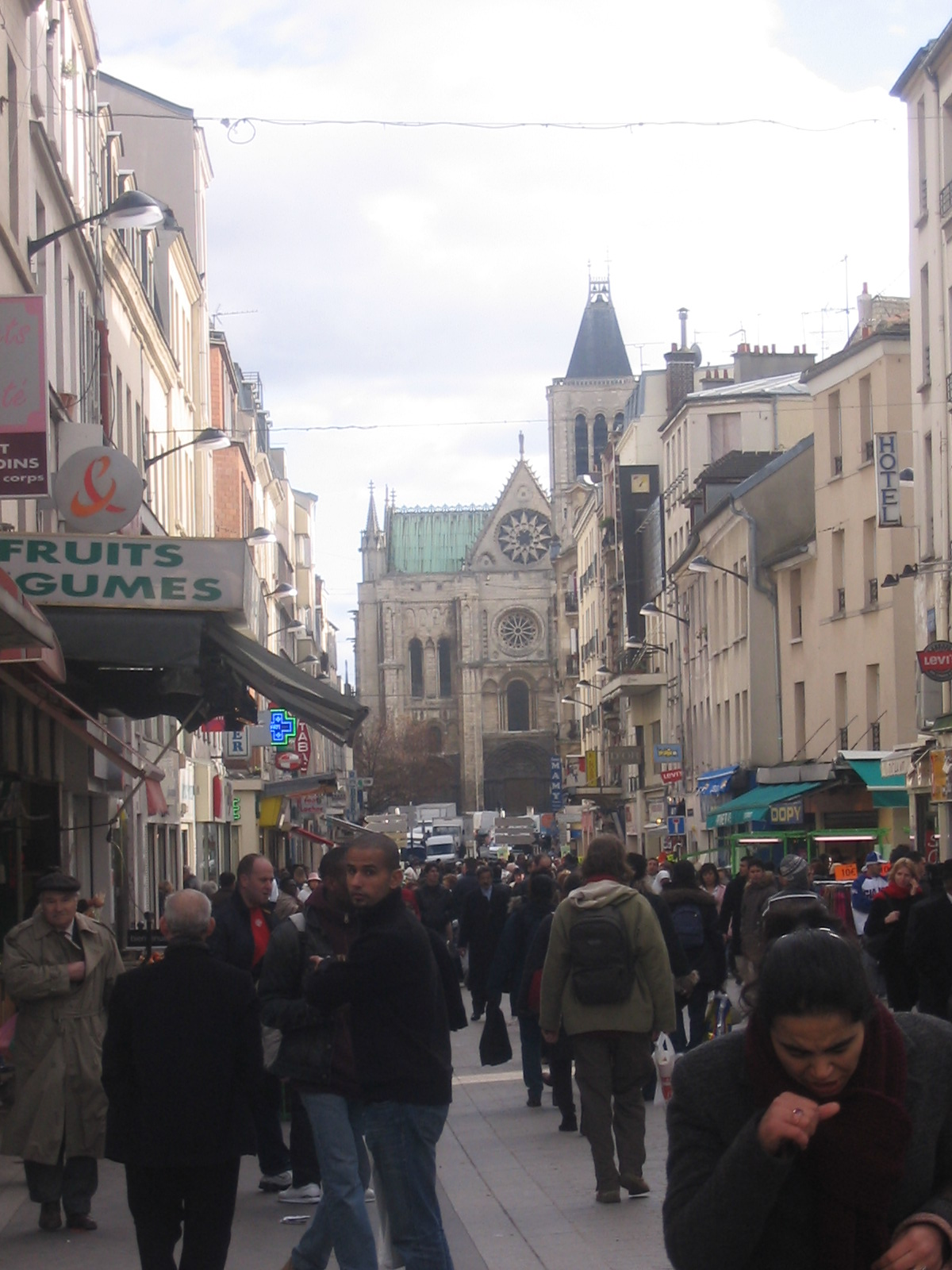
Rue de la République.
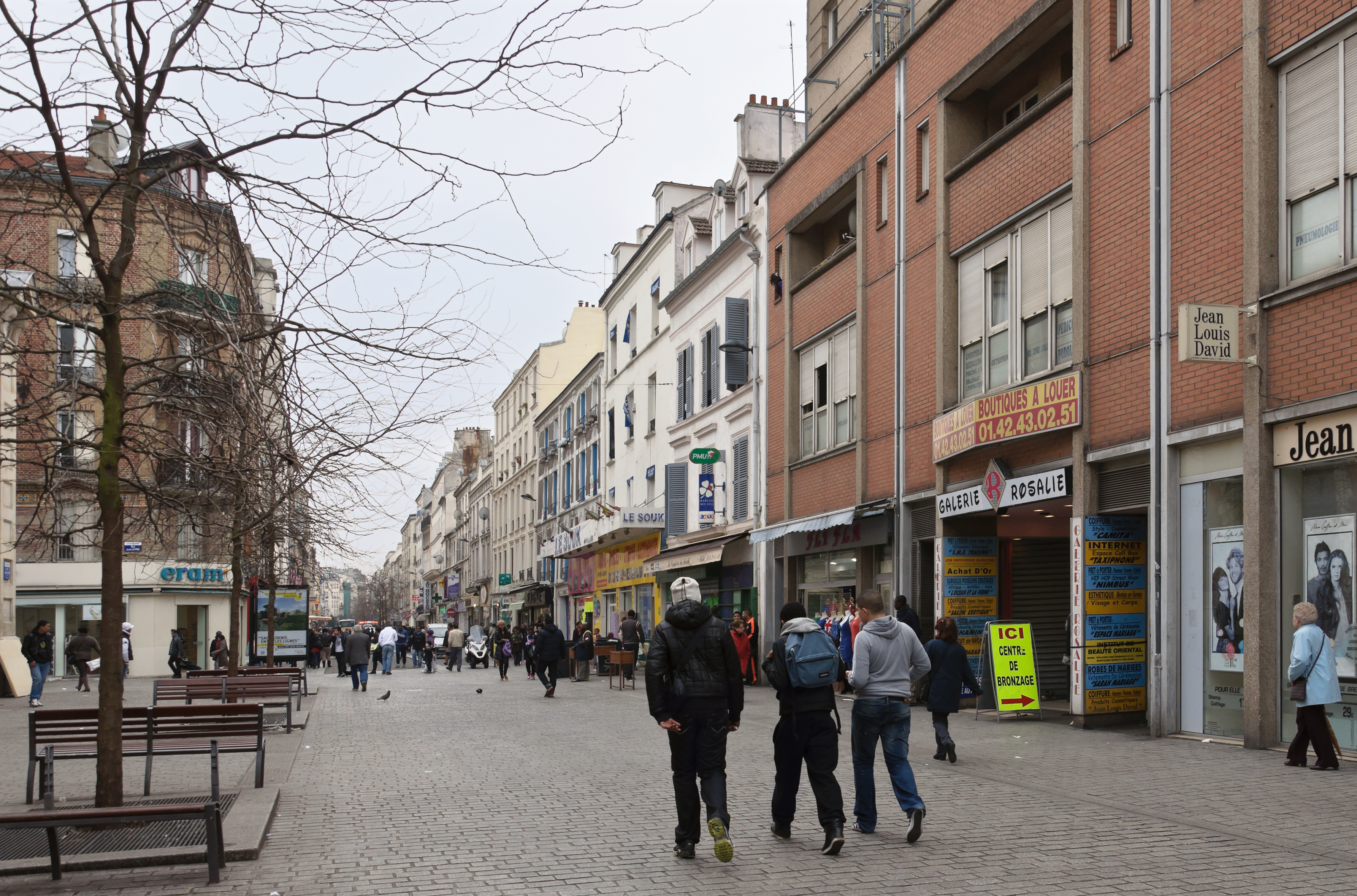
Rue Gabriel-Péri, en zone piétonne.
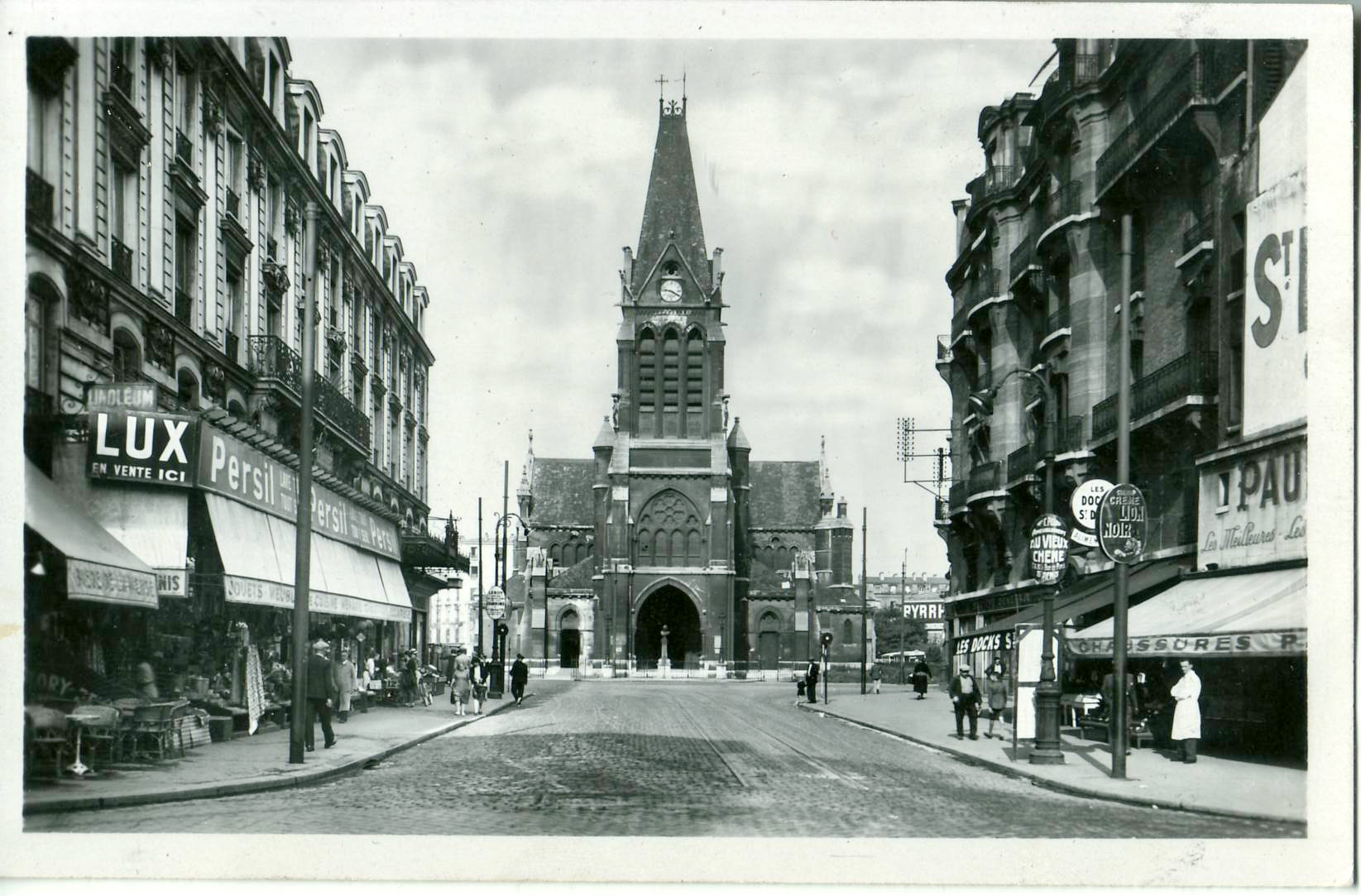
L'église Saint-Denys-de-l'Estrée, construite par Eugène Viollet-le-Duc et l'extrémité de la rue de la République.
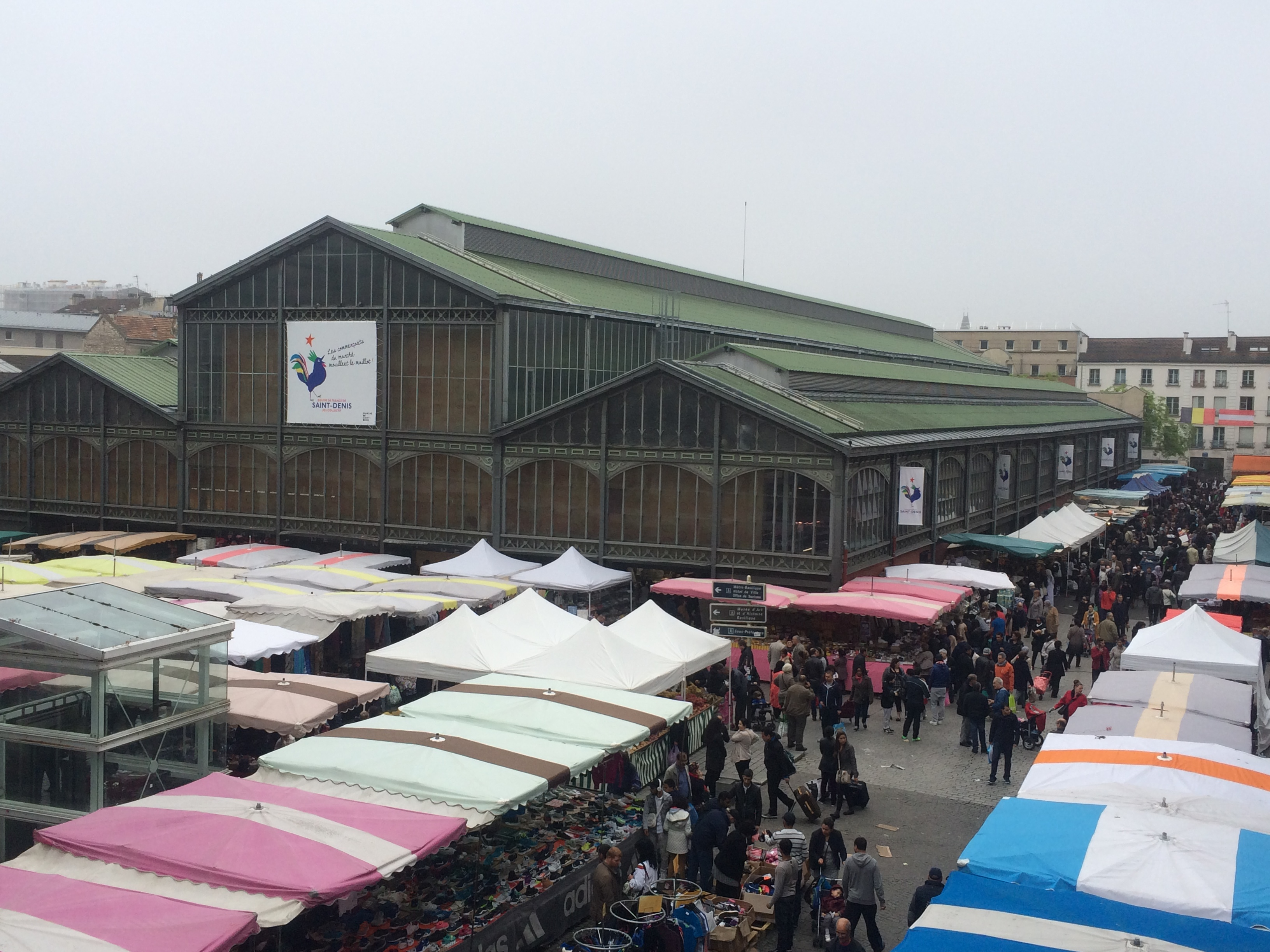
La halle du marché en juin 2016.
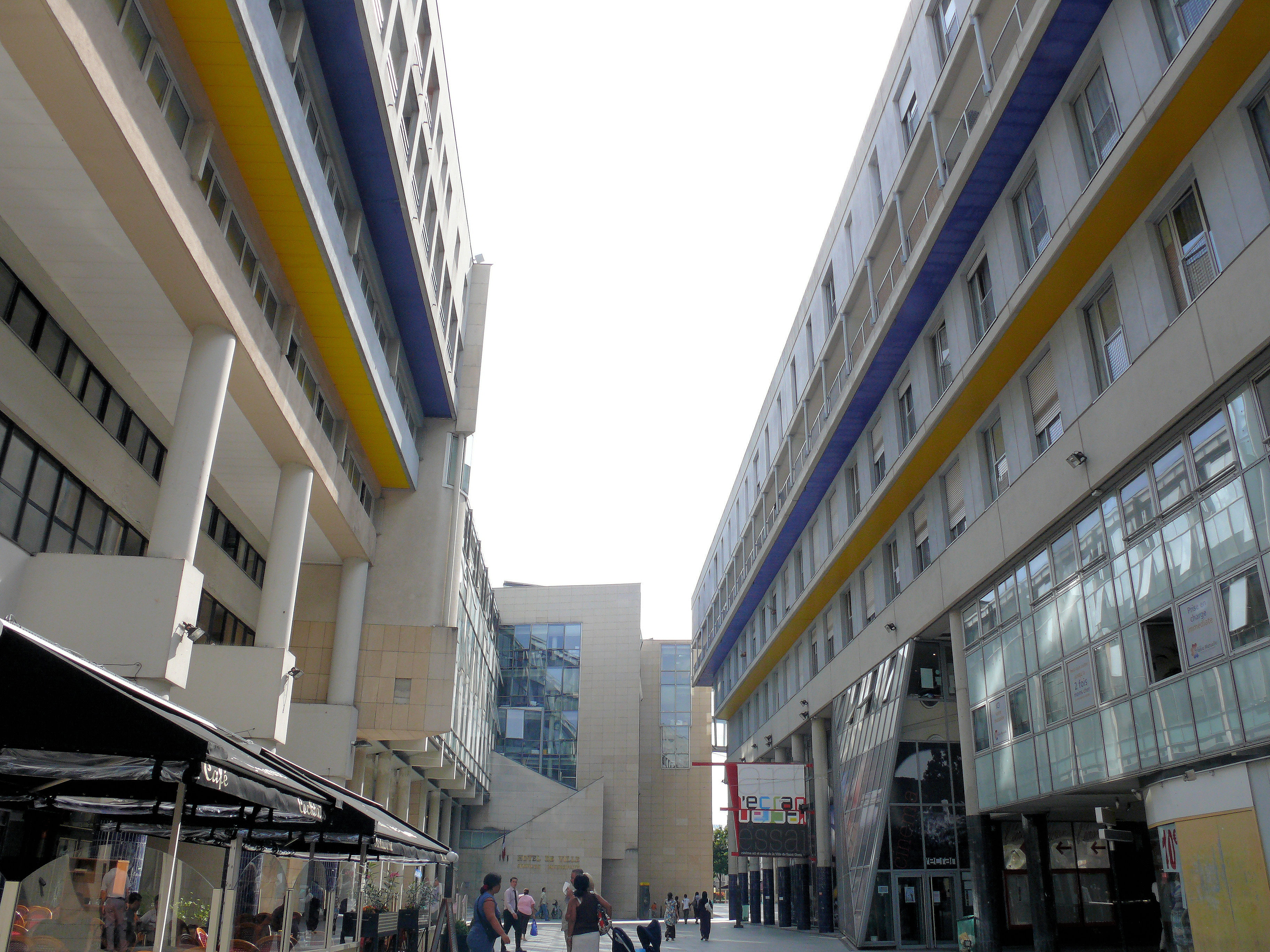
La place du Caquet et le Centre administratif municipal.
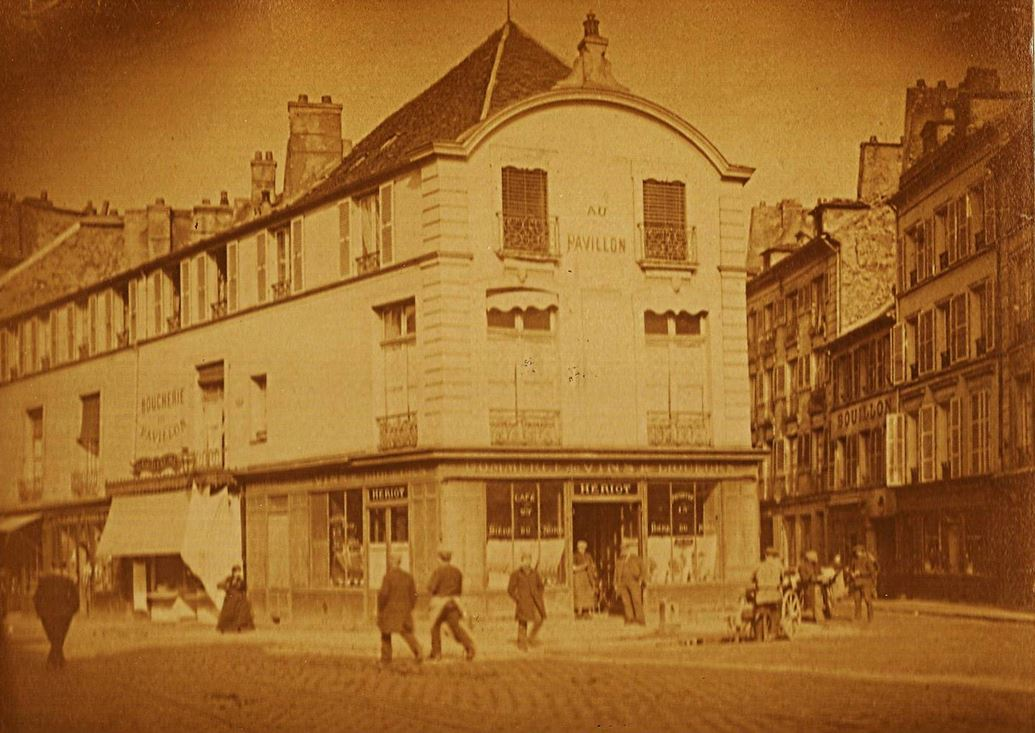
Le bar « Au pavillon », rue Gabriel-Peri
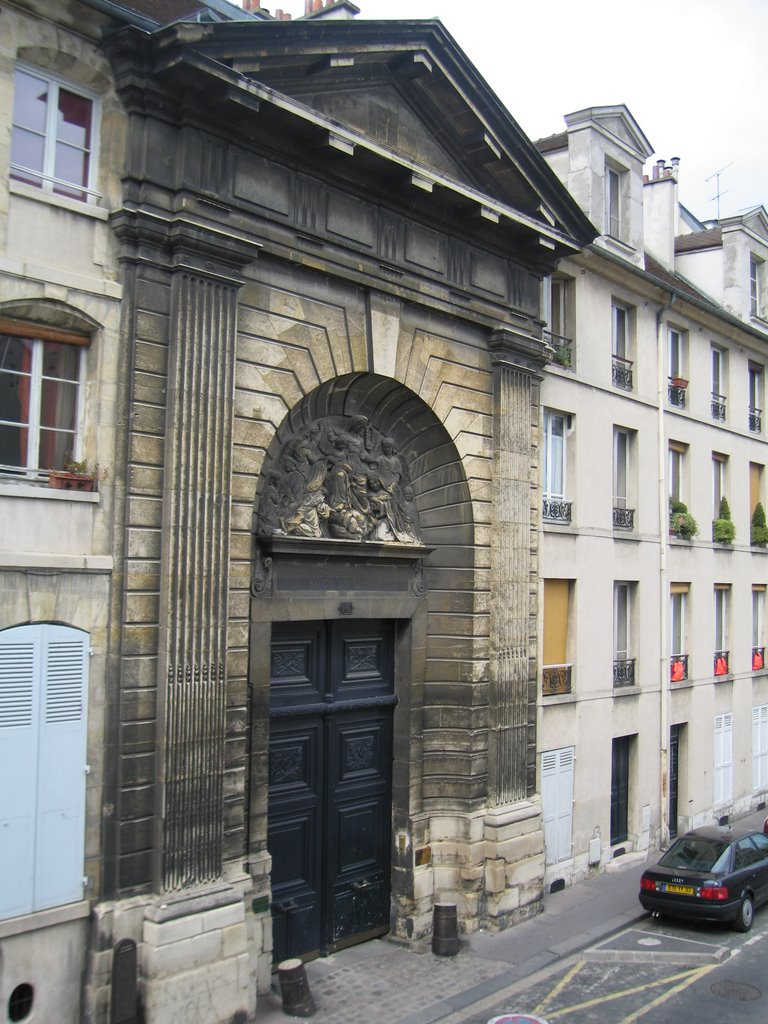
Entrée de l'ancien couvent des Ursulines.

#### Porte de Paris
Nœud de nombreux axes de communication, ce secteur constitue encore une fracture dans le paysage urbain, séparant les quartiers du centre-ville de la Plaine Saint-Denis, ou Pleyel du Francs-Moisin. Le site Danielle Casanova du centre hospitalier de Saint-Denis, s'y trouve : ancien site principal de l'hôpital, il en est maintenant une annexe.
La Porte de Paris est un quartier de Saint-Denis dont la transformation a été considérable depuis l'an 2000.
Le secteur construit au nord comporte encore, de nombreux logements anciens et insalubres, qui ont donné parfois lieu à des situations dramatiques.
On y trouve jusqu'en 2005 un immense rond-point avec jusque six voies, dont le trafic de la RN 1 (près de 45 000 voitures chaque jour, dont 20 000 en transit), une gare routière créée en 1976 avec 9 lignes de bus au centre du rond-point, un parking souterrain, une station-service, une station de métro de la Ligne 13, un canal, le viaduc de l'autoroute A1 (construite en 1966) et sa sortie vers Pleyel.
Avec l'arrivée de l'autoroute, puis celle de la Ligne 13 du métro et l'installation de la gare routière, la Porte de Paris a subi de nombreuses transformations qui l'ont transformée en échangeur autoroutier qui crée une coupure urbaine majeure entre la Plaine Saint-Denis et le reste de la ville. Sa restructuration est un projet à long terme qui a suscité bien des débats entre partenaires et habitants. Le fruit de ces réflexions est repris par la communauté d'agglomération Plaine Commune, qui se met en place en janvier 2000. Commencés le 15 février 2005, les travaux sont achevés pour l'essentiel en 2015, assurant une relative continuité piétonne entre le centre-ville et La Plaine Saint-Denis.
L'objectif de la municipalité et de Plaine Commune, assistées de l'urbaniste Antoine Grumbach, est de créer un quartier diversifié avec des logements, des commerces, des bureaux, des équipements publics, donner plus de place aux piétons, assurer une meilleure interconnexion entre les différents modes de transports en commun et la circulation automobile. Certains, notamment le Comité de la Porte de Paris, regrettent ce choix, et préféreraient la réalisation d'un parc entre la Plaine Saint-Denis et le bassin de la Maltournée du canal Saint-Denis.
Dans le cadre des travaux de réaménagement de la Porte de Paris, la gare routière édifiée au-dessus de la station de métro est déplacée en 2007 rue Danielle-Casanova, puis supprimée et remplacée par des arrêts classiques sur voirie. L’urbaniste Guy Henri, qui travaille sur ce projet depuis des années, a imaginé de remettre à niveau le quartier autour des voies du tramway T8, inauguré fin 2014, dont le terminus rejoint la station de métro Saint-Denis - Porte de Paris.
En décembre 2023, la bretelle de sortie de l'autoroute A1 porte de Paris est fermée avant sa démolition en 2025.

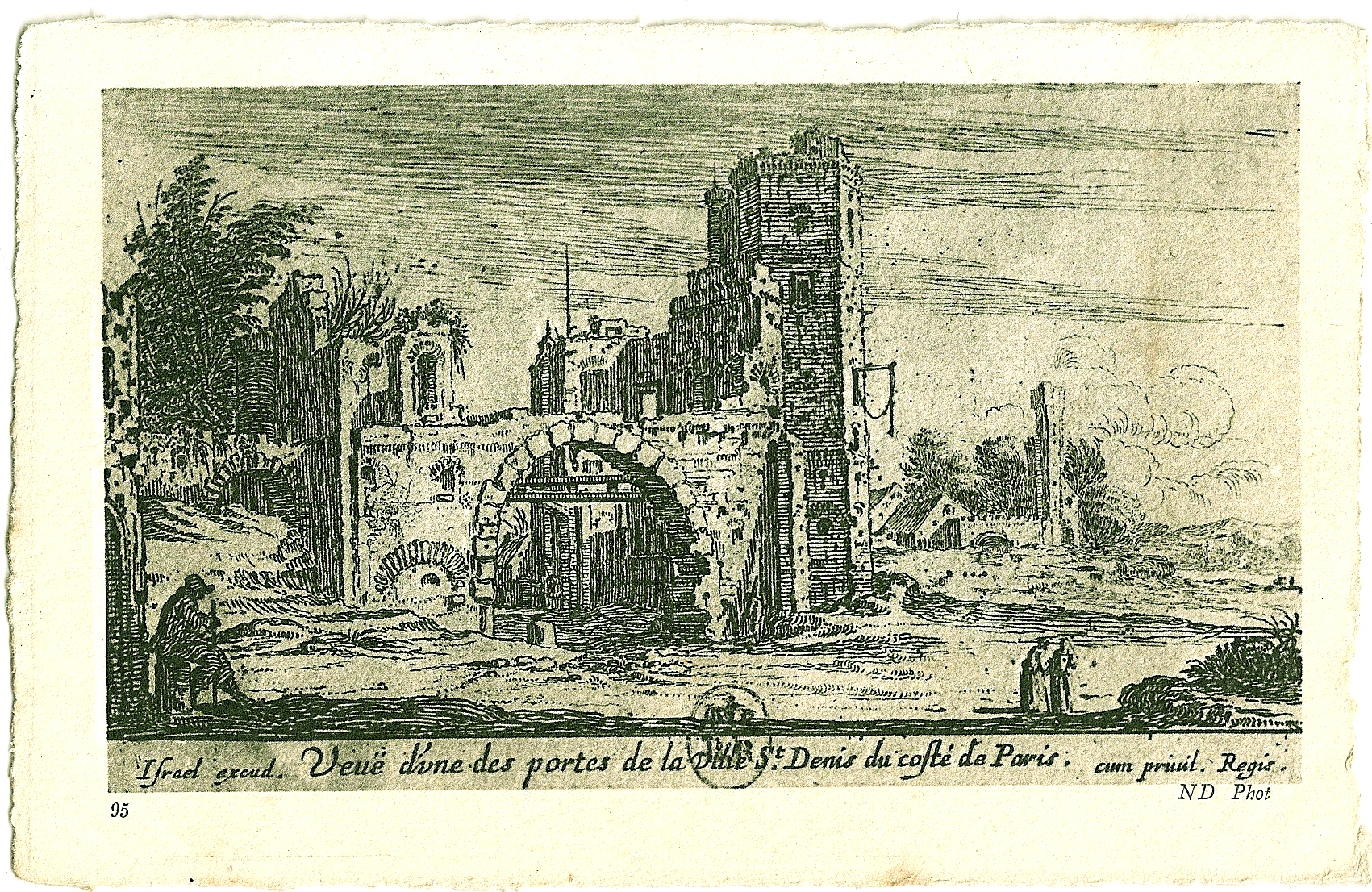
La Porte de Paris au XIXe siècle...
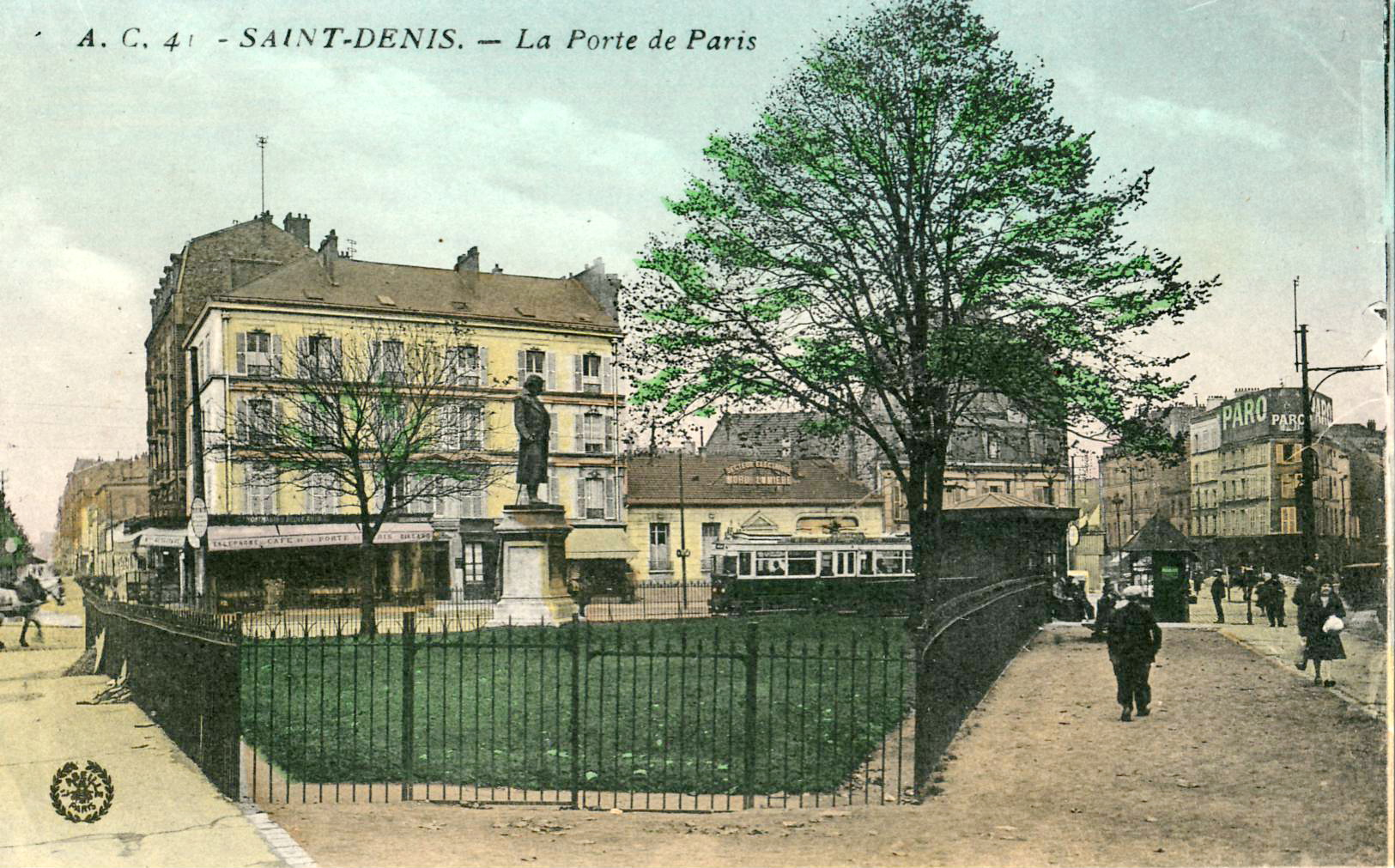
... et dans les années 1920, bien avant la création de l'autoroute[18].
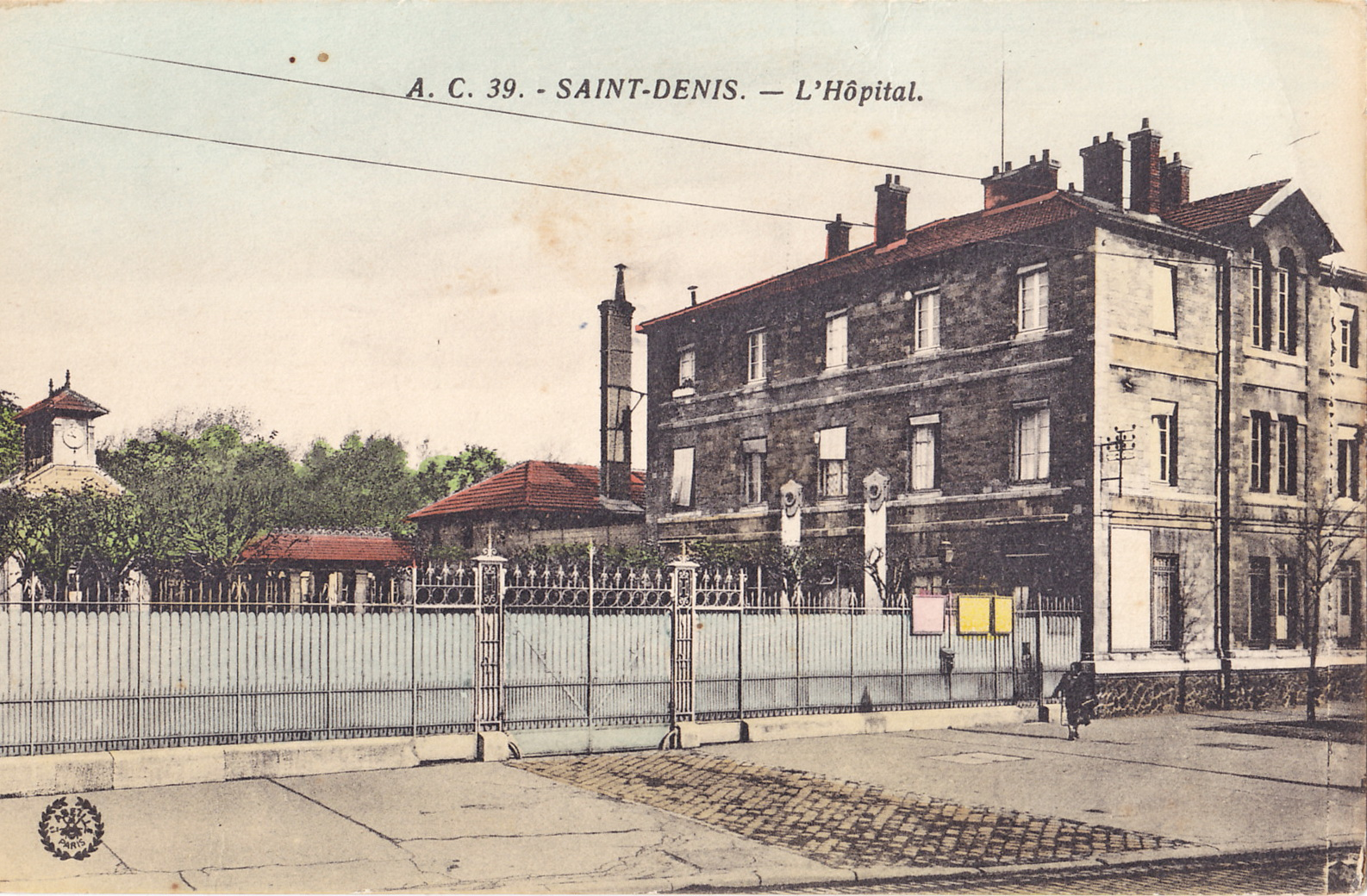
L'entrée de l'hôpital Danielle-Casanova dans l'entre-deux-guerres.
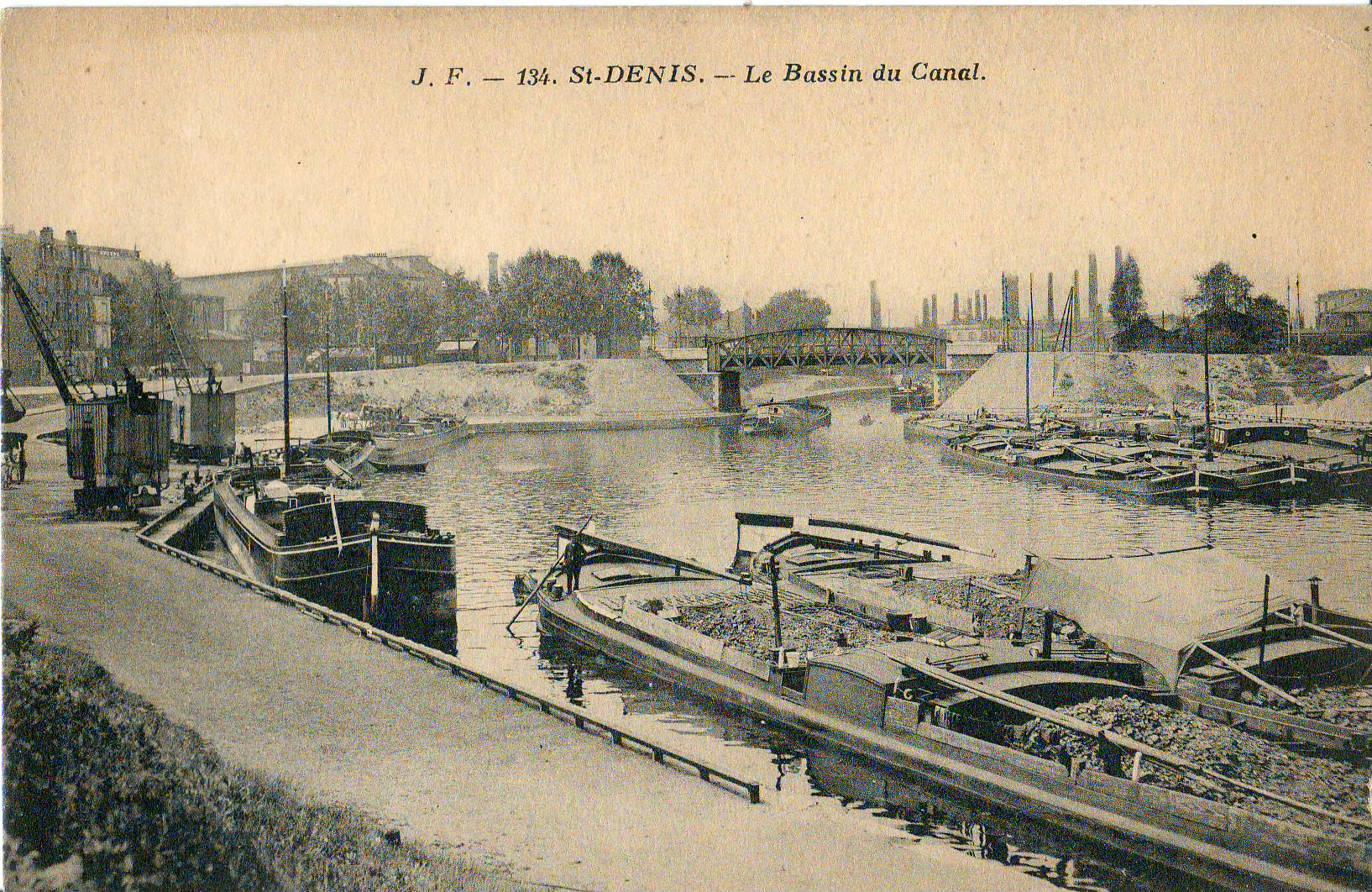
Le bassin de la Maltournée (avant 1914)
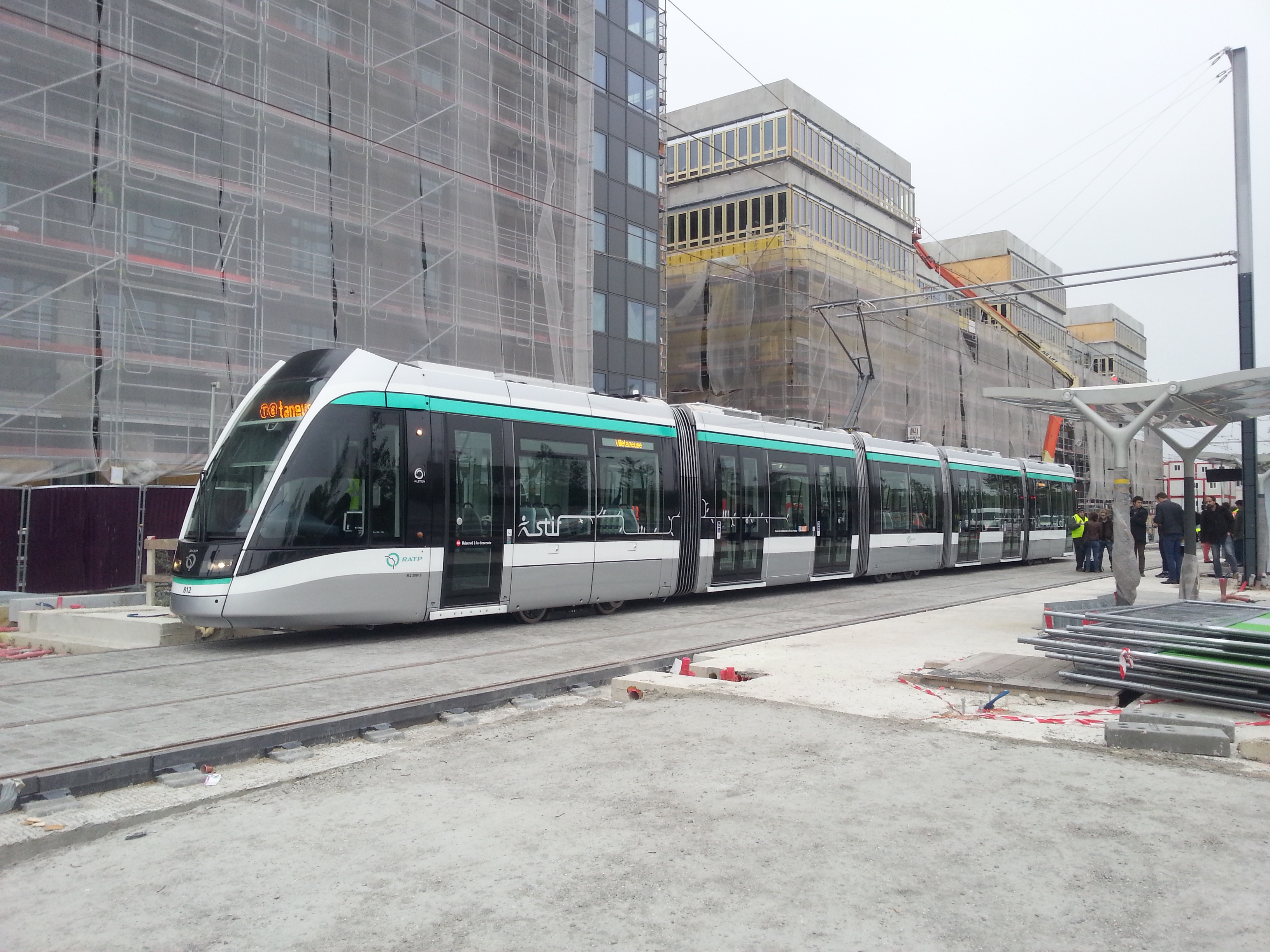
Le tramway T8 peu avant son inauguration, rue Danielle-Casanova, fin 2014.
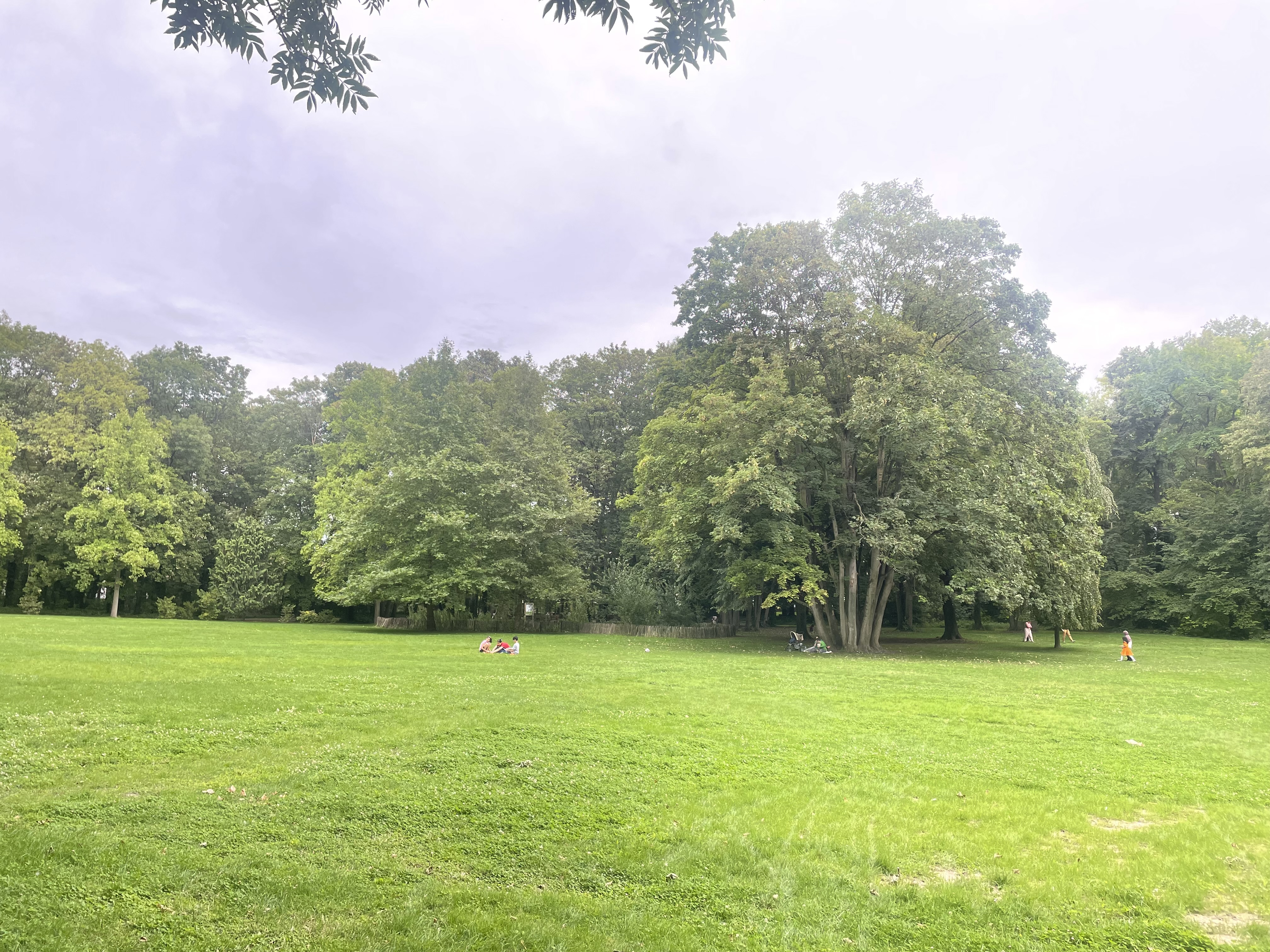
Parc de la Légion d'honneur en 2023.

#### Franc-Moisin / Bel-Air
Le Bel-Air est un quartier de petits immeubles anciens, souvent dégradés, séparé du centre-ville par l'autoroute du Nord. Lors de sa construction, au début des années 1960, le quartier a été amputé d'environ 200 bâtiments et de son cœur, l'ancienne place de la République, abîmant les rues alentour comme la rue Voisine. Le trafic routier sur l'A1 et l'A86 sont l'origine d'une forte pollution atmosphérique des seuils de pollution dictés par les normes européennes (avec 192 jours de dépassement - souvent importants - des normes en 2012 et 73 jours en 2016) et de forts taux de microparticules.
Il jouxte le quartier du Franc-Moisin, grand ensemble dont la construction dans les années 1970 a permis la résorption d'un important bidonville peuplé notamment des familles des travailleurs d'origine portugaise ou nord-africaine employés sur le chantier de l'A1, ainsi que le Fort de l'Est, l'une des anciennes fortifications qui protégeaient Paris. Ce fort est reconverti pour l'hébergement des gendarmes et militaires.
Après une première série de démolitions de bâtiments dans un quartier confronté à niveau élevé de pauvreté et des problèmes de sécurité durant la décennie 2000 — période durant laquelle a été tourné le film L'Esquive d'Abdellatif Kechiche, qui a obtenu quatre Césars en 2005 — le Franc-Moisin est l'objet d'un second programme de rénovation urbaine estimé à 126 millions d'euros, à l'étude depuis 2014 et entrant dans sa phase opérationnelle en 2023, qui prévoit la destruction de 447 logements, 920 réhabilitations et 644 constructions nouvelles, complété par la reconstruction en 2024 de la passerelle rejoignant le Stade de France. Sans mode de transport lourd, la desserte du quartier par bus est médiocre, mais il recevra le prolongement sud à horizon 2030 du tramway T8 avec deux stations, en plus de celle de Bel-Air, avec des correspondances facilitées avec la ligne 13, la RER B et la future ligne 15 du métro.

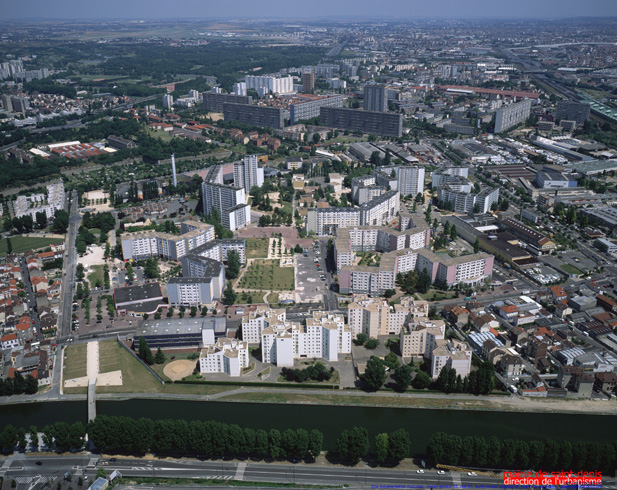
Vue du quartier du Franc Moisin et du canal Saint-Denis en 2006.
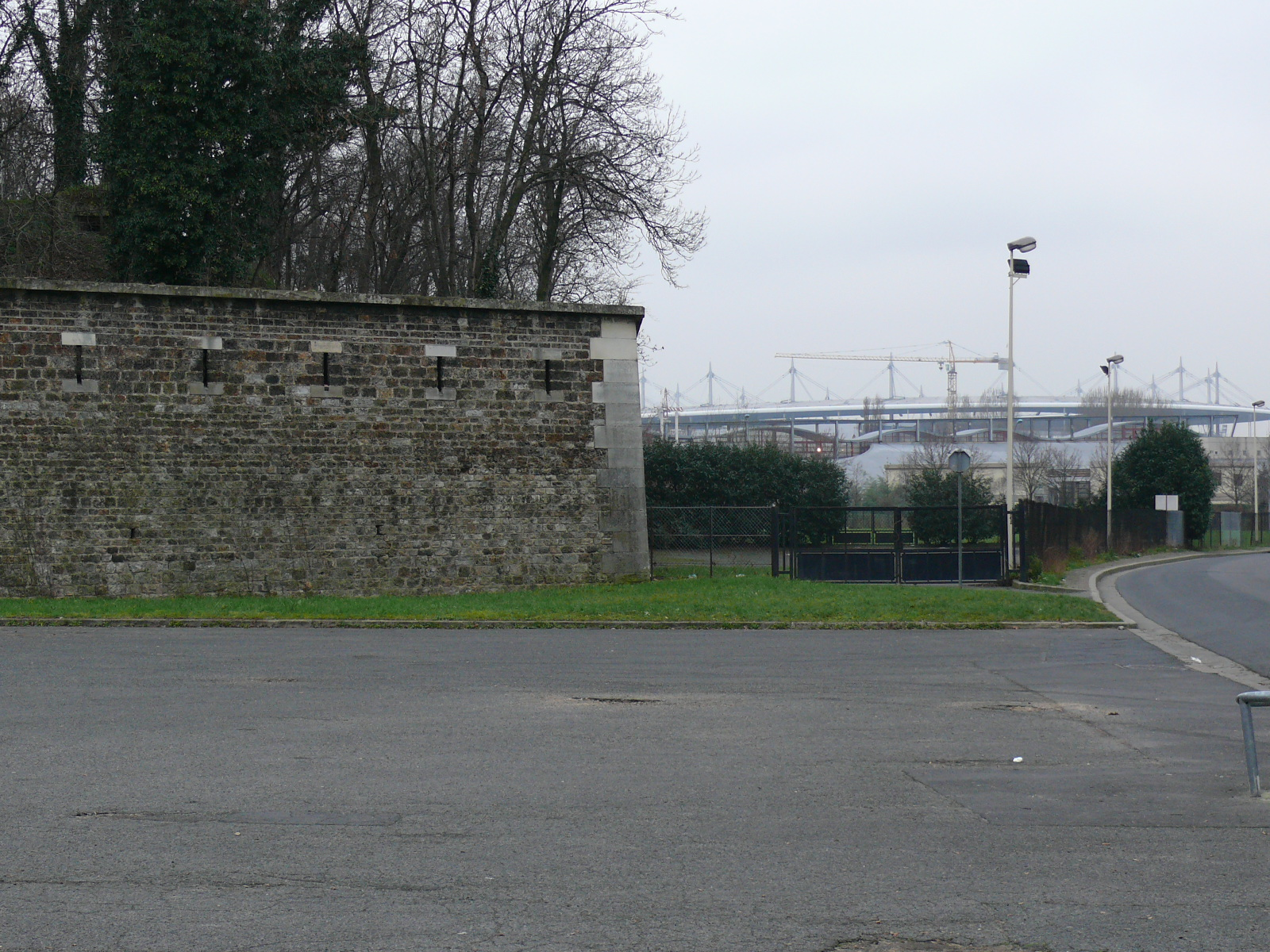
Vue fort de l'Est avec le stade de France en arrière-plan.
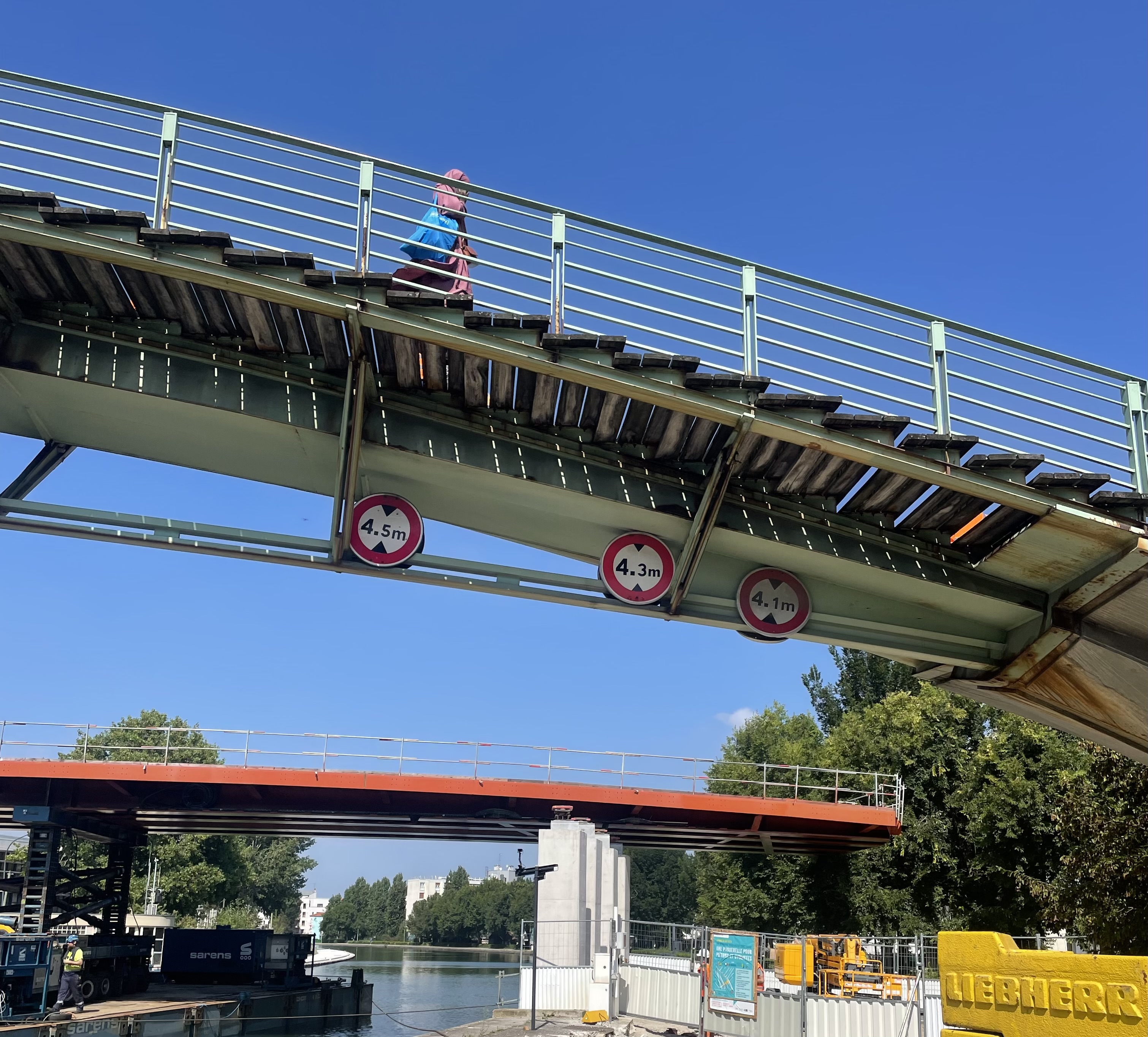
Les passerelles du Franc-Moisin

#### La Plaine Saint-Denis

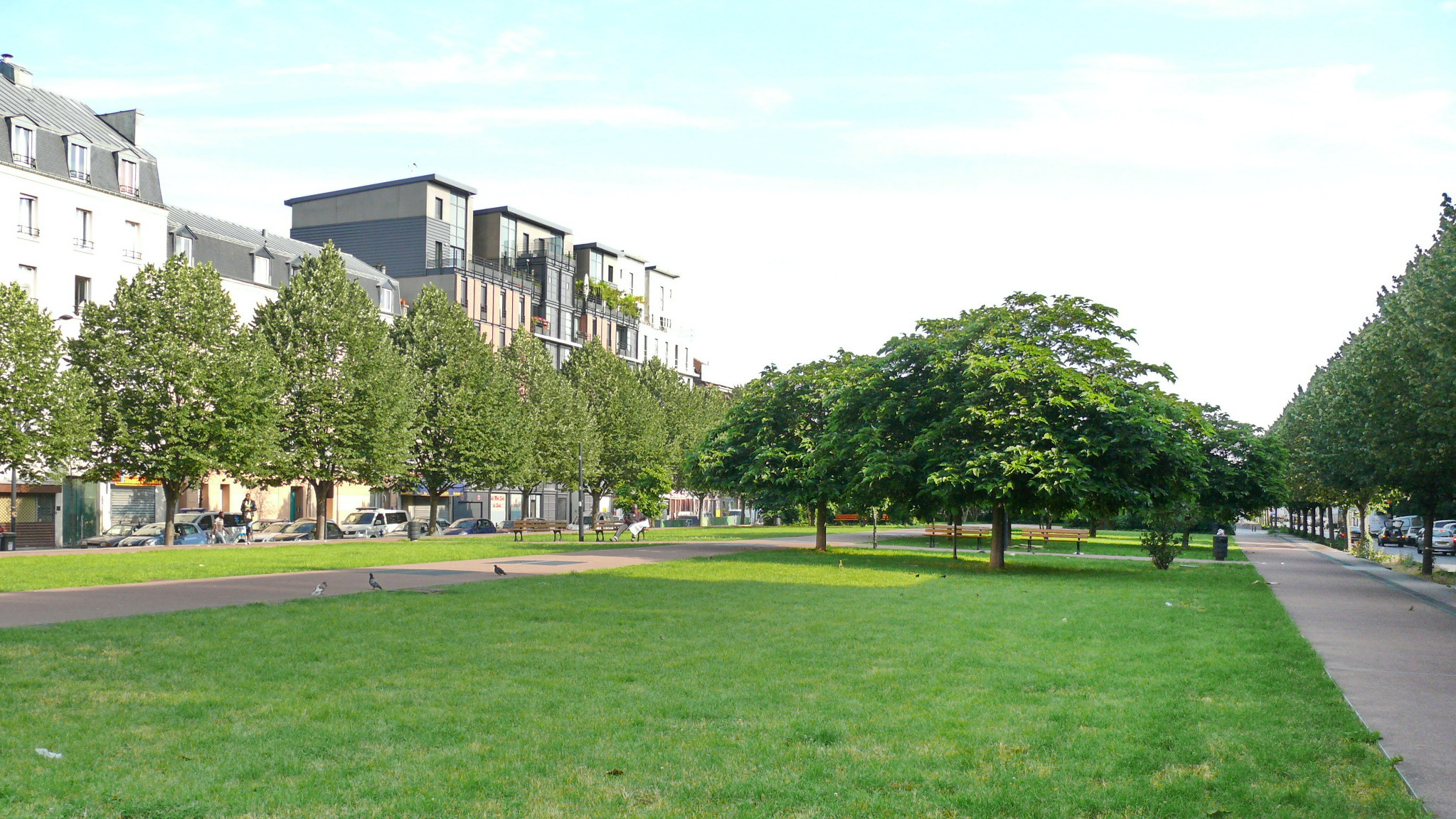
La couverture de l'A1 permet de créer une vaste promenade reliant les deux rives de l'avenue du Président-Wilson, qui redevient un quartier central.

Quartier étendu et "contemporain" quant à ses architectures, assez détaché du reste de Saint-Denis, dont il est, pour une bonne part, séparé par le canal. Il possède par ailleurs son propre code postal (93210 La Plaine Saint-Denis). Ces différentes spécificités et l'histoire du quartier (territoire hérité en partie de l'ancienne commune de La Chapelle) donnent parfois aux habitants du quartier un sentiment d'habiter une ville distincte de Saint-Denis. Sa grande superficie fait que cet ensemble géographique est lui-même divisé en quartiers correspondant aux différentes opérations d'aménagement contemporaines.
Plus grande zone industrielle d'Europe dans les années 1960, la Plaine subit une grave crise économique avec la désindustrialisation. La construction de l'autoroute A1 en tranchée ouverte entre 1961 et 1965 sur l'avenue Wilson coupe le quartier en deux et favorisé le déclin de cette voie, jusqu'à sa couverture par le tunnel du Landy peu avant la Coupe du monde de football 1998.
Le quartier a connu un renouveau à la fin du millénaire en profitant de l'effet d'image et de la dynamique de la construction du stade de France. Depuis lors, le quartier et celui du Landy sont devenus une des principales zones d'activité de l'immobilier d'entreprise de la région parisienne. Plusieurs milliers de logements y sont construits dans les années 1990 et, surtout, dans la première décennie 2000, formant de nouveaux quartiers d'habitat.
Les activités économiques, profondément modifiées par rapport à la grande époque industrielle de la Plaine, ont plusieurs points d'appui, notamment autour du site des Magasins généraux (EMGP), du Dock des Alcools rénové ou encore de la gare édifiée en 1998 sur la ligne D du RER, où se sont installées des entreprises comme Generali ou le siège de la SNCF.
Le quartier accueille également d'importants centres de formation, avec le Conservatoire national des arts et métiers, la Maison des Sciences de l'homme Paris-Nord, et, depuis 2017, le lycée de la Plaine.
Le quartier Cristino-Garcia, situé à proximité de la gare de La Plaine - Stade de France est également surnommé « la petite Espagne » en raison de la forte immigration espagnole qu'elle a connue au début du XXe siècle, immigration résultant dans un premier temps de l'exode de familles espagnoles venant travailler sur place, notamment dans des entreprises du secteur de la chimie. Toutefois ce sont les époques de la dictature de Primo de Rivera (1923 - 1930) et la période suivant la victoire des troupes franquistes à l'issue de la Guerre civile espagnole qui ont amené nombre d'Espagnols à venir résider à Saint-Denis et constituer ici une communauté, qui demeure encore importante.
En limite d'Aubervilliers, Plaine Commune aménage la place du Front-Populaire dans un secteur d'anciennes friches industrielles. Elle est desservie par la station de métro Front populaire (ligne 12). La partie sud de la Plaine Saint-Denis est ainsi mieux reliée à Paris et à Aubervilliers. Le prolongement de la ligne de tramway T8 irriguera également à terme le quartier, en limite duquel est édifié le Campus Condorcet à Aubervilliers.
Au sud de la place, l'immeuble Pulse accueille le comité d'organisation des JOP 2024.

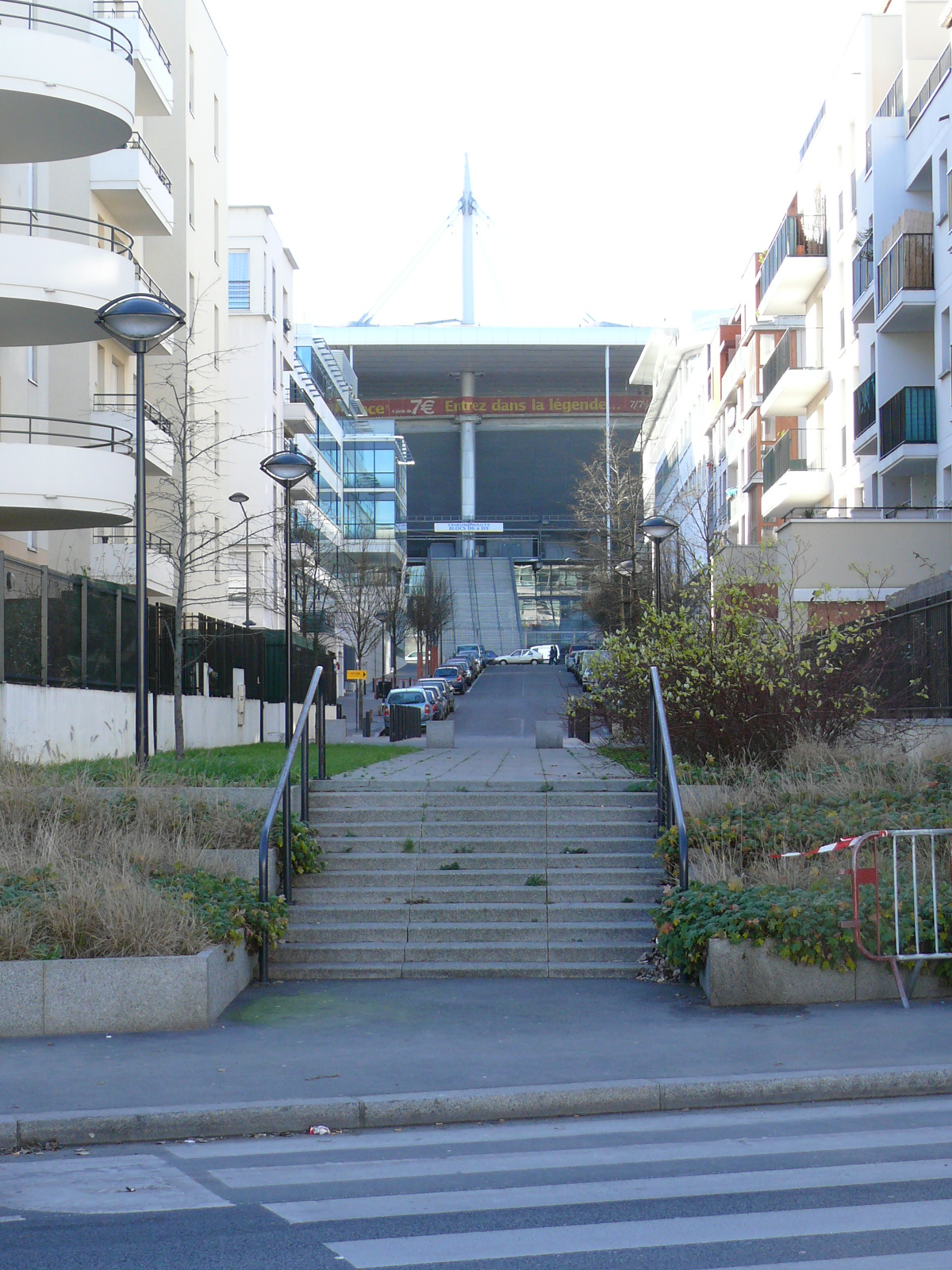
Un nouveau quartier entre le canal et le stade de France.
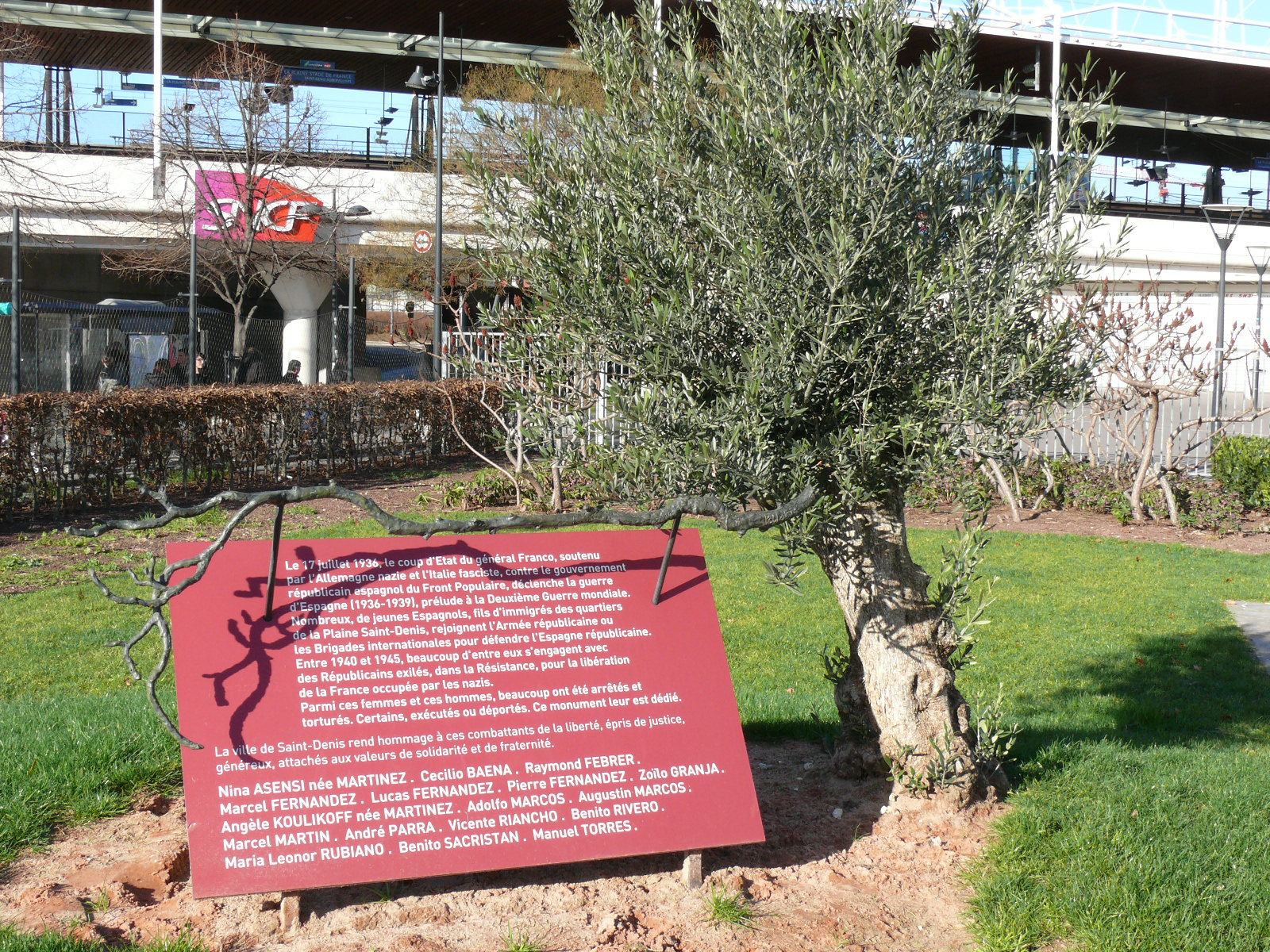
Mémorial aux combattants espagnols de la Plaine.
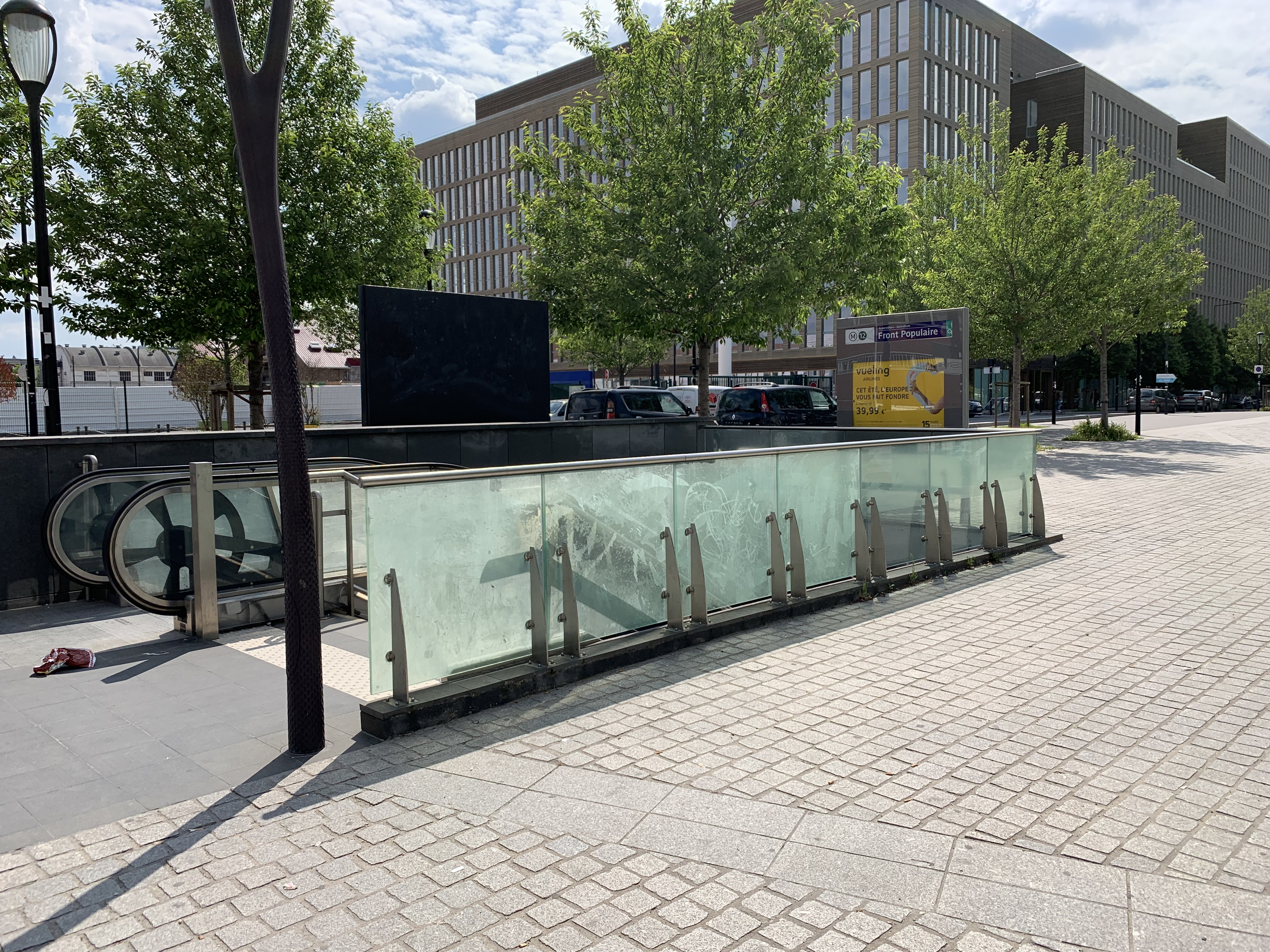
Entrée du métro place du Front-Populaire.
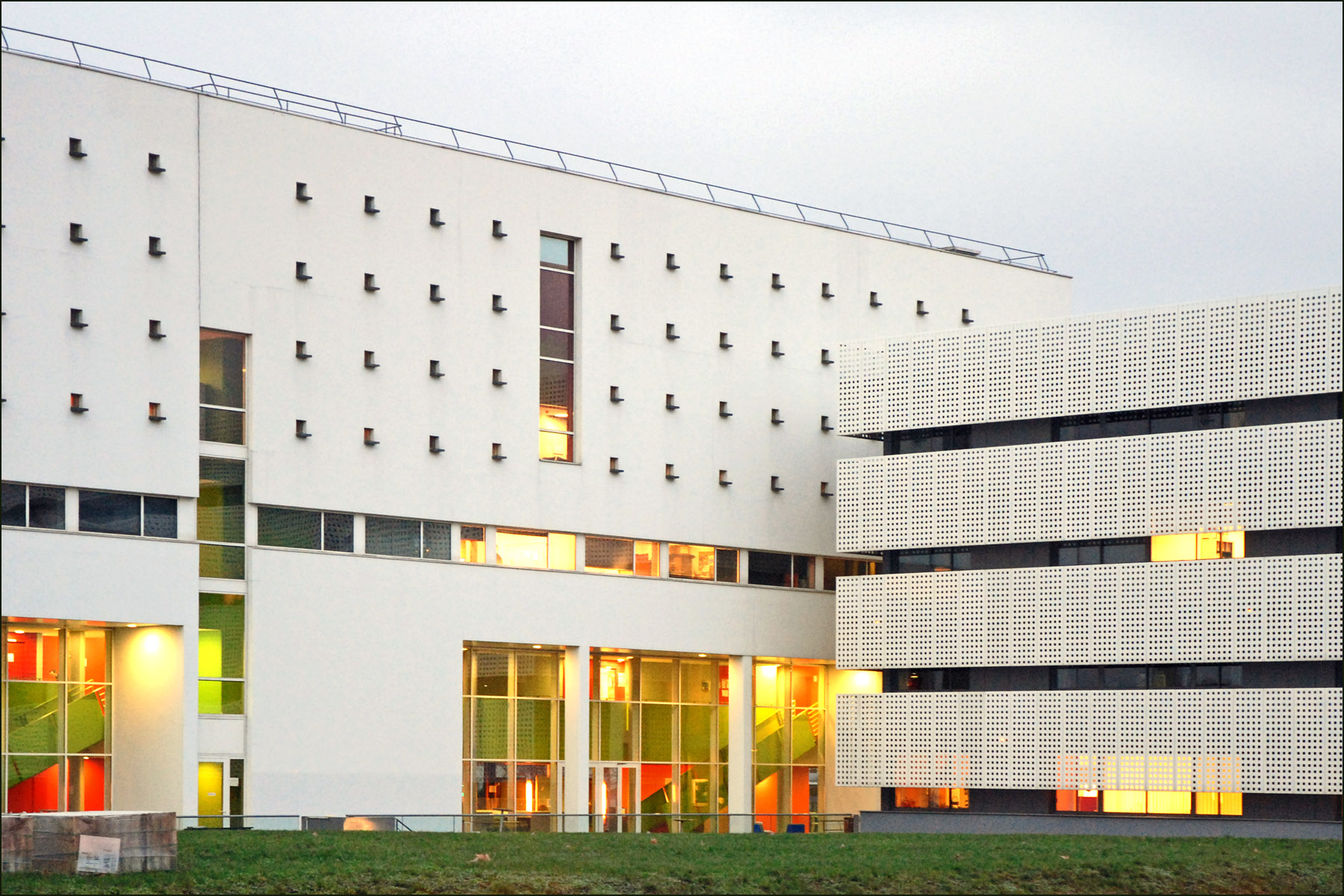
Le bâtiment du CNAM, rue du Landy.
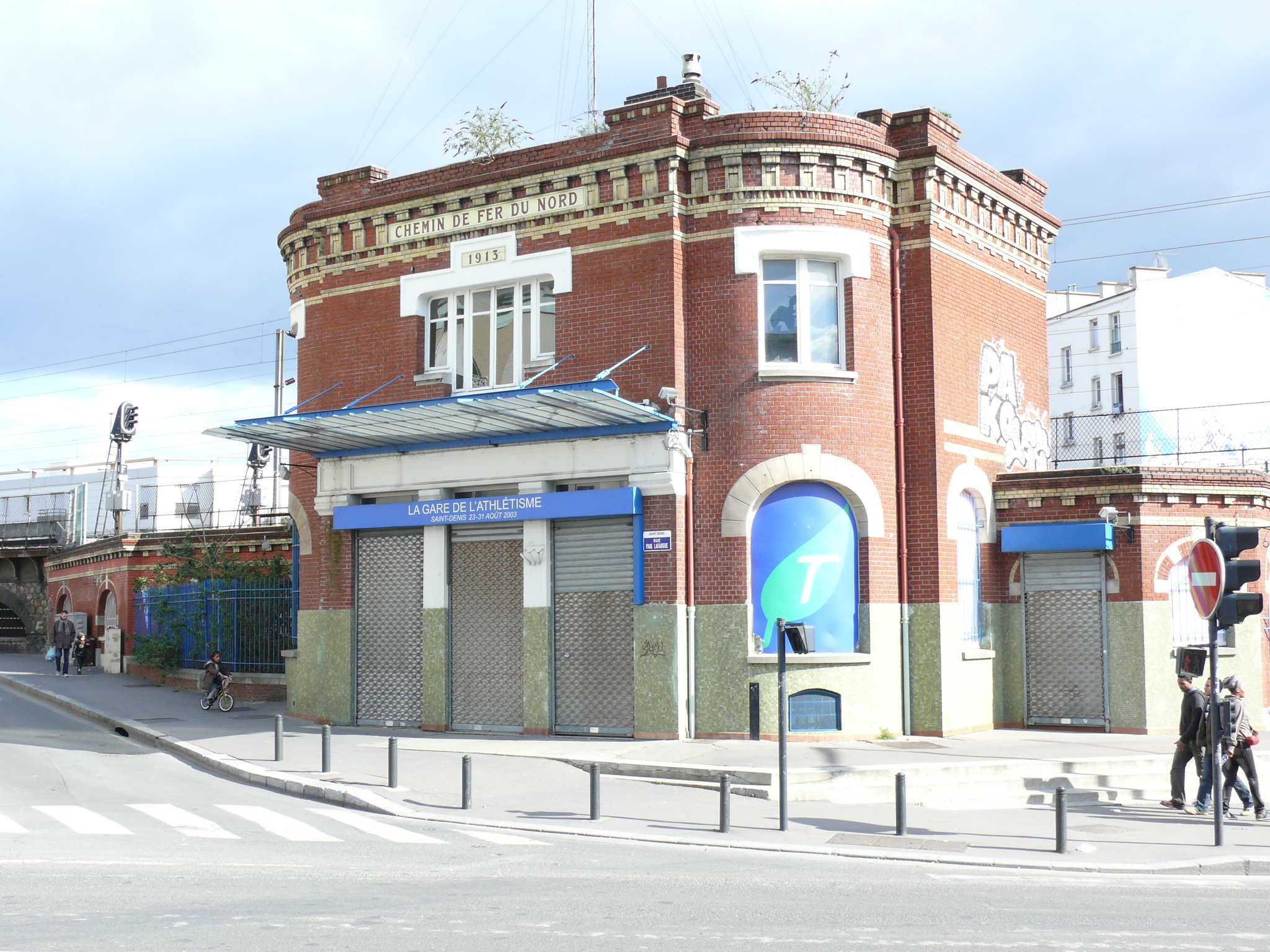
L'ancienne gare de La Plaine-Voyageurs, avant sa reconversion en maison des associations

#### Pleyel

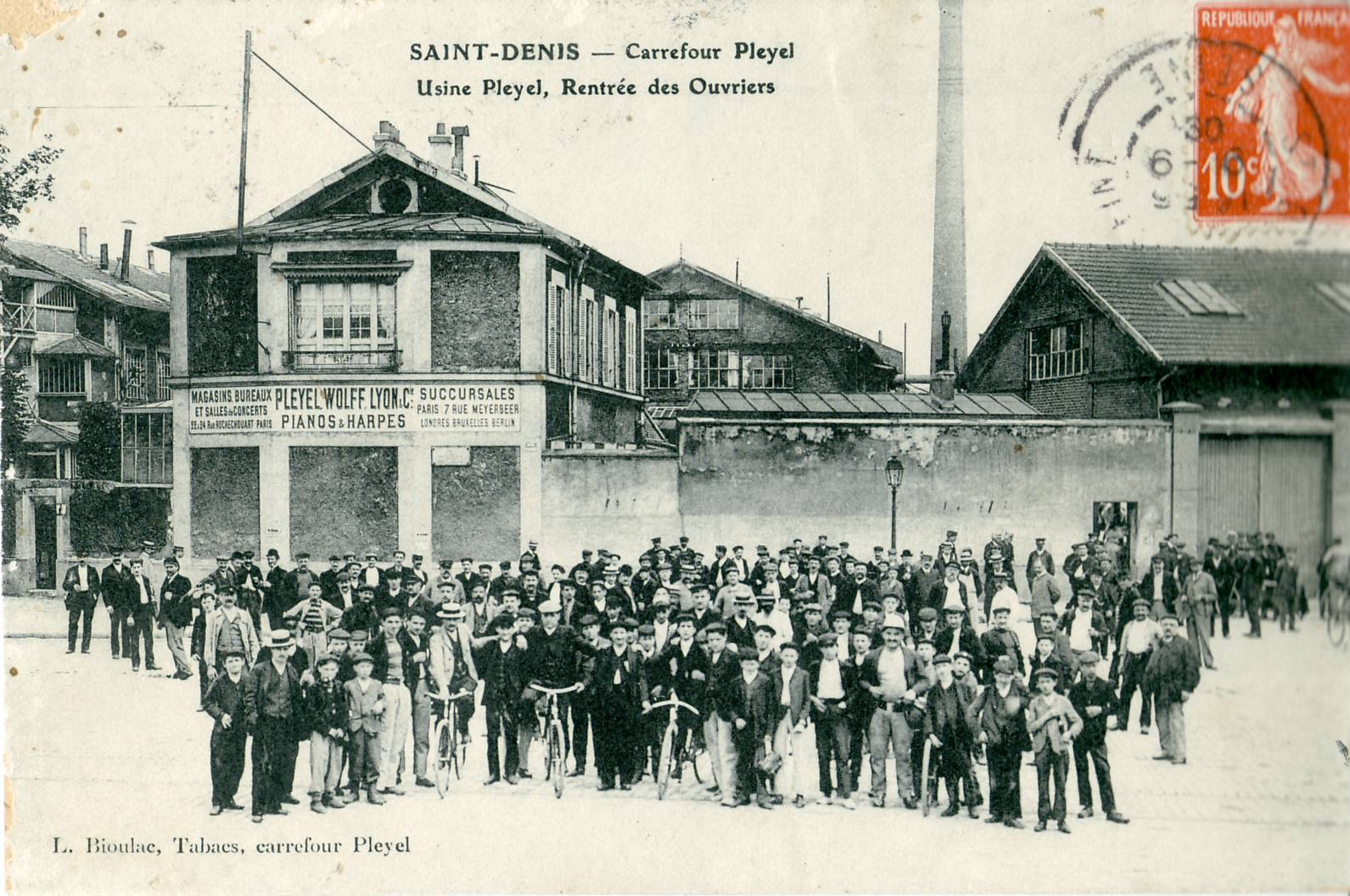
Le carrefour Pleyel au début du XXe siècle était marqué par la présence de la manufacture de pianos.

Le quartier, séparé du reste de la Plaine Saint-Denis par les installations ferroviaires (Lignes Paris-Lille, TGV Nord…) tient son nom de la fabrique des pianos Pleyel, fondée à cet emplacement par Ignace Joseph Pleyel (1757-1831) en 1807. La manufacture ferme dans les années 1960, avant de renaître près d'Alès (Gard).
Autrefois quartier très industriel avec la mégisserie Combes dès 1847 et l'usine chimique de François Coignet, il est devenu d'abord un quartier tertiaire, autour notamment de la « tour Pleyel », et secondairement résidentiel. Une tour de bureaux de 128 mètres de haut, bâtie sur les terrains de l'ancienne manufacture de pianos, a été inaugurée le 1er novembre 1973. Face à elle se dresse un important site d'EDF. Depuis 2012, le quartier accueille la Cité du cinéma, pilotée par Luc Besson, dans une ancienne centrale électrique.
Des voies à grande circulation (A86 au nord) et de chemin de fer (faisceau de Paris-Nord, à l'est) l'isolant du reste de Saint-Denis ce quartier se tourne davantage vers Saint-Ouen dont il est continuité urbanistique. Composé de terrains industriels et d’un tissu résidentiel dégradé, peu d’opérations immobilières ont été engagées en dehors de la ZAC Pleyel-Libération et de la Cité du cinéma, équipement d’envergure métropolitaine dont les retombées locales restent faibles. Toutefois la réalisation du franchissement Pleyel d'ici 2024 va la rapprocher de la Plaine Saint-Denis. L'arrivée du Grand Paris Express et du village olympique à l'occasion des Jeux olympiques vont également transformer le quartier.
La tour Pleyel rénovée devient à l'été 2024 un hôtel proche des stations de métro Carrefour Pleyel et Saint-Denis Pleyel.

#### Cosmonautes

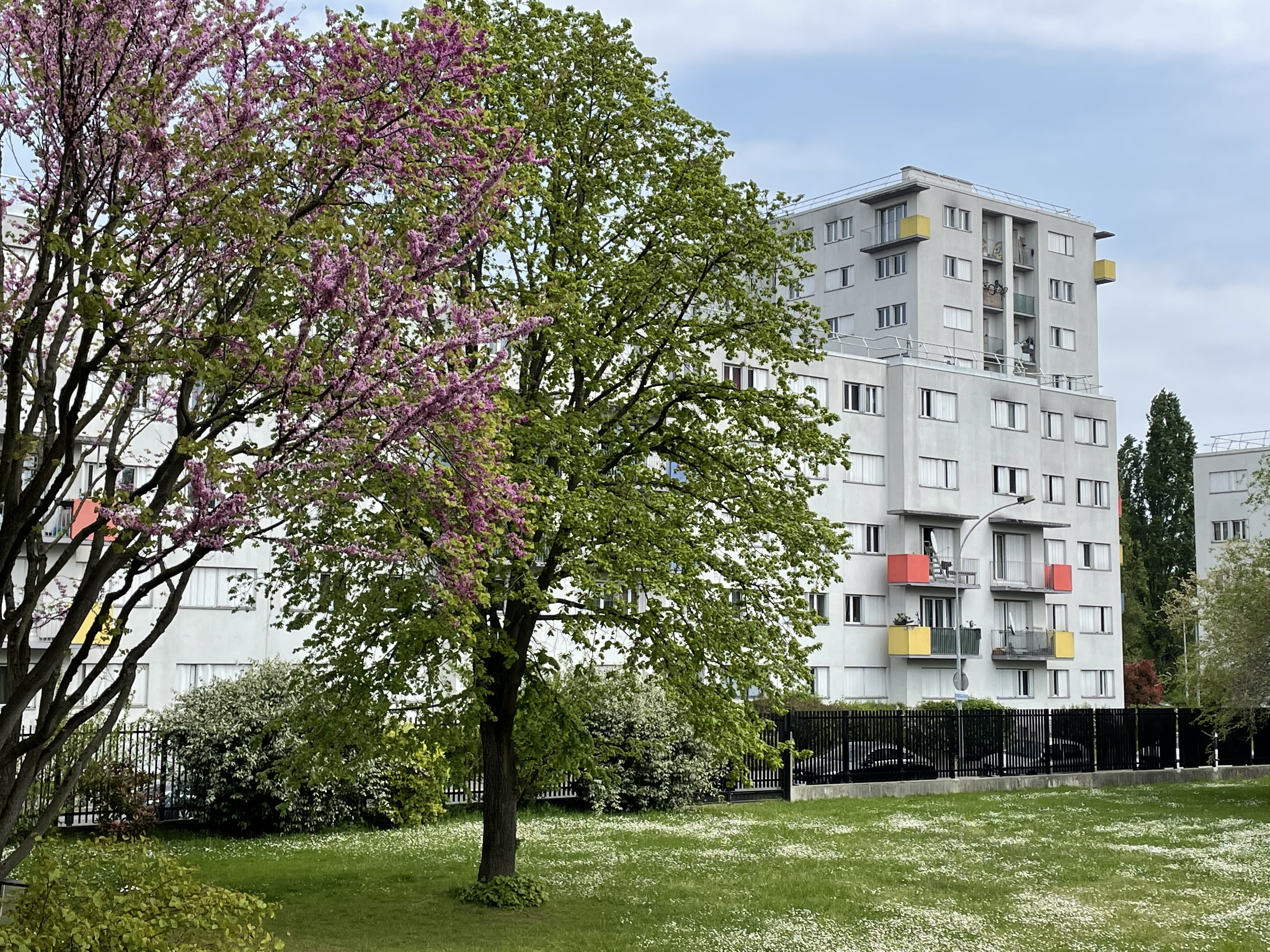
Cité des Cosmonautes en 2022.

Dessinée en 1968, par l’architecte André Lurçat, la cité des Cosmonautes est un quartier de 5 hectares situé à la frange est de Saint-Denis, enclavé par le voisinage de l'autoroute A1 et en lisière de la limite communale avec La Courneuve (résidence du Parc et lieu-dit du Moulin-Fayvon).
Le quartier est formé par un petit espace pavillonnaire à l'ouest, la villa Monjardin, et la cité est formé de douze immeubles de 448 logements sociaux,, dont la plus haute tour de la cité a quinze étages.
En 2012-2013, la cité est l'objet d'un programme de réhabilitation, comprenant une rénovation thermique du bâti et une rénovation des parties communes.
Il a une nature essentiellement résidentielle avec quelques commerces (boulangerie, pharmacie) et services publics (une ludothèque inauguré en 2000, la crèche départementale Toni Morrison, un groupe scolaire, antenne jeunesse) alors qu'un supermarché est à proximité immédiate sur le territoire de La Courneuve.
Les rues de la cité ont pour la plupart des noms de cosmonautes soviétiques tels que Valentina Terechkova, Youri Gagarine ou Vladimir Komarov. La cité des Cosmonautes donné son nom à la station du tramway T1 et se situe non loi de la future station de métro La Courneuve - Six Routes.

#### Barrage / Allende / Delaune
L'ouest de ce secteur peu homogène est constitué par le Barrage de Saint-Denis (place du Général-Leclerc), où se trouvait le Fort de la Double-Couronne, détruit par une explosion pendant la Première Guerre mondiale et où la RATP a construit un important dépôt de bus, le centre bus de Saint-Denis.
Face au vélodrome de Saint-Denis est bâti le quartier résidentiel Allende, où ont vécu JoeyStarr et Kool Shen (Suprême NTM).
L'université Paris VIII et la station terminus du métro Saint-Denis - Université sont toutes proches. Les Archives nationales de France se sont installées en face, aux abords de la station de métro Saint-Denis Université.
La zone des Tartres, partagée avec Pierrefitte-sur-Seine et Stains, est une ancienne zone de culture de maraîchère en cours de réhabilitation.

#### Gare / Confluence / Delaunay-Belleville

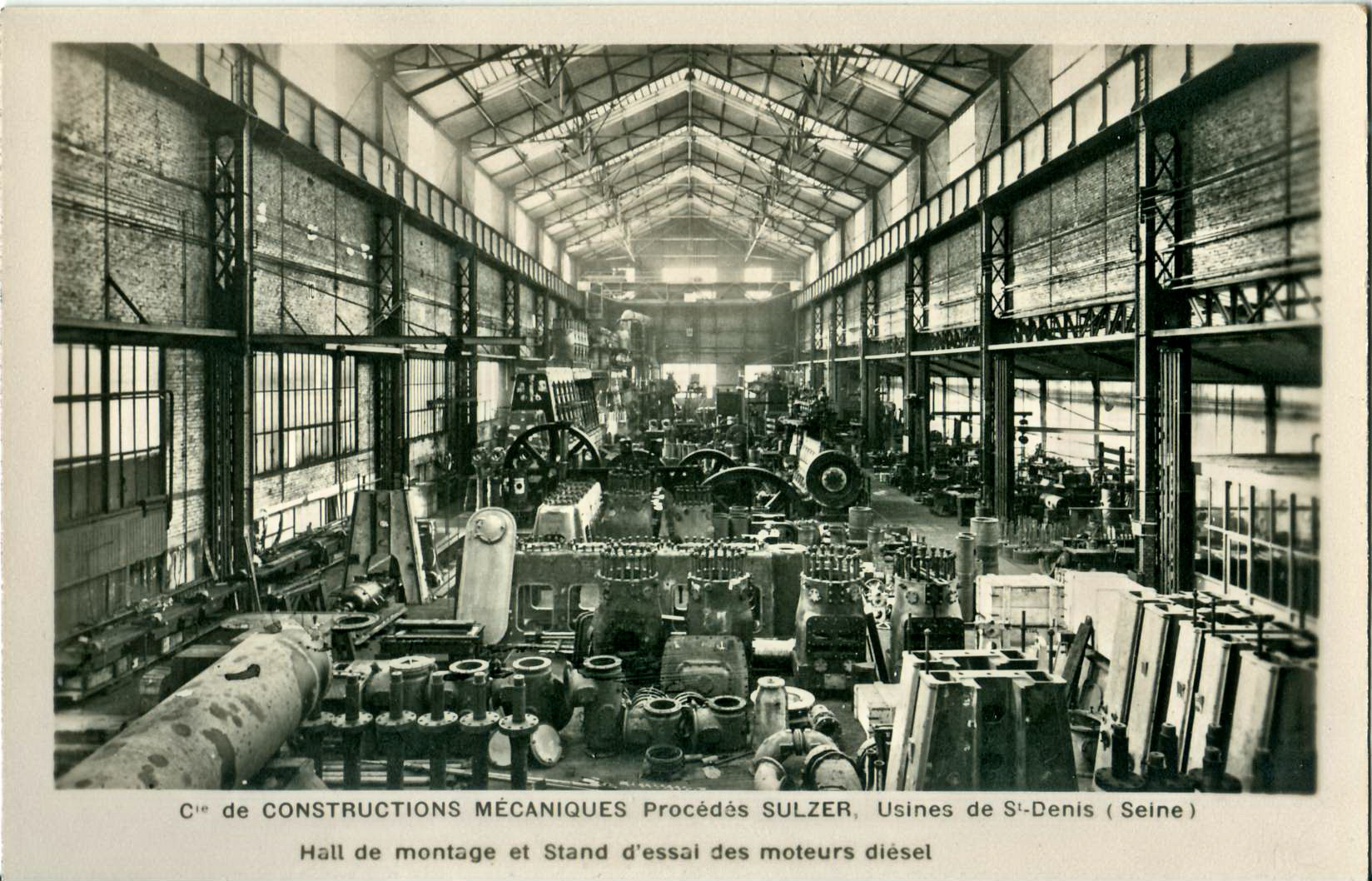
Le quartier du Canal et de la Gare, ainsi que Delaunay-Belleville, sont d'anciens sites industriels, tels cette usine Sulzer, entreprise de mécanique lourde qui produisait notamment des moteurs diesel au nord de la rue du Port.

Au XIXe siècle, hameau de la commune de Saint Denis, à côté de la Briche, sur les bords de la Seine, de part et d'autre de la rue du Port.
Au XIIIe siècle, il s'appelait Vicus Secanoe, et est ruiné au XVIe siècle pendant les guerres de Religion. Au XIXe siècle, c'est un hameau florissant.
La gare de Saint-Denis accueille le trafic du RER D ainsi que celui du ligne H, cinquième du réseau régional par son trafic quotidien de 90 000 passagers par jour en 2018
Elle est correspondance avec les tramways T1 depuis 1992 et T8 (depuis 2014), ainsi que plusieurs lignes de bus. Sa rénovation a débuté en 2020.
Le quartier Gare est bordé par la Seine et le canal Saint-Denis. C'est l'un des quartiers de la ville dont l'habitat est le plus dégradé. Les efforts entrepris pour éradiquer l'habitat insalubre commencent à porter leurs fruits ; depuis 2005, plusieurs nouveaux programmes immobiliers voient le jour dans le quartier, des travaux importants sont très visibles début 2016.
Au nord de la gare, le tram T8 désenclave le quartier Delaunay-Belleville, réalisé à l'emplacement de l'ancienne usine du constructeur d'automobiles Delaunay-Belleville. Cet ensemble urbain très contemporain, surtout constitué d'immeubles de logements sociaux, comporte peu de commerces.
Au sud de la gare, l'ancien site industriel des usines Sulzer est transformé de 2009 à 2015 en un nouveau quartier urbain, la Confluence.

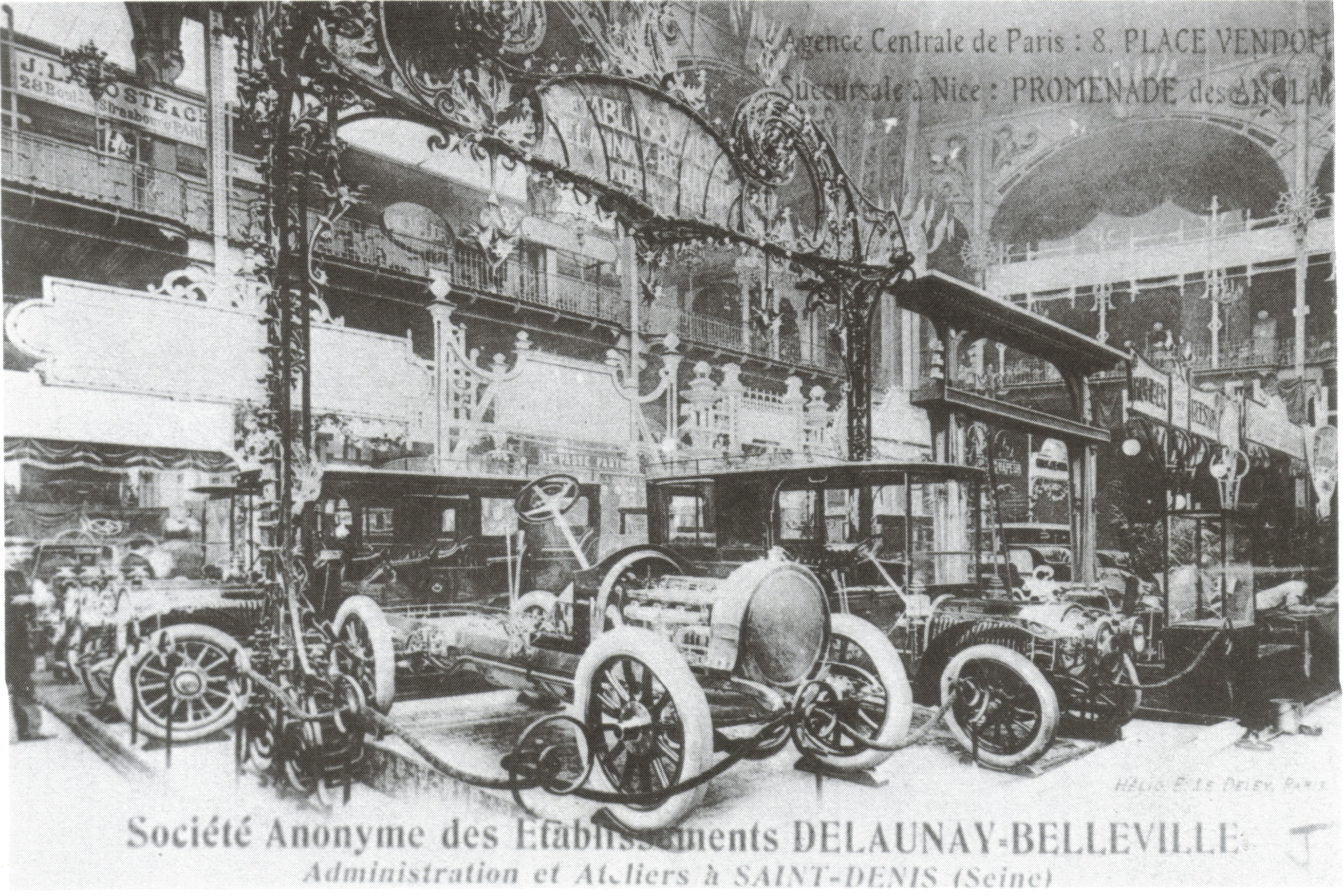
Les Établissements Delaunay-Belleville à Saint-Denis au début du XXe siècle.
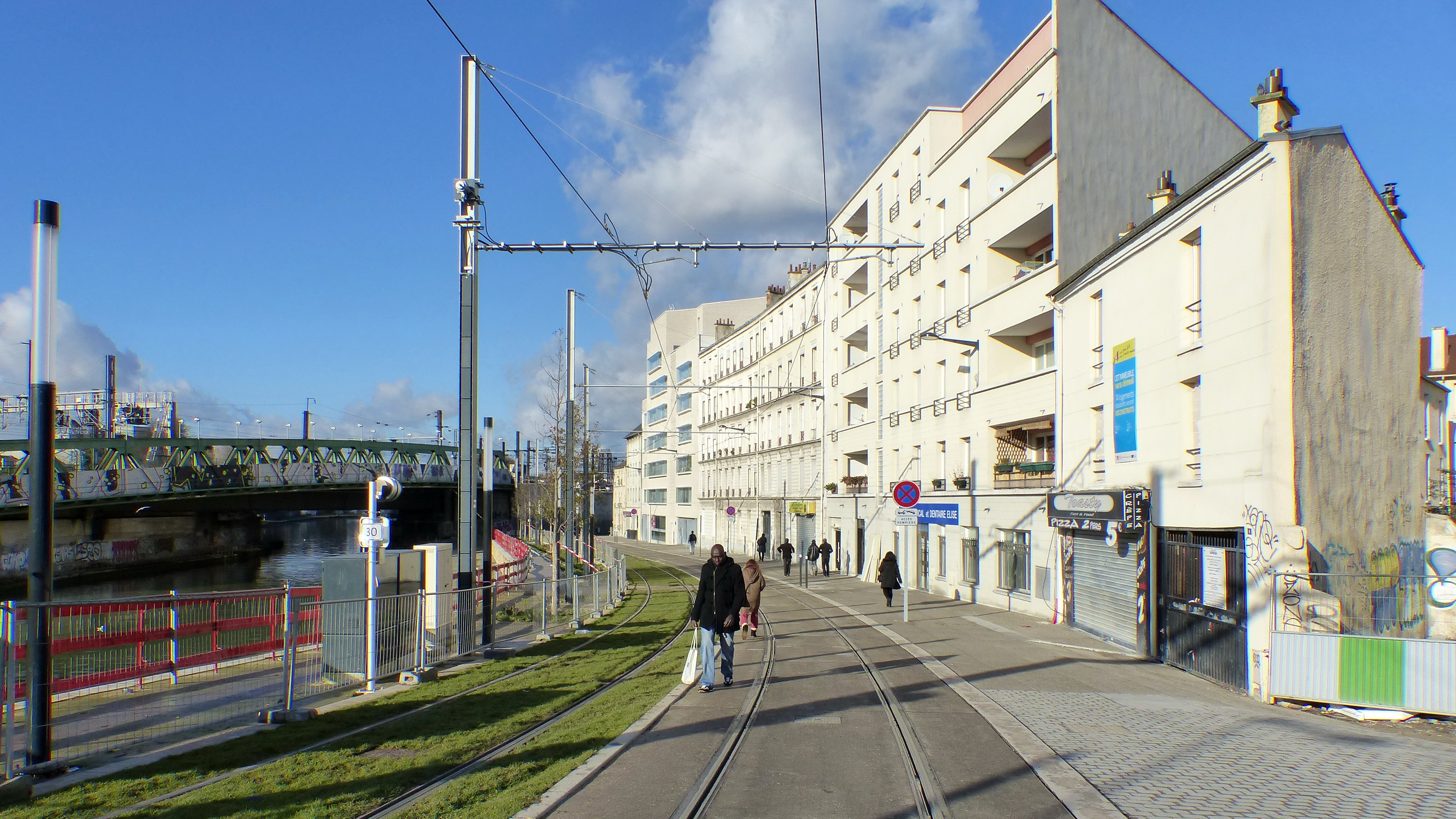
Rue Brise-Échalas.
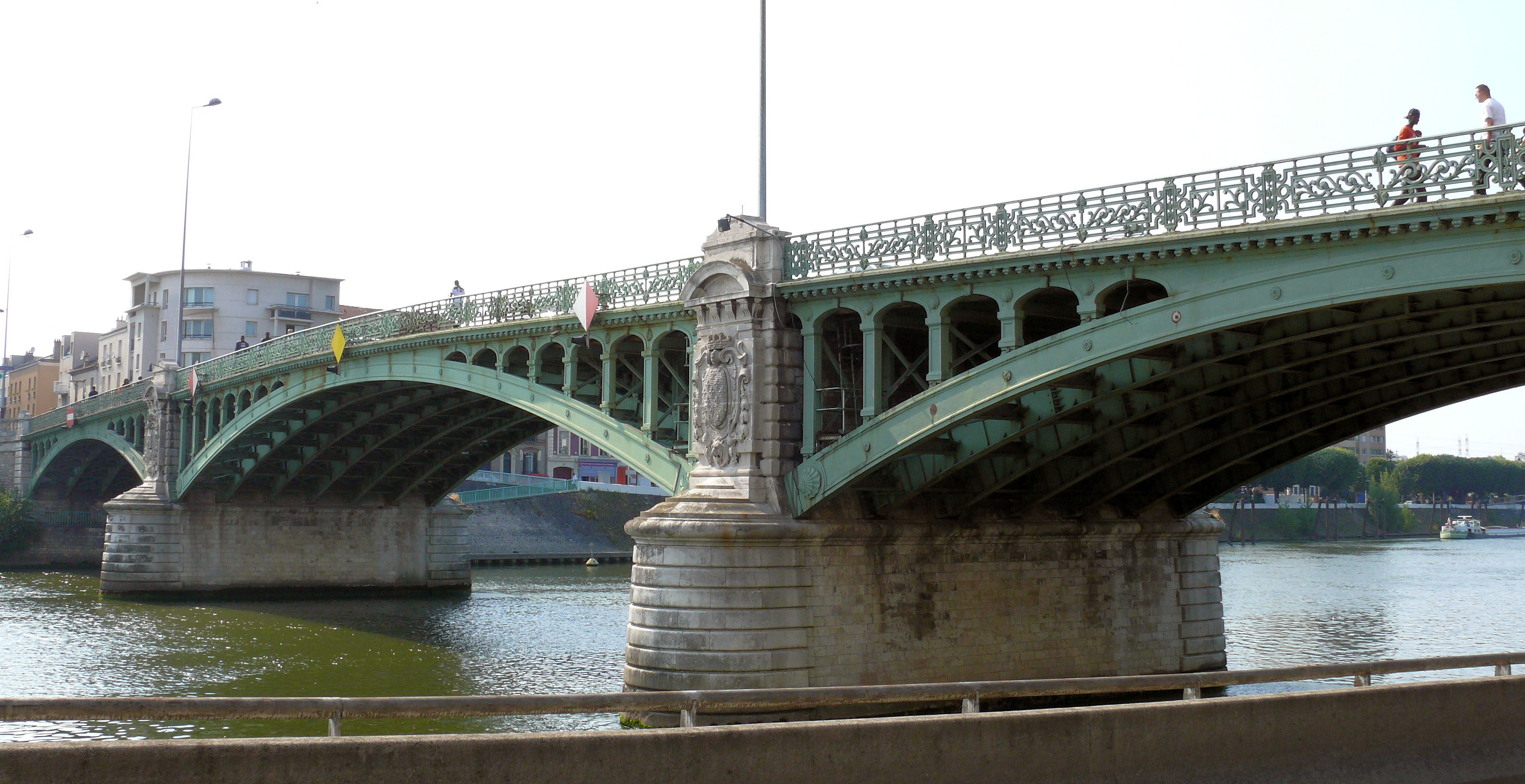
Pont de l'île Saint-Denis, décoré par Jules Formigé.
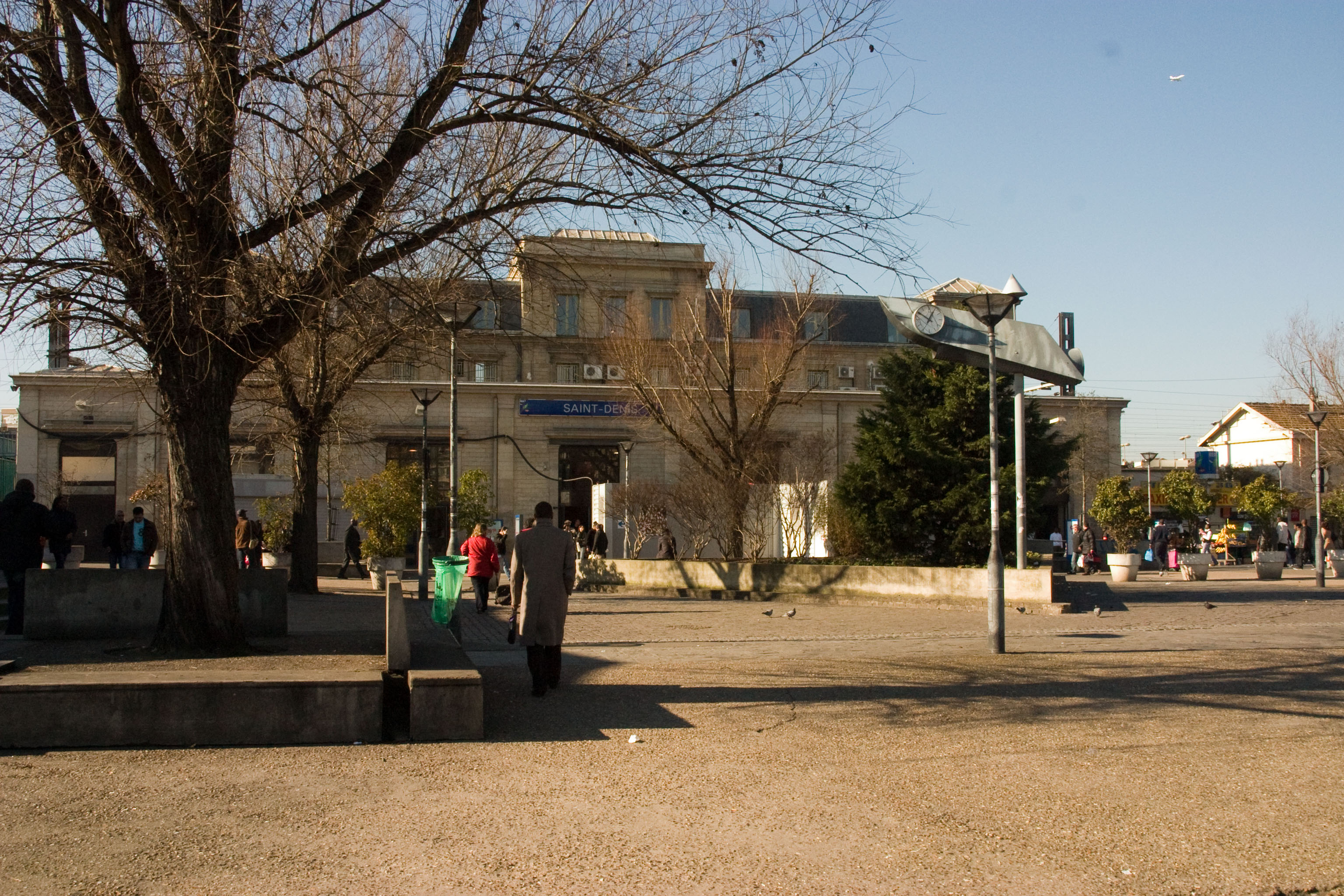
Le parvis de la gare de Saint-Denis avant travaux.
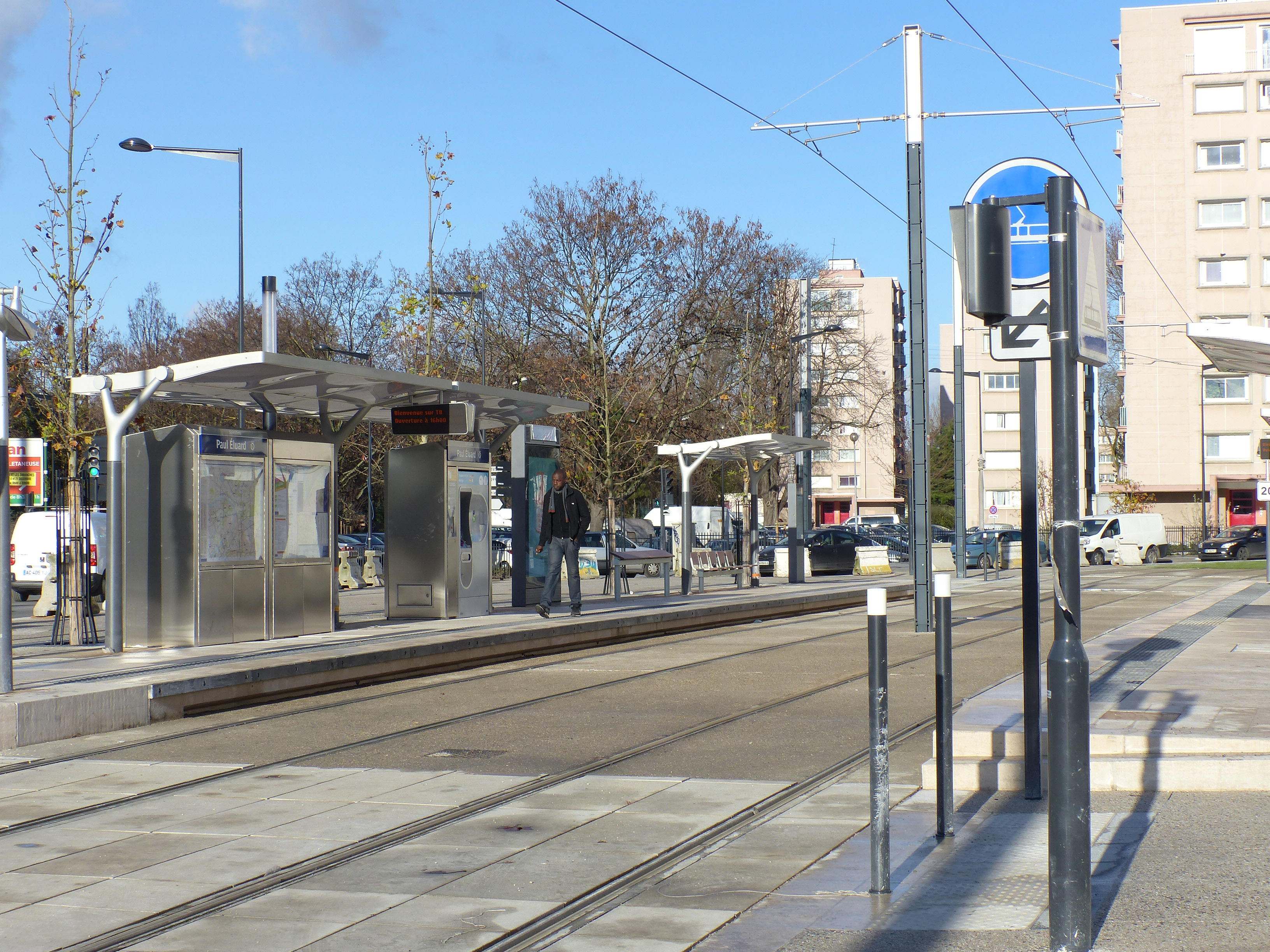
Station Paul-Éluard du tramway.
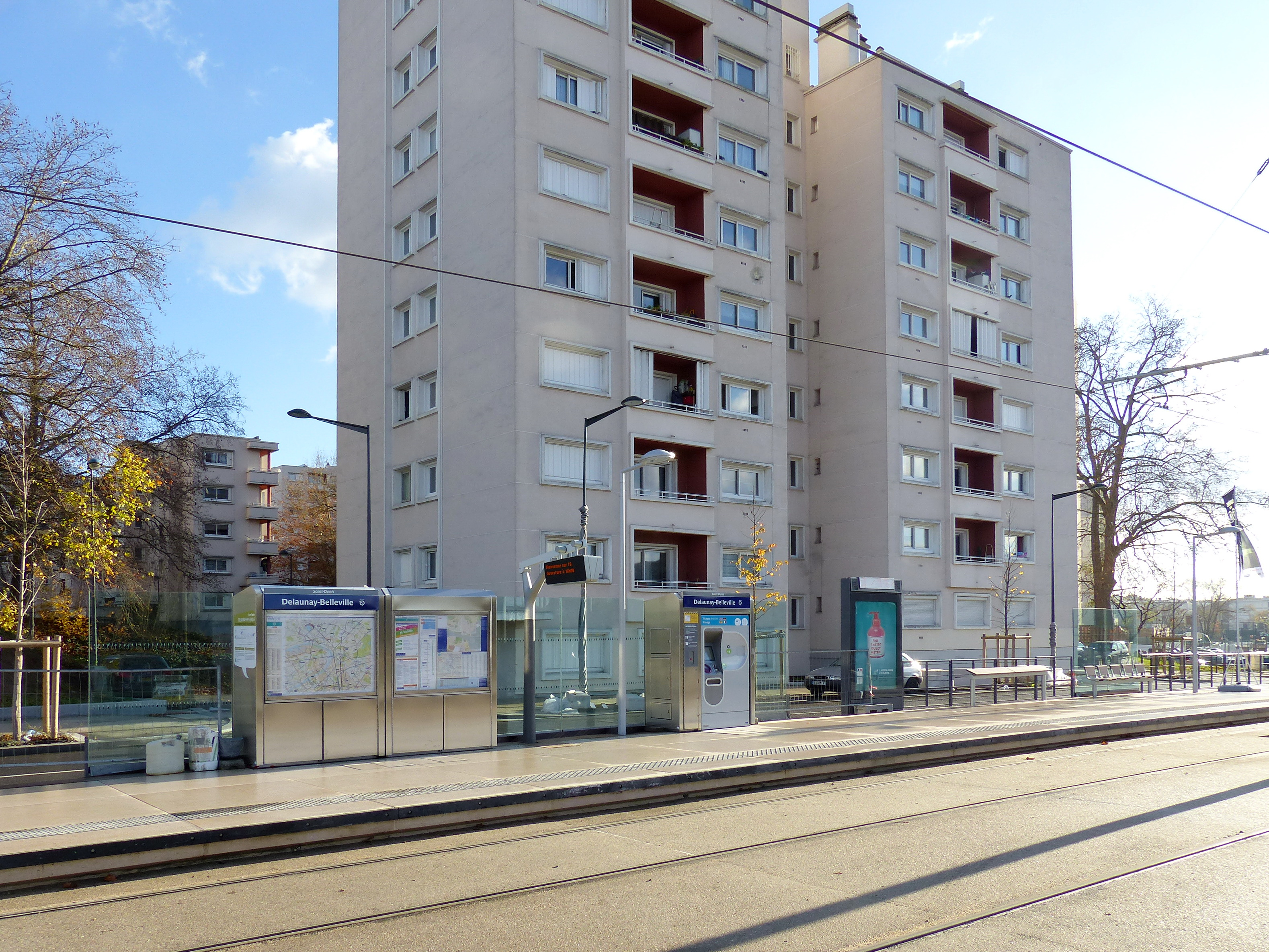
Station Delaunay-Belleville du tramway.

#### Saussaie - Floréal - Courtille

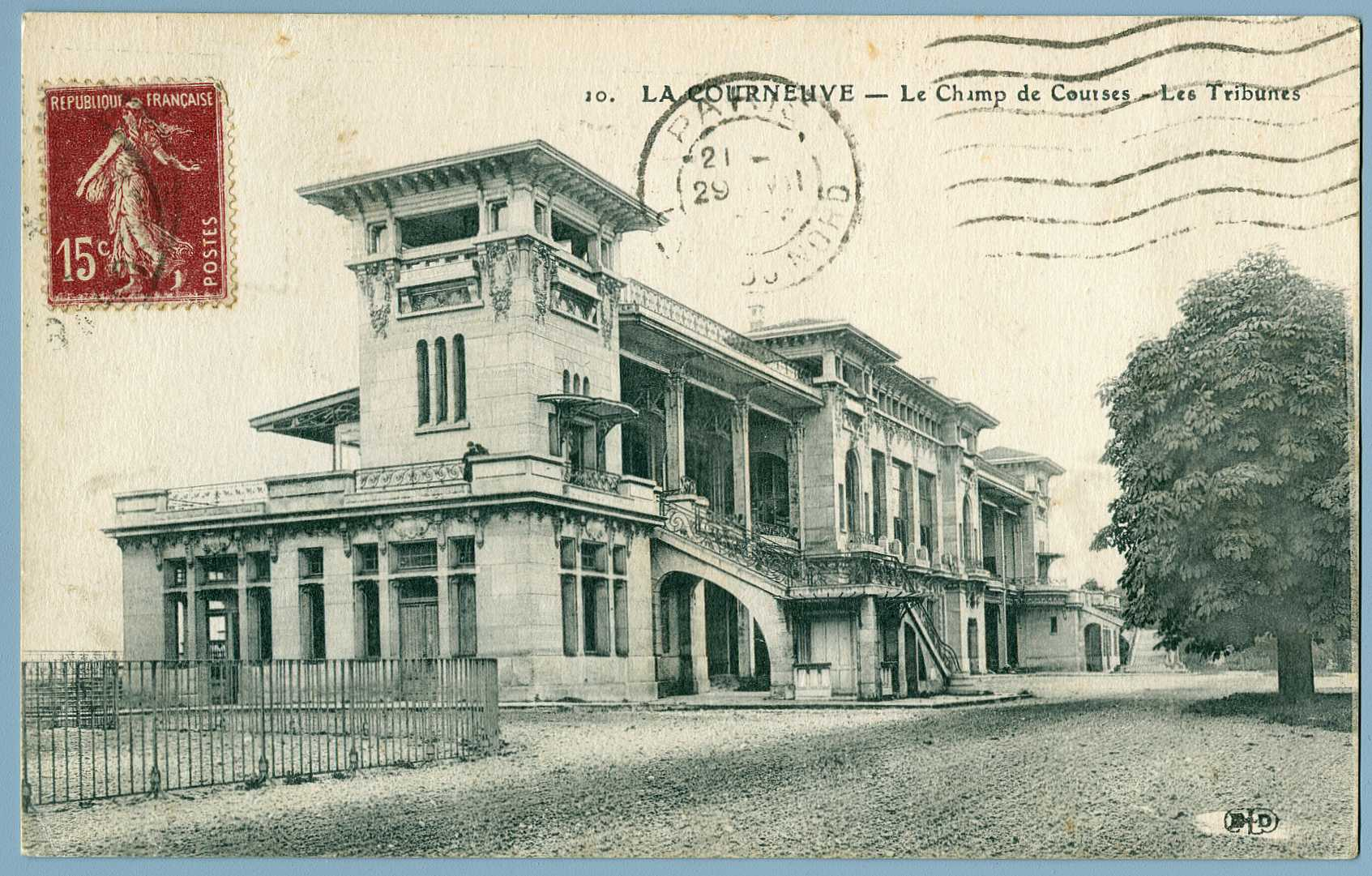
Les tribunes de Marville, dans les années 1910.

Au sud de Stains, le quartier Saussaie - Floréal - Courtille (environ 7 000 personnes) est principalement résidentiel avec les trois cités de logement social bâties dans les années 1960 et 1970 : Floréal (la plus ancienne datant de 1962) et ses voisines La Saussaie au nord (1970-1971) et La Courtille au sud, plus quelques pavillons aux abords des trois cités. Un programme de rénovation urbaine est lancé en 2007.
Le boulevard Maxime-Gorki sépare le quartier du parc Georges-Valbon. Au sud du quartier se trouve le parc des sports de Marville.

#### Mutualité / Champ de Courses / Joliot-Curie / Saint-Rémy

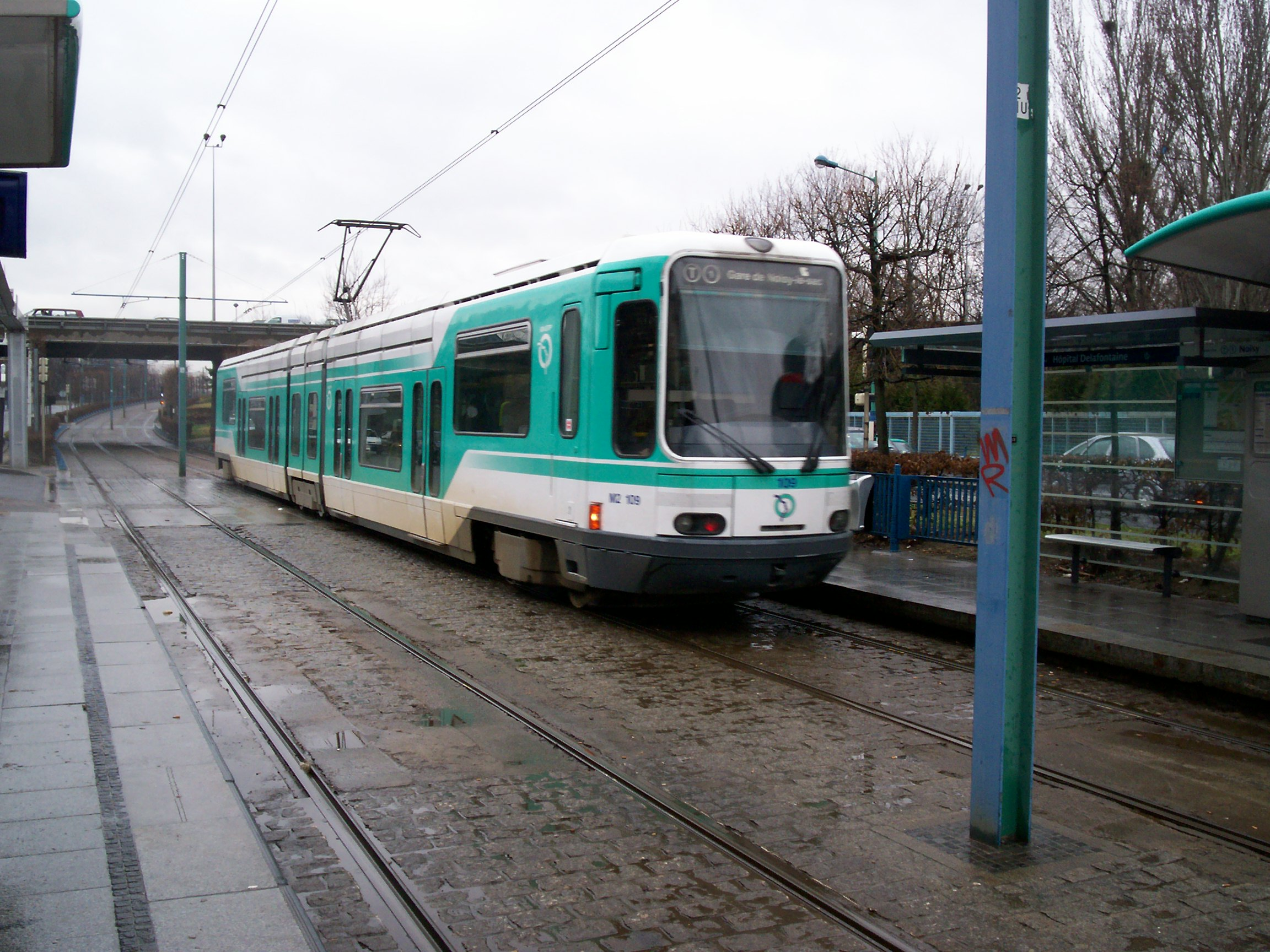
Une rame de tramway de la ligne 1 à la station Hôpital Delafontaine.

Le quartier Mutualité tire son nom des ouvriers des environs, qui, au début du XXe siècle, se sont faits maçons pour construire leurs maisons sur ce qui n'étaient que des jardins. Faute d'apports personnels, ils ont mutualisé leurs moyens financiers et humains pour parvenir à leurs fins. Ce quartier, traversé par la rue Henri-Barbusse, est probablement l'un des plus conviviaux de Saint-Denis. Au bout de la rue, à la limite de Stains, se trouve un champ de cultures maraîchères qui permet de se fournir en produits frais biologiques au cœur de la banlieue. L'exploitant, René Kersanté, qui exploitait ces champs ainsi que ceux voisins de la zone des Tartres, était le dernier maraîcher de Seine-Saint-Denis
Entre Mutualité et Joliot-Curie, la ville est moins agréable, fracturée par les routes à quatre voies et la tranchée de l'autoroute A1. On y trouve notamment l'hôpital Delafontaine. Des riverains demandent l'enfouissement de l'autoroute

### Habitat et logement
En 2018, le nombre total de logements dans la commune était de 48 628, alors qu'il était de 45 740 en 2013 et de 42 769 en 2008.
Parmi ces logements, 92,4 % étaient des résidences principales, 1,4 % des résidences secondaires et 6,2 % des logements vacants. Ces logements étaient pour 7,1 % d'entre eux des maisons individuelles et pour 89,9 % des appartements.
La ville respecte les obligations qui lui sont faites par la loi SRU de 2000 qui lui impose de disposer d'au moins 25 % de logements sociaux. Au sens du recensement, Saint-Denis comptait 16 419 logements HLM en 2008 (40,8 % du parc des résidences principales), nombre qui a été porté à 17 433 en 2018, soit un pourcentage réduit à 38,8 % en 2018, en raison de l'importance de l'effort de construction constaté pendant la période.
La ville est concernée par la présence d'un parc de logements présumés insalubres important, de l'ordre de 20 % du parc de logements,.
Les quartiers du centre-ville et de la gare bénéficient du Programme national de requalification des quartiers anciens dégradés (PNRQAD).
Le tableau ci-dessous présente la typologie des logements à Saint-Denis en 2018 en comparaison avec celle de la Seine-Saint-Denis et de la France entière. Une caractéristique marquante du parc de logements est ainsi une proportion de résidences secondaires et logements occasionnels (1,4 %) supérieure à celle du département (1,1 %) et à celle de la France entière (9,7 %). Concernant le statut d'occupation de ces logements, 22,4 % des habitants de la commune sont propriétaires de leur logement (22,9 % en 2013), contre 38,8 % pour la Seine-Saint-Denis et 57,5 pour la France entière.
| Typologie                                               | Saint-Denis | Seine-Saint-Denis | France entière |
| ------------------------------------------------------- | ----------- | ----------------- | -------------- |
| Résidences principales (en %)                           | 92,4        | 93                | 82,1           |
| Résidences secondaires et logements occasionnels (en %) | 1,4         | 1,1               | 9,7            |
| Logements vacants (en %)                                | 6,2         | 5,9               | 8,2            |

La ville contemporaine est marquée par les constructions d'André Lurçat, architecte et urbaniste en chef de la ville de Saint-Denis, où il construit dans les années 1950 les cités Paul-Langevin, Pierre-Sémard, Paul-Éluard, le parc des sports Auguste-Delaune, l’unité de quartier Fabien et plusieurs crèches et écoles

### Voies de communication et transports

#### Infrastructures de transport

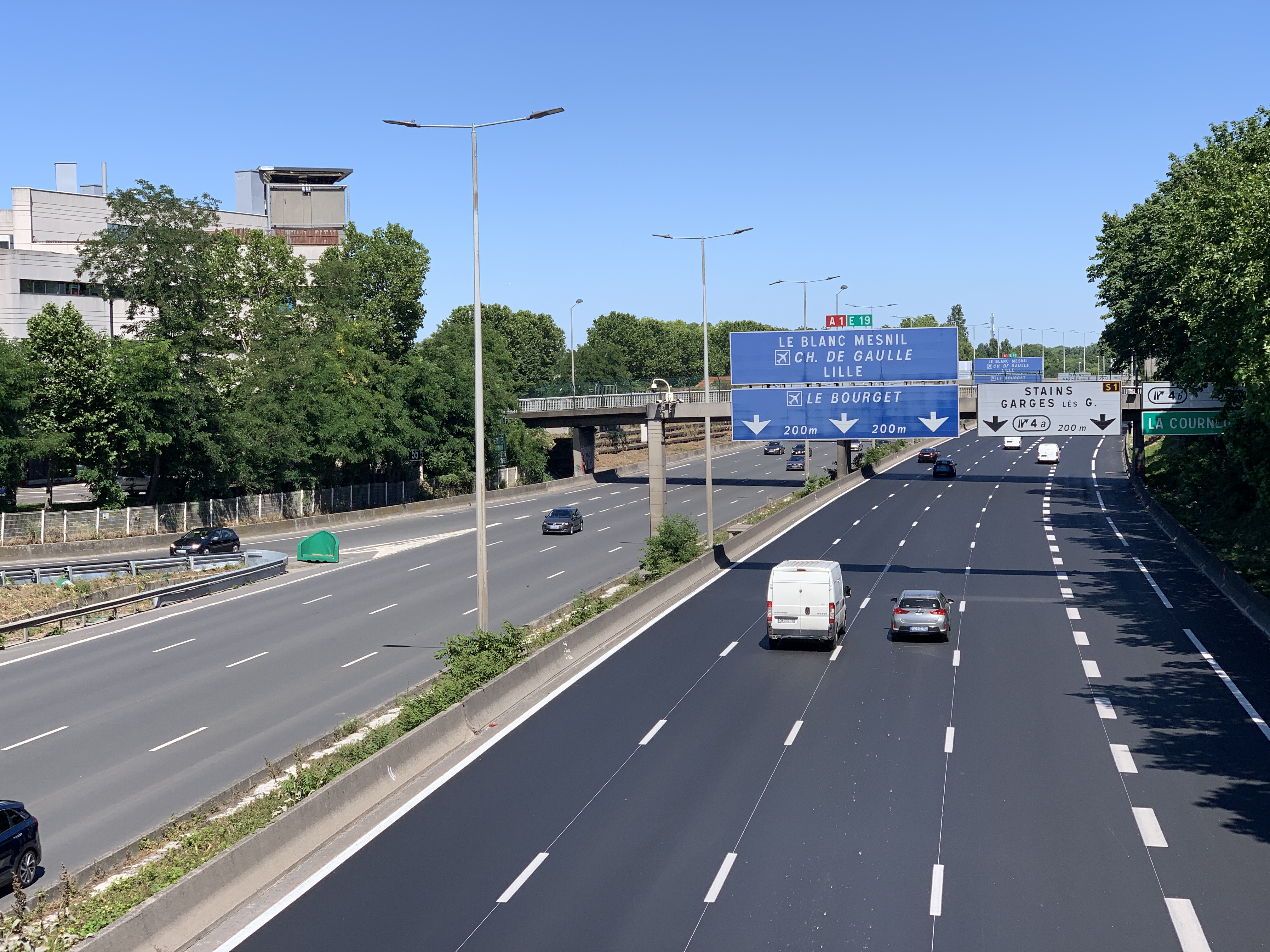
L' autoroute A1 en 2020.

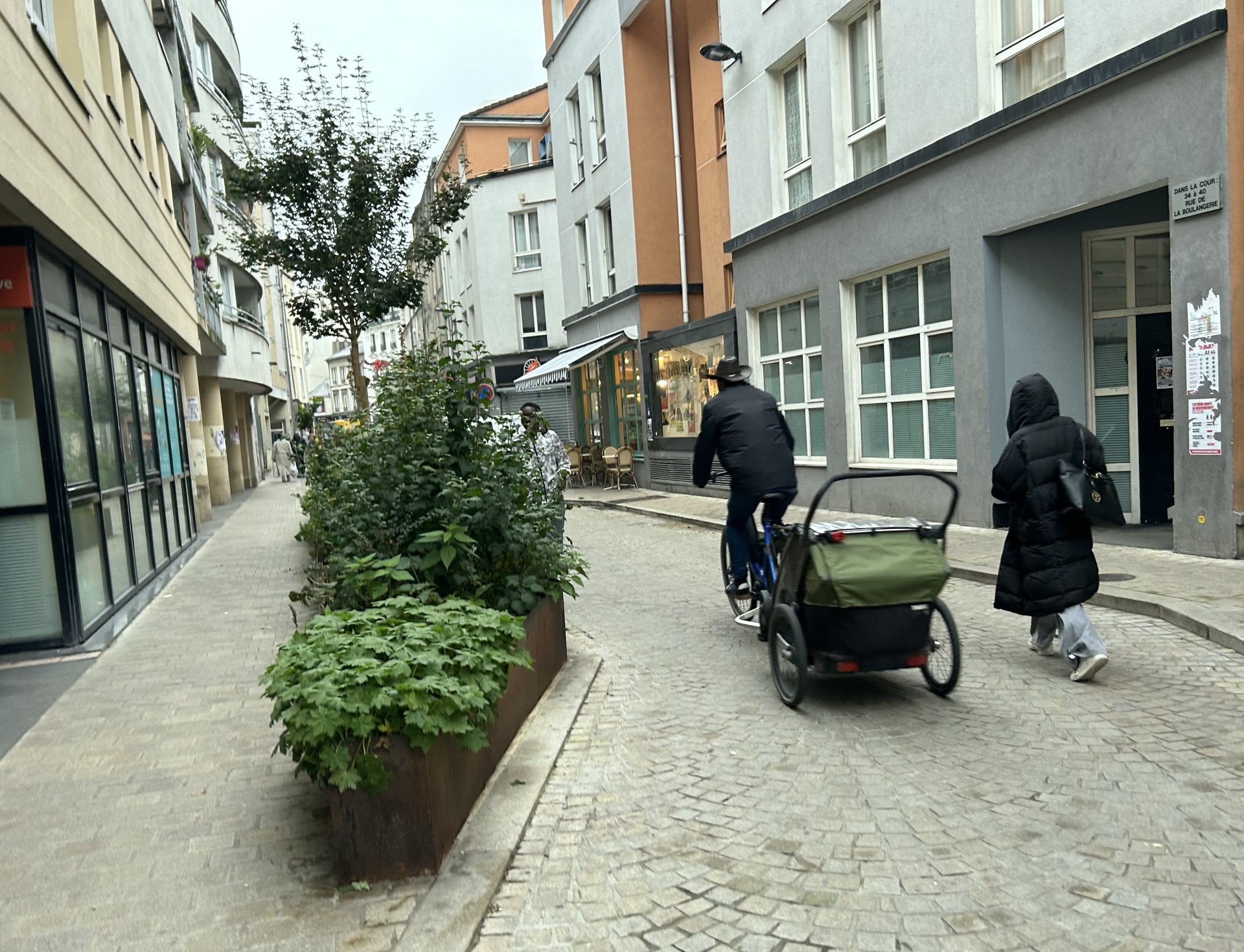
Vélo rue de la Boulangerie en 2024.

La ville est desservie par les autoroutes A1 (qui la relie aux aéroports Paris-Charles-de-Gaulle et Le Bourget) et A86, ainsi que par le boulevard périphérique de Paris. Elle est traversée par les routes départementales 931, 914 et 986. L'autoroute du Nord, réalisée au début des années 1960, assure la jonction avec la porte de la Chapelle via l'avenue Wilson. Ouverte à la circulation le 17 décembre 1965, cette voie sépare en deux le quartier de la Plaine jusqu'à son enfouissement au moment de la construction du Stade de France.
La Seine forme la limite ouest de la commune, et le canal Saint-Denis sépare le centre historique de la ville, de la Plaine Saint-Denis. Le port fluvial a perdu toute importance, mais le canal comprend encore des activités portuaires à Saint-Denis en lien avec le bâtiment.
Après 2020, la pratique du vélo se développe à Saint-Denis sur les axes aménagés,, dont les berges du canal Saint-Denis qui relient la ville à Paris, des infrastructures liées aux Jeux olympiques et paralympiques,.Les vélos en libre service Vélib' comprennent une vingtaine de stations ainsi qu'une station événementielle au Stade de France.

#### Transports en commun
Aux origines
Au début du XXe siècle, la ville est un nœud de lignes de tramway qui connectent la ville à ses voisines (Épinay-sur-Seine et l'Enghien - Trinité, Pierrefitte, Stains, Aubervilliers, Villeneuve-la-Garenne, Saint-Ouen-sur-Seine et Paris. Ces lignes ont toutes été supprimées avant 1938.
- Carte du réseau de la STCRP de 1925, montrant le réseau de tramways du nord de Paris.

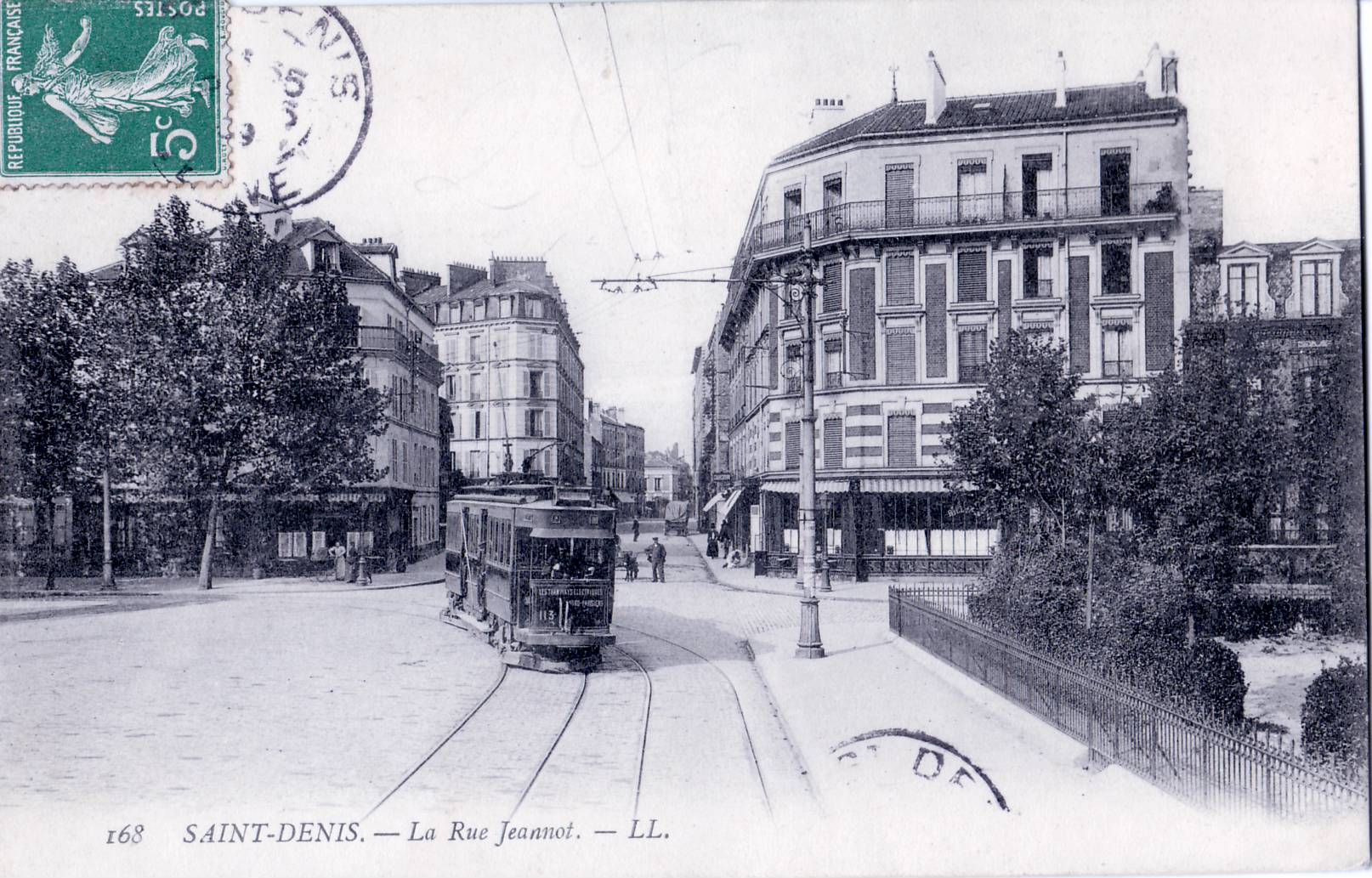
Tramway de l'Enghien-Trinité, avant 1909, devant l'actuel Théâtre Gérard Philipe.
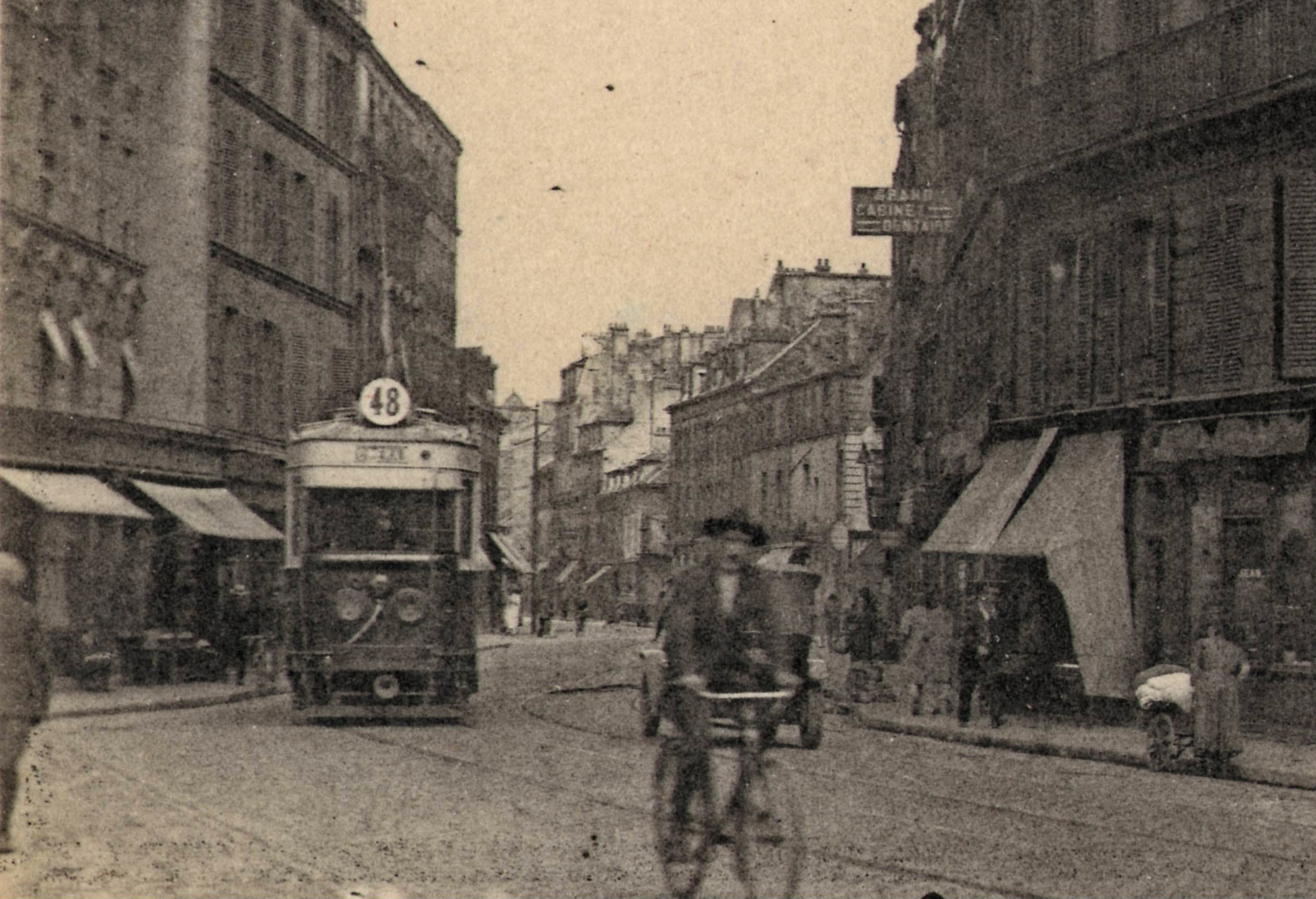
Motrice de la ligne 48 de la STCRP à Saint-Denis. Créée par la STCRP (ligne F) en 1876 et reprise par la CGO sous l'indice SDO, cette ligne circulait du barrage de Saint-Denis à la place de l'Opéra. Elle est supprimée le 19 décembre 1932[50].
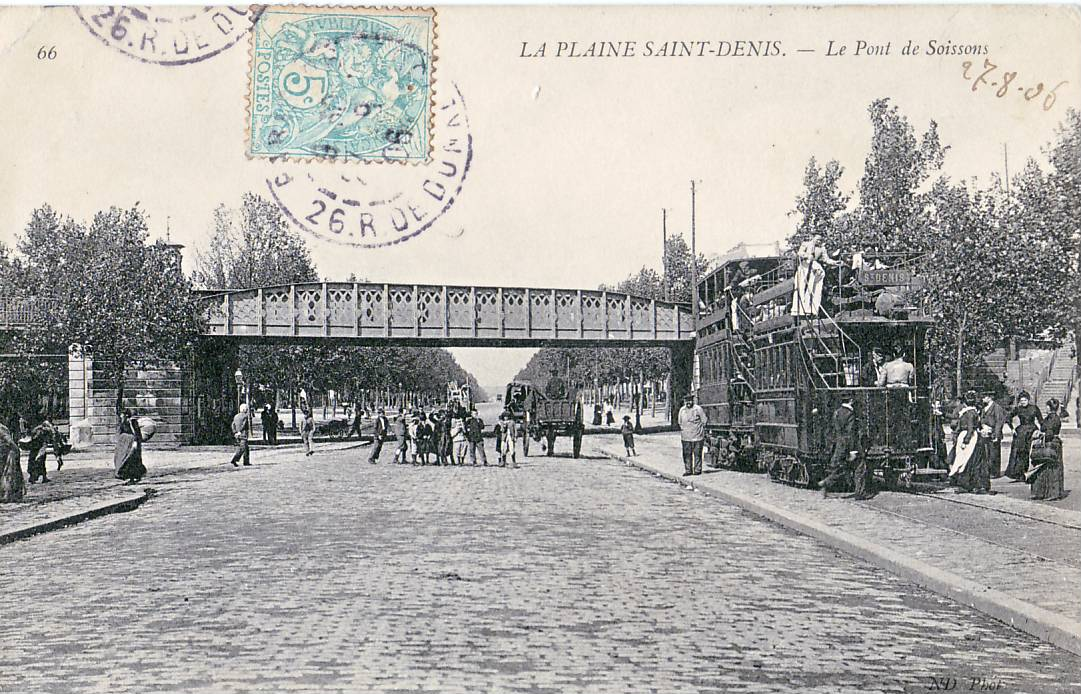
Tramway à la Plaine Saint-Denis, au droit du pont de Soissons, avant 1906.
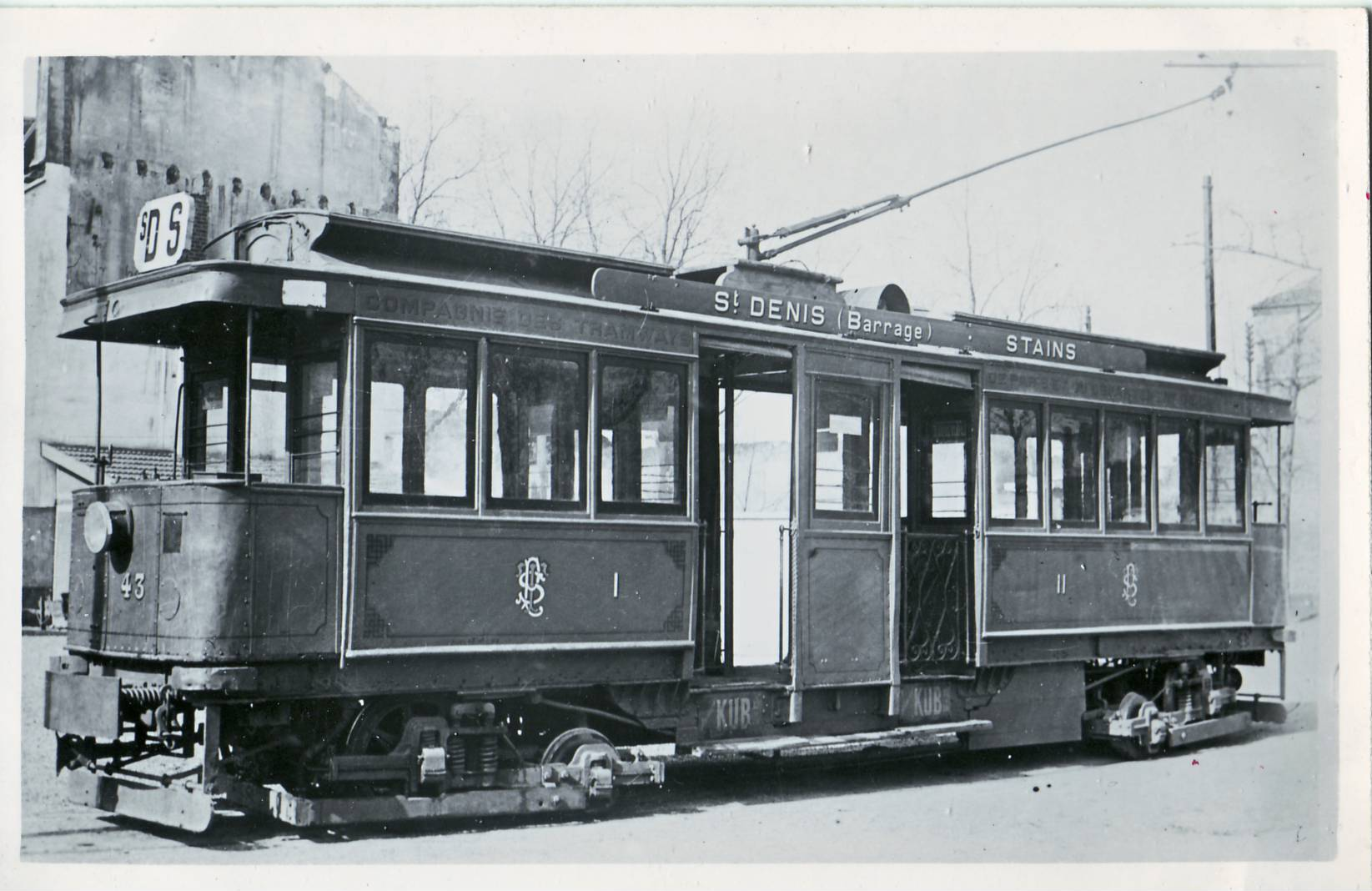
Tramway de la ligne SDS de la CGO (Saint-Denis-Barrage - Stains). La ligne prit le no 79 lors de la création de la STCRP, et fut prolongée, pour quelques mois, en 1923, à la porte de la Chapelle. Elle fut supprimée le 9 décembre 1935[50].
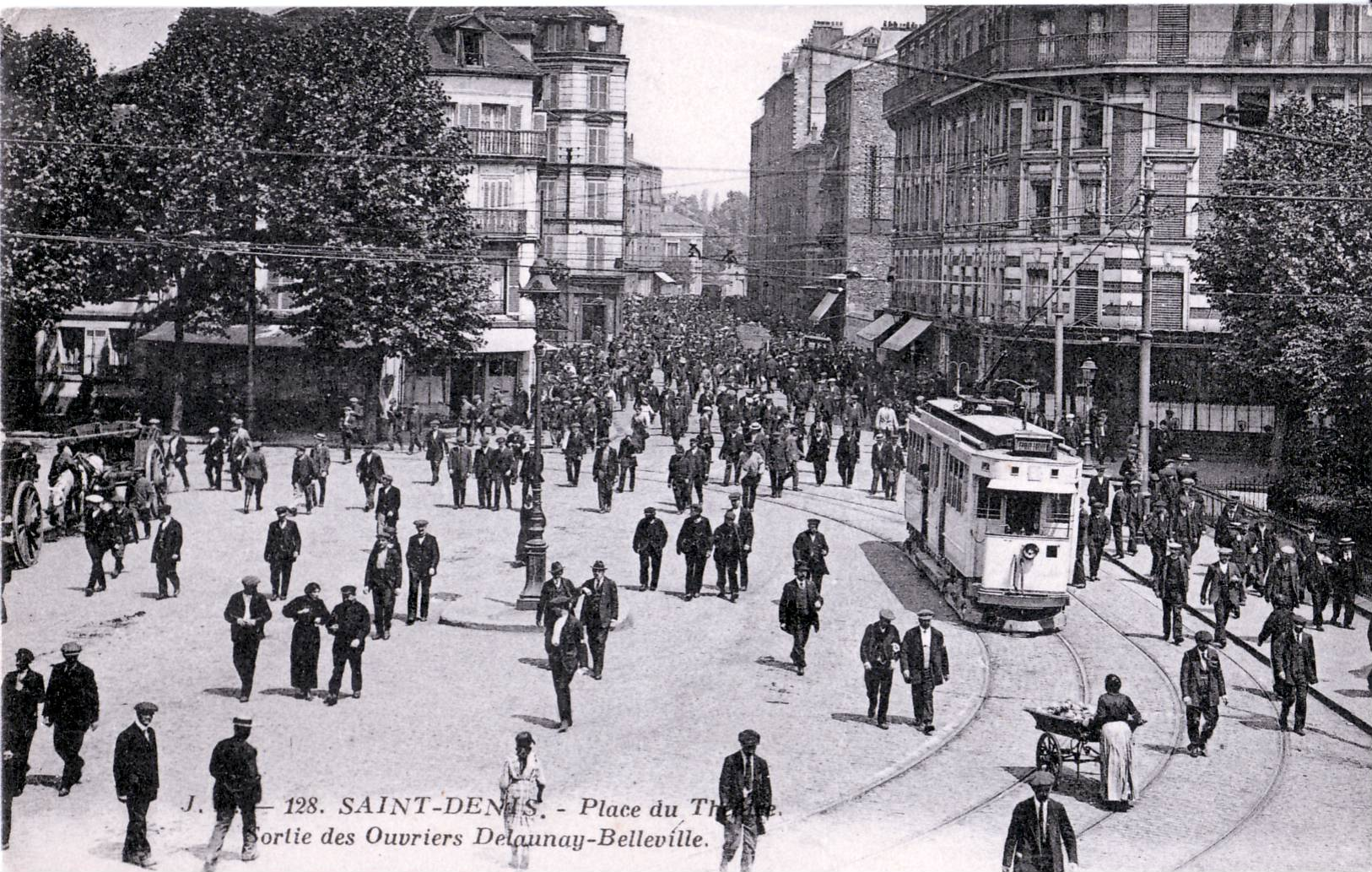
Le tramway Enghien - Trinité devant l'actuel théâtre Gérard-Philipe. On voit ici la sortie des ouvriers de l'usine Delaunay-Belleville.

Le réseau actuel

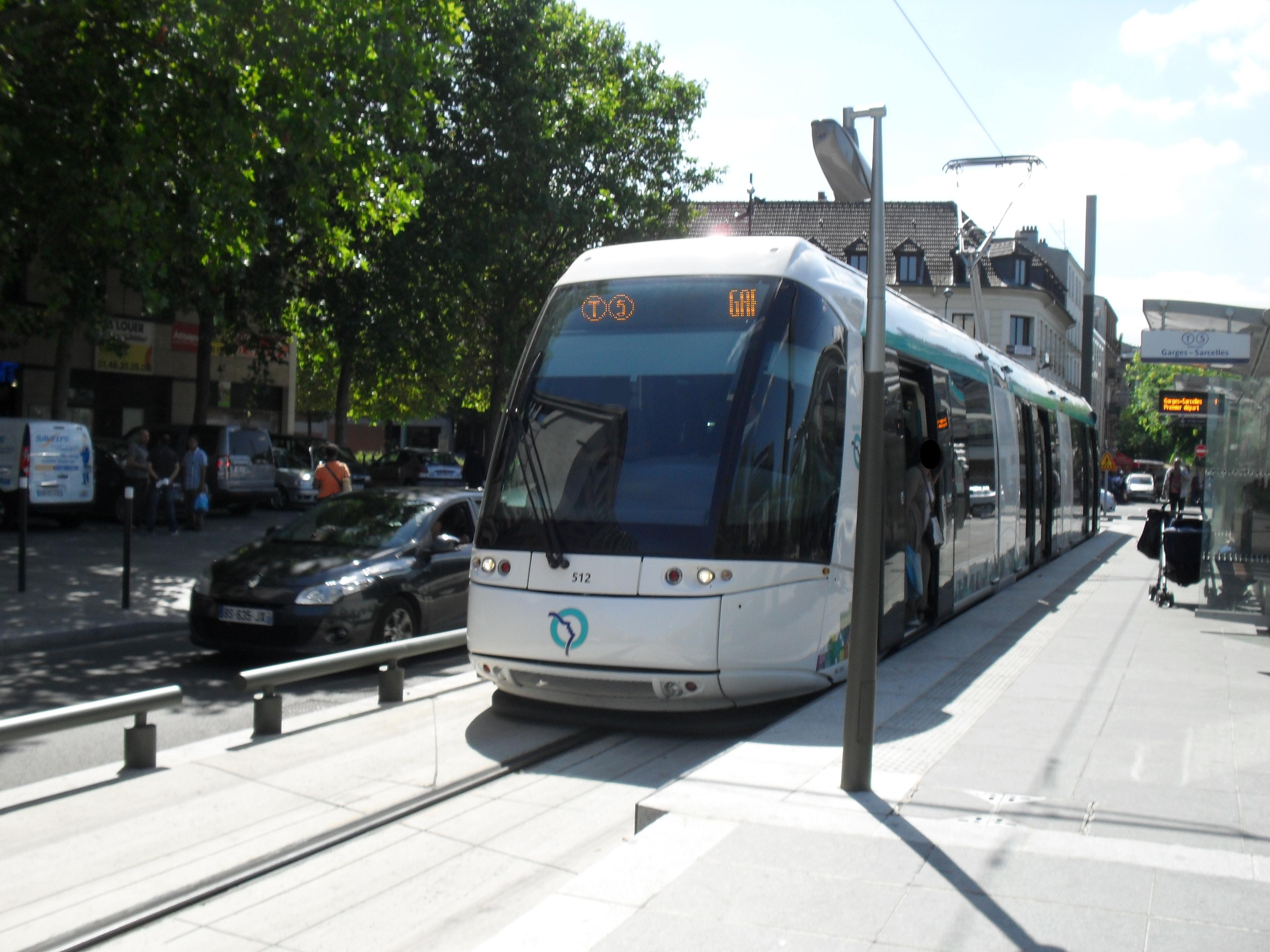
Le tramway T5 à la station Marché de Saint-Denis.

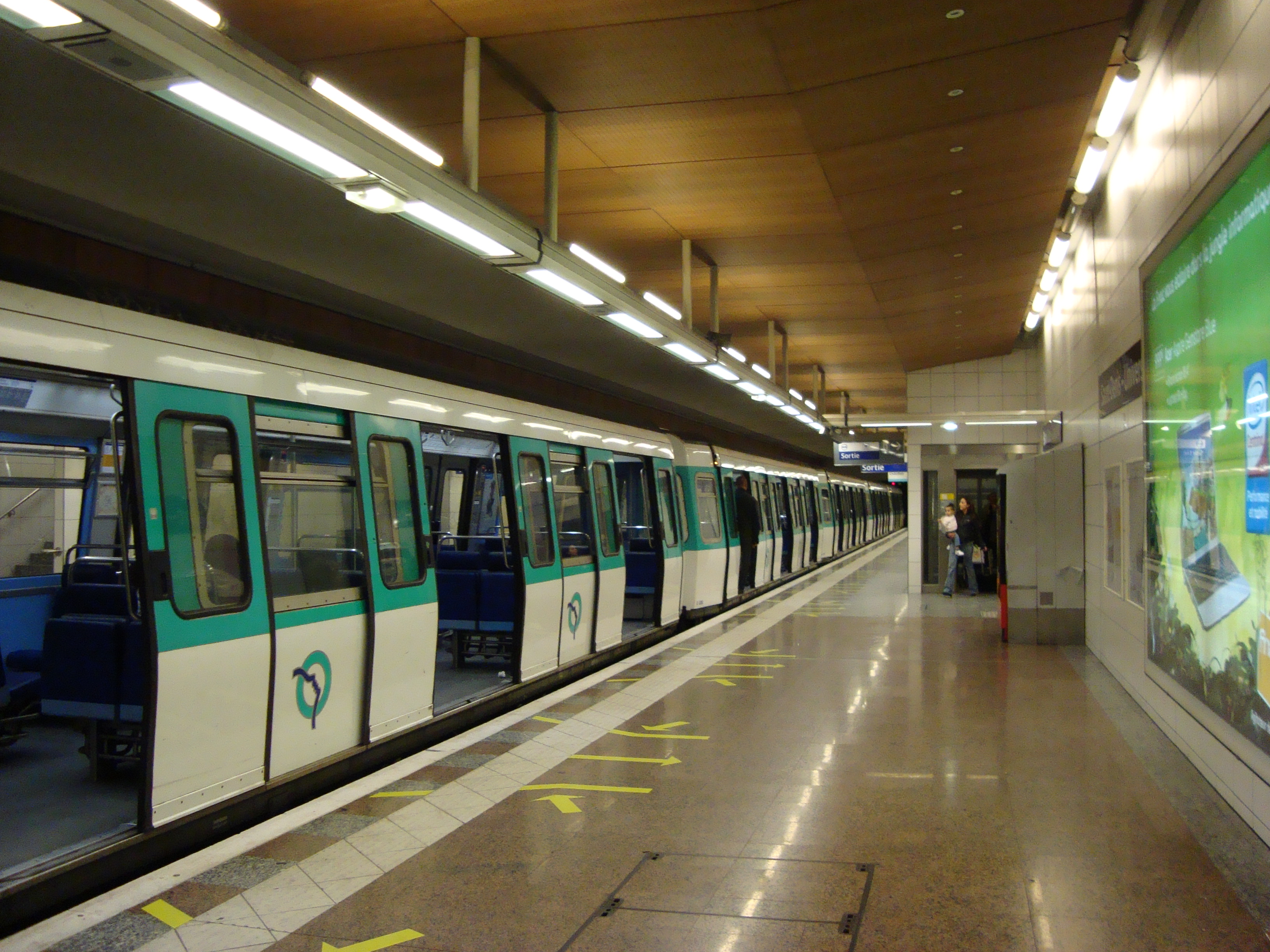
La ligne 13 à la station Saint-Denis Université.

La ville est desservie par les lignes de chemin de fer, de métro et de tramway suivantes, ainsi que de nombreuses lignes de bus :
- : Cosmonautes, Hôpital Delafontaine, Cimetière de Saint-Denis, Basilique de Saint-Denis, Marché de Saint-Denis (tramway d'Île-de-France), Théâtre Gérard-Philipe, Gare de Saint-Denis
- : Porte de la Chapelle (à distance)
- : Marché de Saint-Denis, Baudelaire, Roger Sémat, Guynemer, Petit Pierrefitte, Joncherolles, Suzanne Valadon, Mairie de Pierrefitte, Alcide d’Orbigny, Jacques Prévert, Butte Pinson
- : Saint-Denis - Porte de Paris, Pierre de Geyter, Gare de Saint-Denis, Paul Éluard, Delaunay-Belleville
- : Gare de Pierrefitte - Stains
- : Porte de la Chapelle (à distance), Front Populaire
- : Saint-Denis Université, Basilique de Saint-Denis, Saint-Denis - Porte de Paris, Carrefour Pleyel
- : Saint-Denis Pleyel
- : La Plaine-Stade de France
- : Saint-Denis, Stade de France-Saint-Denis, Pierrefitte-Stains
- : Saint-Denis

Les projets
Principale desserte du centre-ville, ligne 13 du métro est surchargée et cause de nombreuses protestations des usagers. Après le prolongement de la ligne 14 du métro jusque Saint-Denis Pleyel visant à la décongestionner, elle devrait recevoir de nouvelles rames MF 19 à partir de 2027, puis rentrer dans un programme d'automatisation. Disposant encore de ses rames d'origine depuis son inauguration en 1992, le tramway T1 fait l'objet d'un programme de modernisation et devrait recevoir de nouvelles rames à partir de fin 2024
Dans le cadre du projet de nouvelles lignes de métro Grand Paris Express, la future station Saint-Denis Pleyel doit devenir sa gare majeure. Après l'arrivée en 2024 de la ligne 14 reliée à la gare du Stade de France du RER D par le franchissement Pleyel, elle doit recevoir les correspondances des lignes 16 et 17 fin 2026, puis ligne 15 en 2031. Elle devrait également acquérir une correspondance avec la ligne H.
Peu régulier, le RER B doit recevoir de nouvelles rames à partir de 2027. La gare de La Plaine - Stade de France doit en outre accueillir une correspondance avec la Ligne 15 et le prolongement du tramway T8. Son extension au sud de la Porte de Paris vers la Gare Rosa-Parks du RER E, en passant par le quartier du Franc-Moisin et de la Plaine Saint-Denis est attendue à l'horizon 2030.

## Toponymie

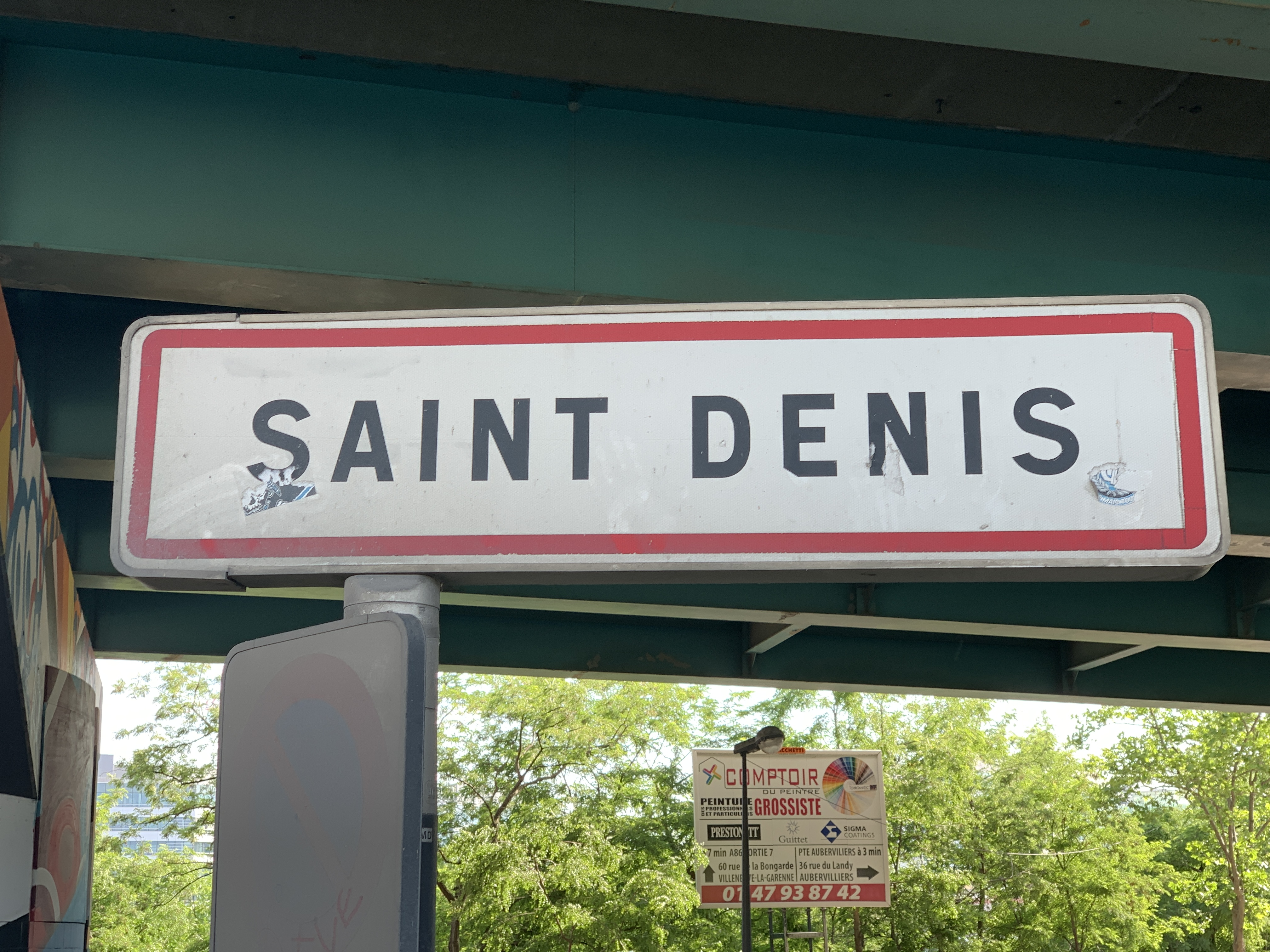
Panneau d'entrée dans Saint-Denis.

Le nom de la ville vient du martyr Denis (IIIe siècle) qui fut le premier évêque de Paris. Son tombeau se trouve sur la commune, à l'emplacement de la basilique qui porte son nom, dont le premier bâtiment date du Ve siècle.
Le gentilé des habitants de la ville est Dionysien ou Dionysienne en référence au nom latin Dionysius (équivalent de « Denis »), lui-même dérivé du dieu grec Dionysos.[réf. nécessaire]

## Histoire

### Antiquité
Agglomération gallo-romaine au IIe siècle, le lieu est alors dénommé Catolacus (vicus Catolacus, domaine de Catullus, propriétaire gallo-romain); traversée par la voie Lyon-Harfleur.
Au IIIe siècle, une petite compagnie de missionnaires venus d'Italie pour apporter la foi chrétienne en Gaule atteint Lutèce. Parmi eux, Denis, qui sera le premier évêque de la ville. Selon Grégoire de Tours qui le raconte trois siècles plus tard, Denis est martyrisé et décapité (autour de l'année 250) à Montmartre, mais cela ne l'arrête pas : la légende veut qu'il marche la tête sous le bras jusqu'au village de Catolacus où il s'effondre et où il sera enterré. Le lieu prendra ensuite le nom de Saint-Denis. La basilique de la ville abrite progressivement la nécropole des souverains français et de grandes figures de l'Ancien Régime.

### Moyen Âge

#### Ville marchande
La ville était et est toujours un passage obligatoire dans le trajet Paris - Nord de l'Europe ce qui explique une partie de son développement économique.
Au début du VIIe siècle, Dagobert fait reconstruire l'oratoire et le prieuré élevé par sainte Geneviève en 475, et créa une foire qui devint au XIIe siècle : la foire du Lendit ; dès le Moyen Âge, les marchands y viennent de toute l'Europe et de Byzance ; la foire est inaugurée chaque année par le recteur de l'université de Paris qui y venait en grande cérémonie, en levant à cette occasion son droit sur tout le parchemin mis en vente afin d'en constituer la provision nécessaire à tous les collèges).
L'église est enrichie d'or, d'argent, de pierres précieuses, et la dédicace est réalisée le 24 février 636. Cet édifice primitif a disparu, mais des restes en ont été déterrés dans les fouilles de 1860, telles que des tombes mérovingiennes existant sous le pavage de l'ancienne abside de la basilique, où fut enterré Dagobert.
Pépin le Bref est sacré dans la basilique Saint-Denis par le pape Étienne II, et mourut à l'abbaye en 769.
En 845, les Vikings attaquent Saint-Denis lors du siège de Paris. En 877, à la suite du capitulaire de Quierzy, il est entrepris la construction d'une forteresse.
Hugues Capet est abbé laïc de Saint-Denis.
L'église est rebâtie par Suger, qui devient abbé de Saint-Denis en 1122, conseiller de Louis VI, et gouverne en l'absence de Louis VII, parti en Terre sainte. C'est lui qui, la première fois, remet à un roi de France la bannière devenue célèbre sous le nom d'oriflamme.
Louis XI rebâtit presque entièrement à ses frais le sanctuaire, les transepts et la nef. On reconstruit les anciens tombeaux placés dans le transept et le chœur de l'église abbatiale qui, pendant plusieurs siècles, est un objet d'admiration pour les visiteurs. Ce monastère a toujours été en même vénération depuis Louis IX.

#### XIIeauXVesiècle

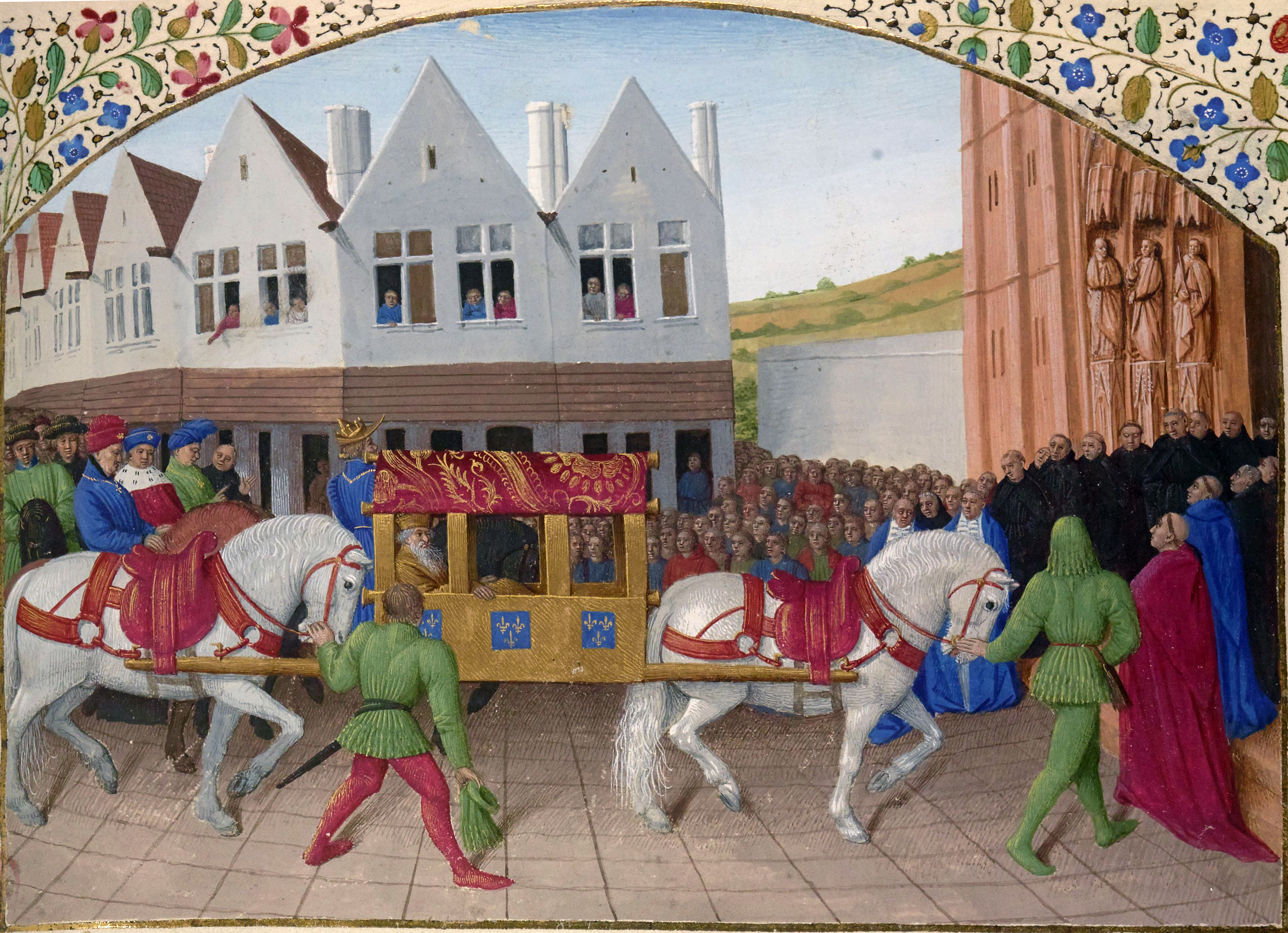
Le 3 janvier 1378, l'empereur Charles IV, souffrant d'un accès de goutte, arrive à Saint-Denis dans une litière noblement attelée, envoyée par Charles V. Le cortège arrive devant l'abbatiale, à l'entrée de laquelle les moines sont groupés pour accueillir l'empereur et son fils.

En 1125, affranchissement des habitants par Suger, abbé de Saint-Denis, conseiller éminent de Louis VI et de Louis VII, qui reconstruit l'abbatiale et l'agrandit. Durant tout le Moyen Âge et jusqu'au XVIIe siècle, des chapelles située au nord de l'abbatiale, sept au total, assurent le rôle d'église paroissiale pour les villageois habitant autour de l'abbaye. Ces édifices sont connus par des fouilles archéologiques réalisées entre 1973 et 1992. Elles ont permis de mettre au jour un peu plus de deux cents éléments architecturaux, fûts de colonnes, claveaux, chapiteaux, dont une proportion importante de pièces datant du XIIe siècle, provenant de chantiers de reconstruction romane, décorées d'une sculpture de grande qualité.
Inhumation de saint Louis le 21 mai 1277.
L'empereur Charles IV s’y arrète en 1377.
Charles V y fait enterrer son fidèle Bertrand du Guesclin, mort à Châteauneuf-de-Randon en 1380.
Charles VI s'y rend souvent et, en 1389, Louis et Charles, fils du duc d'Anjou, roi de Sicile, y sont armés chevaliers. C'est à cette occasion que la première oraison funèbre est prononcée dans une église (celle de Bertrand du Guesclin).
Quoique bien fortifié, Saint-Denis est pris et repris pendant les guerres des Bourguignons et des Armagnacs.
En 1435, les Anglais s'en emparent et en enlevent l'or, l'argent et les vases sacrés.

### Temps modernes

#### Au temps des guerres de religion
Le 10 novembre 1567 a lieu la bataille de Saint-Denis entre catholiques et protestants, qui sont vaincus après avoir pu dépouiller les châsses de leurs joyaux et profaner les sépultures) ; le connétable Anne de Montmorency y trouve la mort.
Saint-Denis souffre aussi des guerres de la Ligue. Lors du siège de Paris, elle se rend le 9 juillet 1590 à Henri IV, qui abjure le 25 juillet 1593 dans l'abbatiale.
La ville dépérit au XVIe siècle au point de ne compter plus que 2 500 habitants, avant qu'au siècle suivant l'installation de plusieurs lieux de recueillement n'inverse la tendance. Marie de Médicis y est couronnée et sacrée avec le saint chrême.

#### XVIIeetXVIIIesiècles

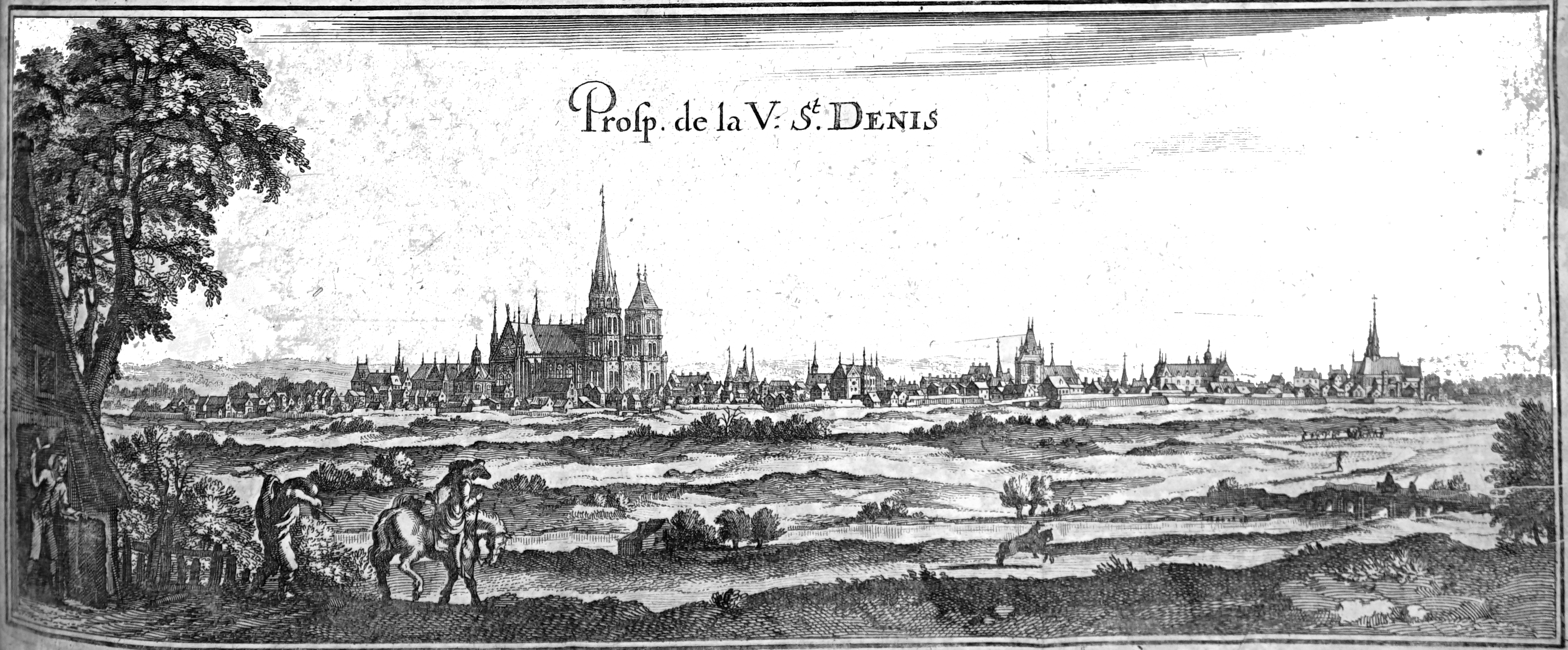
Saint-Denis vers 1665.
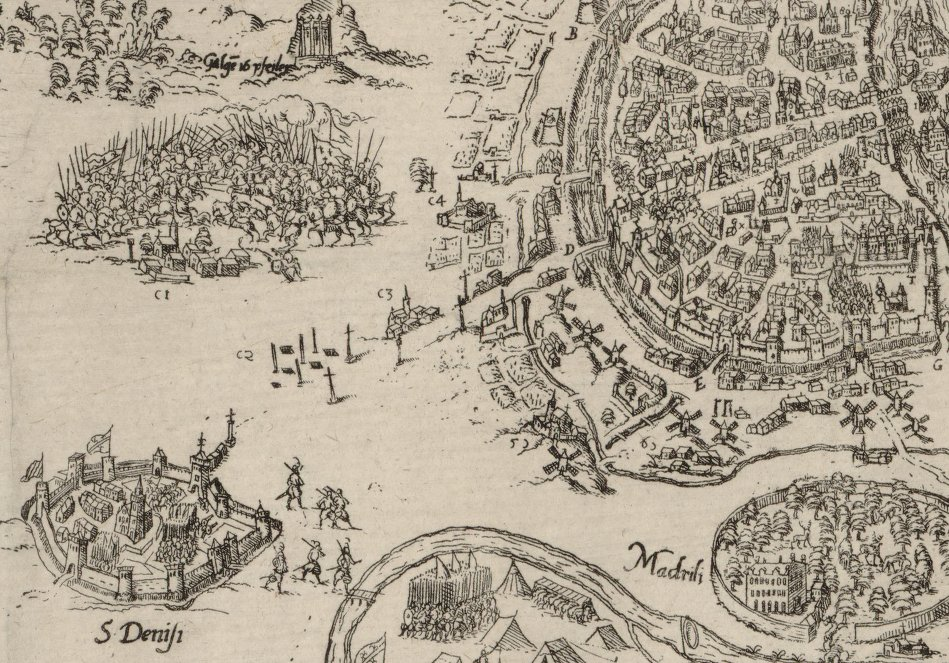
Carte de Mathis Zundten de 1565
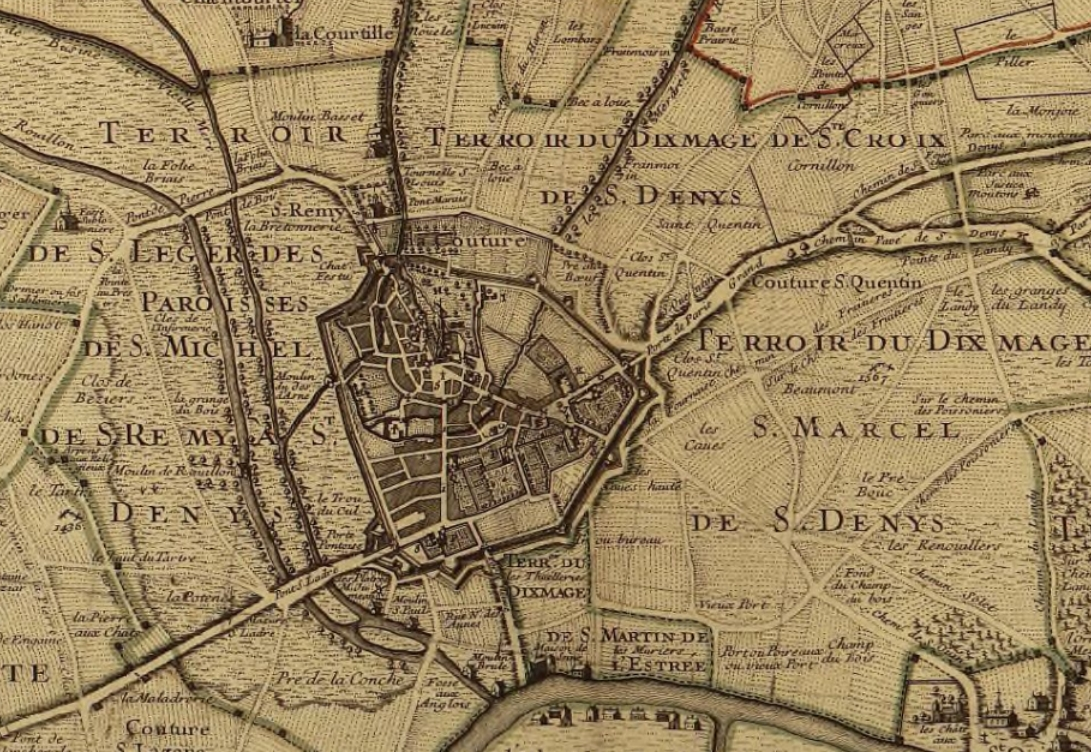
Le terroir de Saint-Denis en 1707
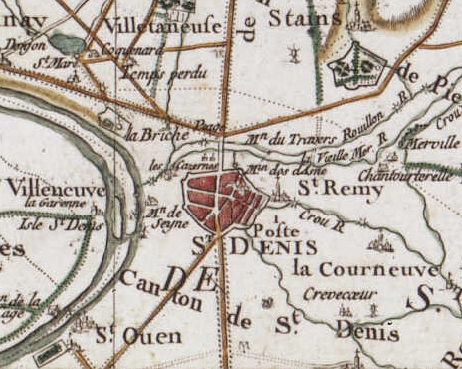
Saint-Denis vers 1780 (carte de Cassini).
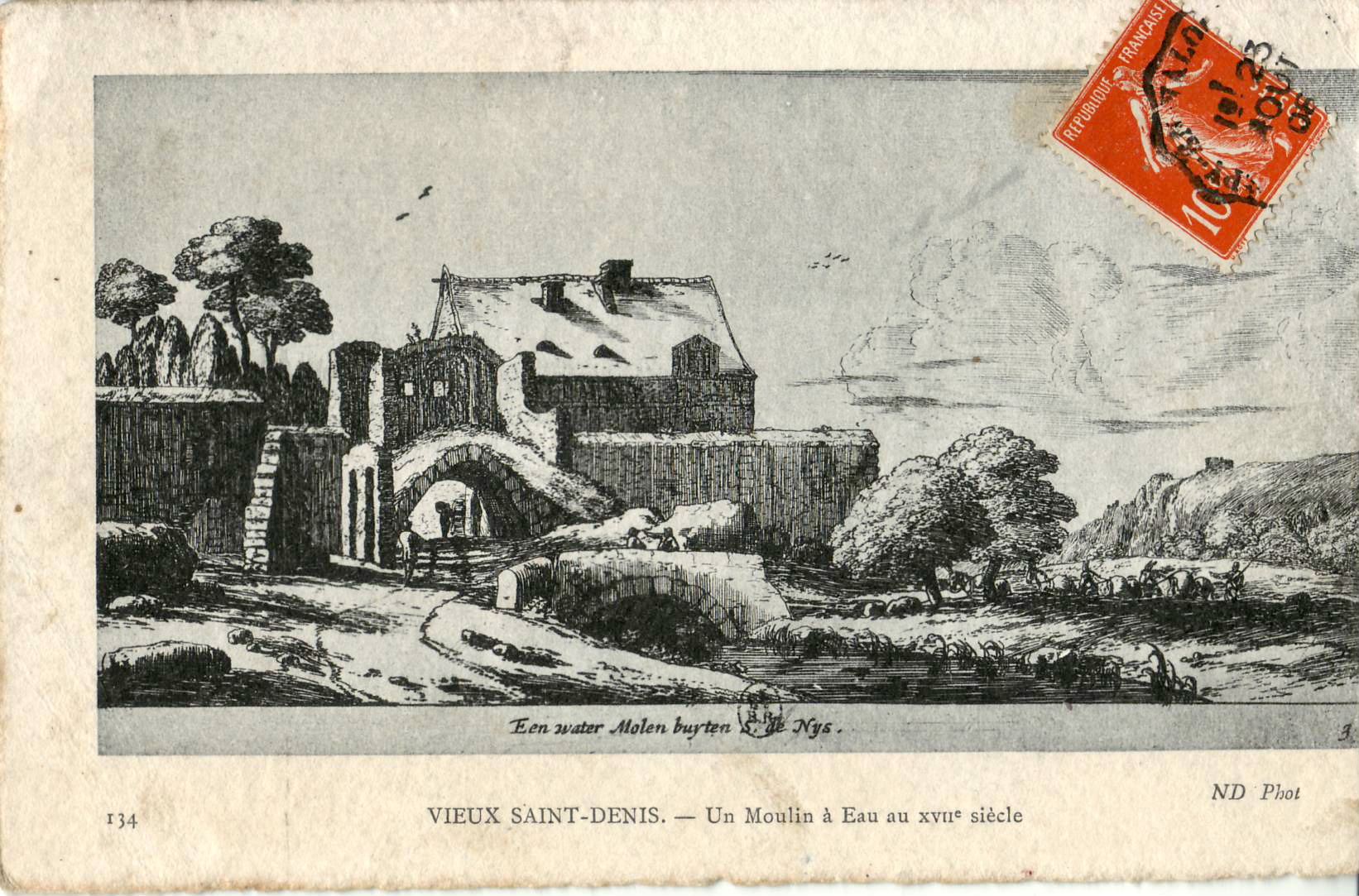
Vieux moulin à eau, au XVIIIe siècle, sans doute sur le Croult.
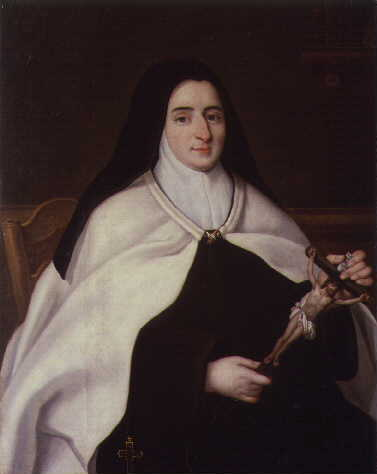
Louise de France, fille de Louis XV.

En 1648, institution de six Rosières annuelles, tradition qui s'est maintenue jusqu’à nos jours[réf. nécessaire].
Au temps de la Fronde, la ville subit pillages, viols, assassinats et incendies.
De 1724 à 1796, la ville passe de 2400 à 4 797 habitants. En 1724, Louis XV fait tracer entre Paris et Saint-Denis une voie rectiligne de 40 mètres de large bordée d'arbres, l'actuelle avenue du Président-Wilson, qui se prolonge par une voie nouvelle au centre-ville, la rue d'Enghien (actuelle rue Gabriel-Péri). Louis XV y fait de fréquents séjours pour rendre visite à sa fille Louise-Marie au carmel de Saint-Denis. En 1750, il fait tracer la route de la Révolte (actuel boulevard Anatole-France) pour aller de Versailles à Saint-Denis sans passer par Paris. Il vient souvent chasser à la Plaine Saint-Denis.
De 1750 à 1756, Charles-Axel Guillaumot fait construire la caserne des Suisses (démolie en 1969, face à l'actuelle place du 8-Mai-1945), pour abriter les gardes qui logeaient jusqu'alors chez l'habitant. Ebinger fonde en 1762 près du Croult une manufacture d'impression sur étoffes, qui compte une centaine d'employés en 1792, et l'année 1782 est celle de l'implantation d'une première entreprise métallurgique, un laminoir de plomb.

### Révolution française et Empire
En septembre 1792, formation du « bataillon Saint-Denis » qui combat à la bataille de Jemappes.
Le 17 septembre 1793, le nouveau régime de la république française rebaptise Saint-Denis « Franciade », nom qui lui reste jusqu'en 1800 ; par décret, la Convention ordonne la destruction des tombeaux des rois élevés dans l'église : c'est l'époque de la profanation des cercueils royaux.
Saint-Denis (puis « Franciade ») est chef-lieu de district de 1790 à 1795
En 1806, Napoléon Ier consacre l'ancienne église à la sépulture des empereurs, y institue une retraite pour les évêques au-dessus de 60 ans, et une maison d'éducation pour les filles des légionnaires.
Prise par les ennemis en 1814, Saint-Denis est l'une des premières à se déclarer en faveur des Bourbons. En 1815, la ville donne les mêmes gages à Louis XVIII.

### Époque contemporaine

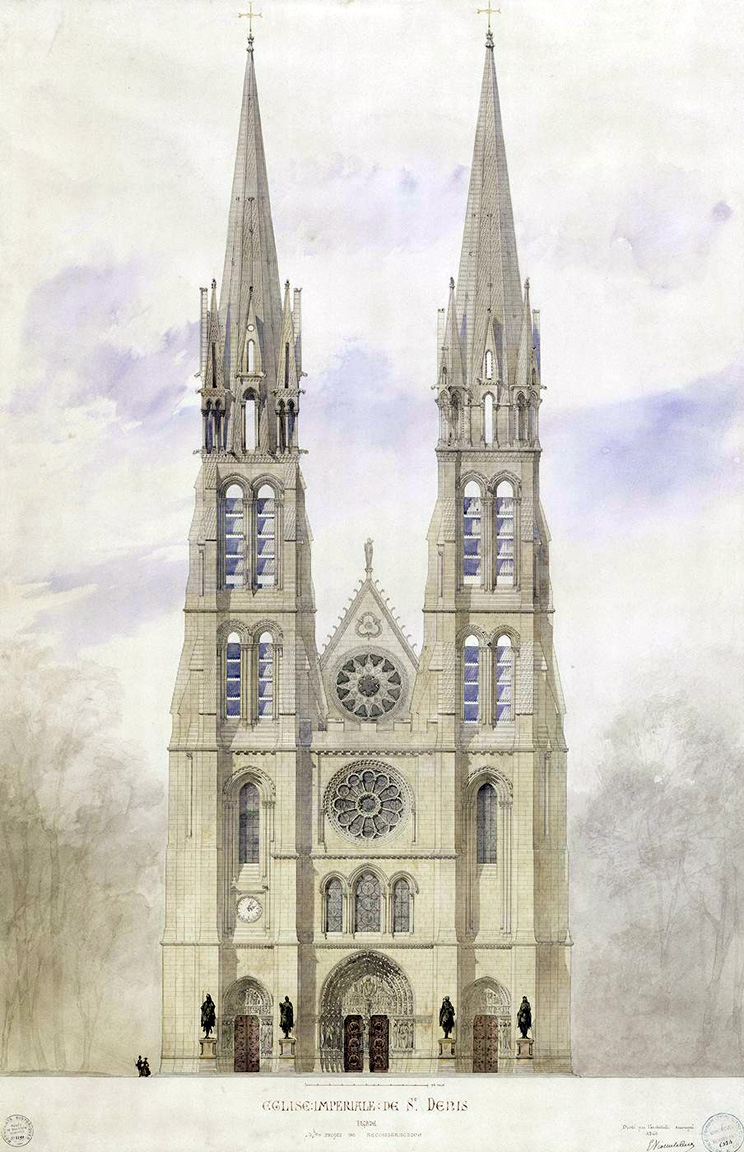
Projet non réalisé de Viollet-le-Duc pour la façade de la basilique.

#### XIXesiècle

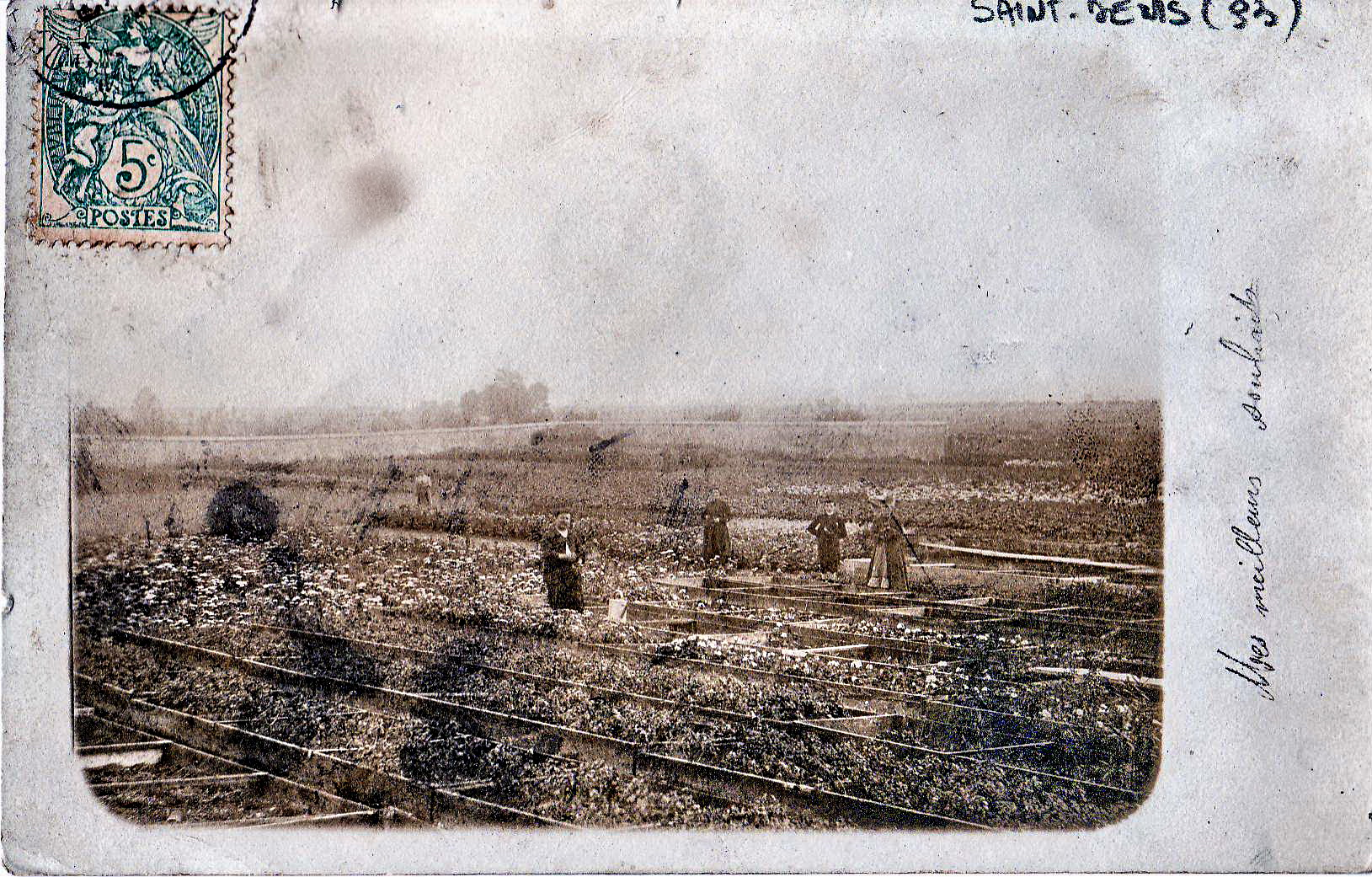
Saint-Denis avait une vocation maraichère importante avant l'industrialisation.

En 1817, Louis XVIII ordonna que les dépouilles des rois, retirées des tombeaux en 1793, y soient réintégrées.
La basilique fait l'objet de travaux de rénovation de 1813 à 1846 par François Debret, qui sont par Eugène Viollet-le-Duc, qui édifie également l'église Saint-Denys-de-l'Estrée. En 1852, Napoléon III réunit la cure de Saint-Denis au chapitre de la basilique. L'église, dans son ensemble, date des XIIe et XIIIe siècles, mais, depuis 1858, le sanctuaire a repris son état primitif.
À la faveur de l'ouverture à la navigation du canal Saint-Denis et de l'arrivée du chemin de fer, Saint-Denis connaît une forte phase d'industrialisation dans la seconde moitié du siècle.
En 1853 est construite la maison de François Coignet, la première construite en France en béton aggloméré, aujourd'hui en ruines.
Lors de la guerre franco-allemande de 1870 et plus particulièrement pendant le siège de Paris, Saint-Denis, qui était une position militaire importante, est très éprouvée. La ville de Saint-Denis, constitue un des points avancés de la ligne de défense au nord de Paris. La partie de la fortification la plus exposée aux attaques de l'ennemi est le Fort de la Double-Couronne, qui pendant le siège aide et protége de ses feux, les sorties dirigées sur Pierrefitte-sur-Seine, Stains et Le Bourget.
Le bombardement ennemi fait dans la ville de grands ravages mais ne parvient pas à détruire les ouvrages de défense. Il existe encore des traces des bombardements au Musée d'Art et d'Histoire Paul-Éluard. Par ailleurs, on retrouve dans la Fabrique de la Ville, les traces d'un graffiti indiquant : « 1870-1871, siège de Paris. Louis Lemaire, 21 janvier 1871. »
Durant la Commune de Paris, les autorités allemandes d'occupation avaient établi le siège de leur commandantur à Saint-Denis.
Dans la deuxième moitié du XIXe siècle, le commerce, l'artisanat et l'agriculture laissent la place à l'industrie lourde : à la fin du siècle, Saint-Denis compte 80 usines dont la plus ancienne est une usine de métallurgie datant de 1784 (laminoir de plomb). Le développement de l'industrie favorise l'afflux d'une forte immigration, notamment bretonne puis européenne. En 1892, le premier maire socialiste de la ville, Albert Walter, est élu.

#### Début duXXesiècle

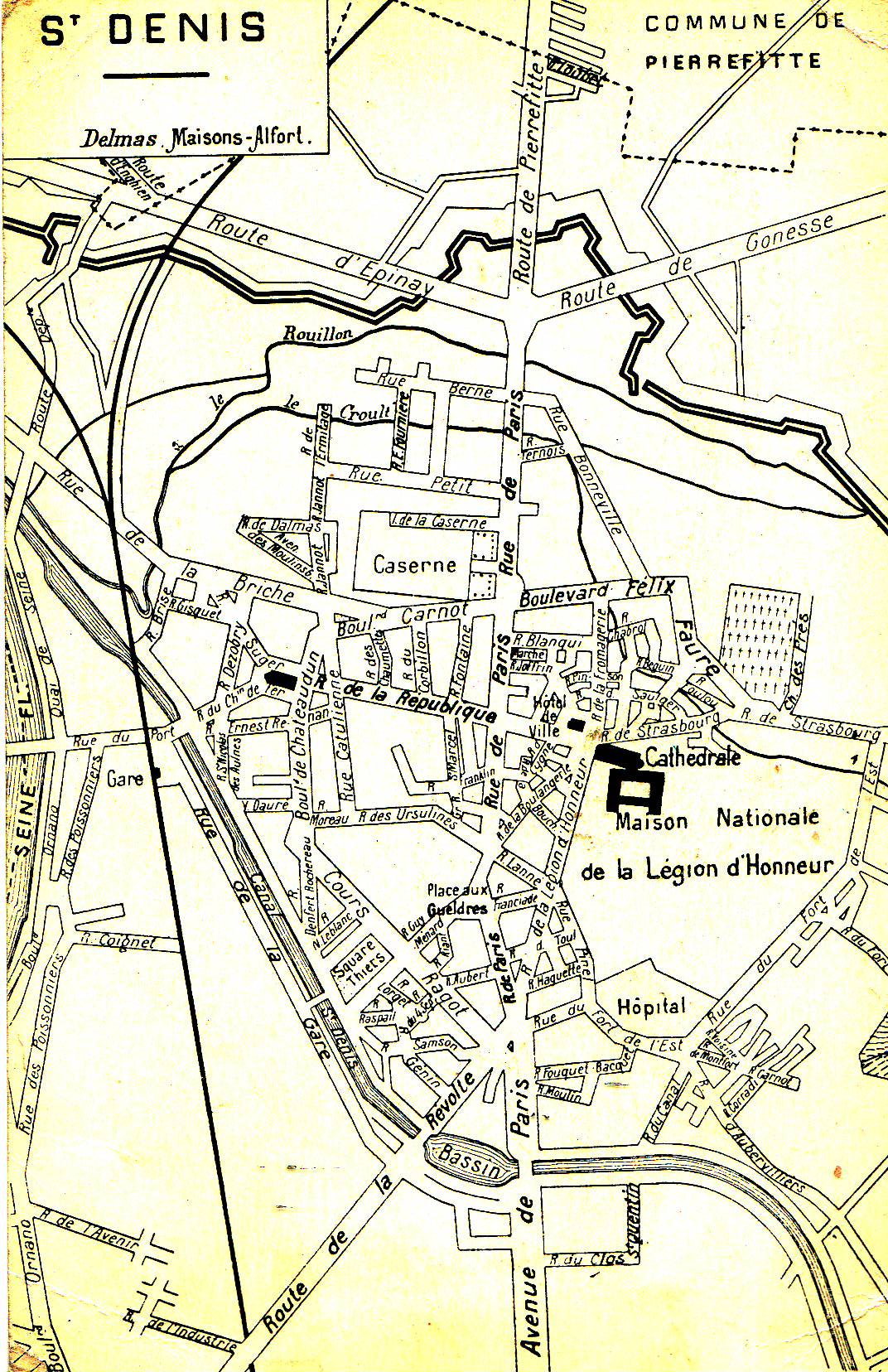
Carte du début du XXe siècle montrant le centre ville et les quartiers nord de Saint-Denis.

Durant la Première Guerre mondiale, Saint-Denis est durement éprouvée avec 4 121 soldats portés disparus ou décédés.
Elle dévient une ville « rouge » en 1920 après le Congrès de Tours qui constate la scission de la SFIO et lors duquel est créée la Section française de l'Internationale communiste (SFIC, futur Parti communiste français — PCF). Les ouvriers représentent alors 68 % de la population active, et les employés, 20 %.
Après la guerre, un premier afflux de populations immigrées et étrangères a lieu pour répondre aux besoins de main d’œuvre ouverts par la nécessité de reconstruction et au déficit démographique touchant les hommes en âge de travailler.
Saint-Denis, Saint-Ouen et Aubervilliers reçoivent plusieurs vagues de migrants espagnols dans les années 1920 et 1930 venus d'abord pour des raisons économiques. Après la répression du soulèvement des Asturies, fin 1934, et après la défaite du camp républicain en 1939, une deuxième vague arrive, essentiellement à Saint-Denis pour former le quartier de la Petite Espagne.
Les conditions de vie deviennent plus difficiles avec la crise économique des années 1930 : « La misère est grande dans la ville des rois de France. On compte plus de 4 000 chômeurs. Des milliers de Dionysiens vivent dans des foyers insalubres. La tuberculose, la mortalité infantile battent des records […] C'est dire que le programme du Front populaire pour le pain, la paix et la liberté connaît une large approbation […] Le 5 juin [1936], nous comptons 98 entreprises en grève » », rappelle Auguste Gillot.
Des maires communistes sont élus. Jacques Doriot quitte le Parti communiste en 1934, avant d'être révoqué en 1937. Lors de l'élection partielle, une liste « Front populaire » menée par Fernand Grenier l'emporte au premier tour le 20 juin.
La commune se divise alors en 3 zones :
- une zone industrielle : au sud dans les quartiers de la Plaine et de Pleyel (de certaines de ces usines sont sorties des œuvres d'art comme les mosaïques du Panthéon, du Louvre, de l'Opéra, de la Madeleine, du tombeau de Pasteur ainsi que des statues monumentales comme celles de la basilique Notre-Dame-de-la-Garde de Marseille et de l'opéra de Paris) ;
- une zone résidentielle : au nord-ouest composée de grandes cités HLM que la municipalité a fait construire depuis la Libération ;
- une zone commerciale : le centre-ville abrite un important marché, continuateur de la foire du Lendit

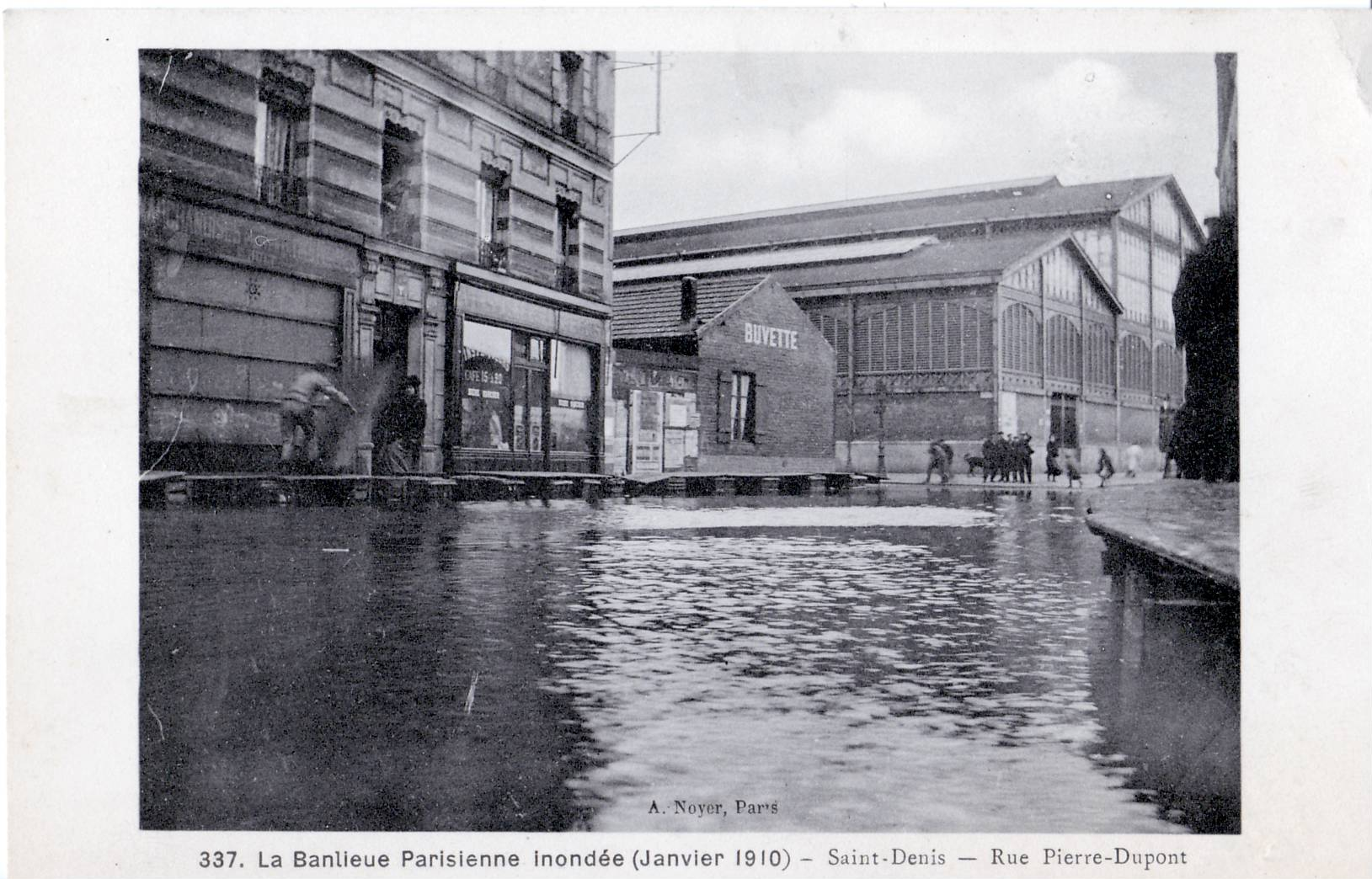
L'inondation dans le centre-ville pendant la crue de la Seine de 1910...
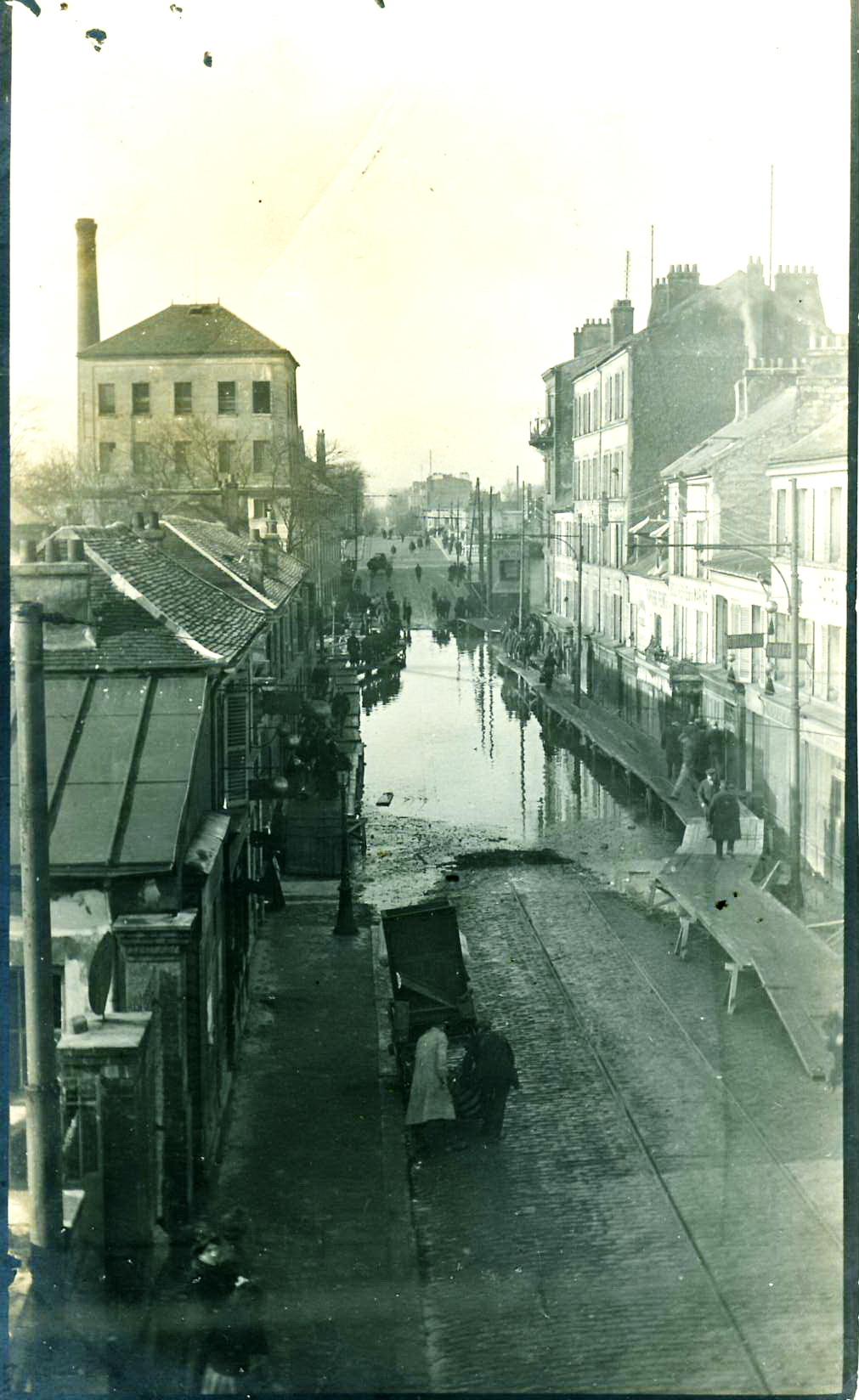
... et rue du Port.
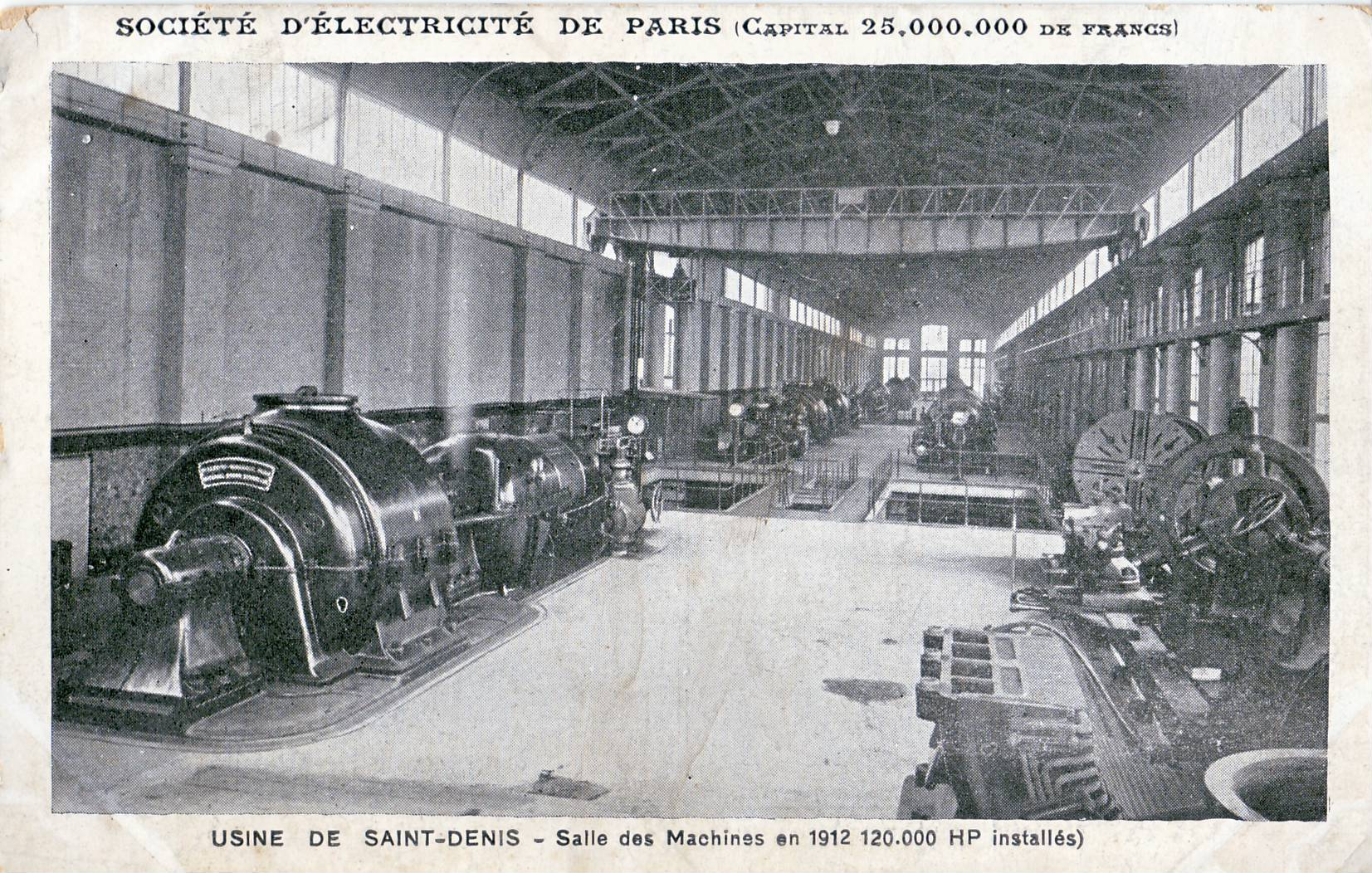
Salle des alternateurs de la centrale électrique de Saint-Denis en 1912
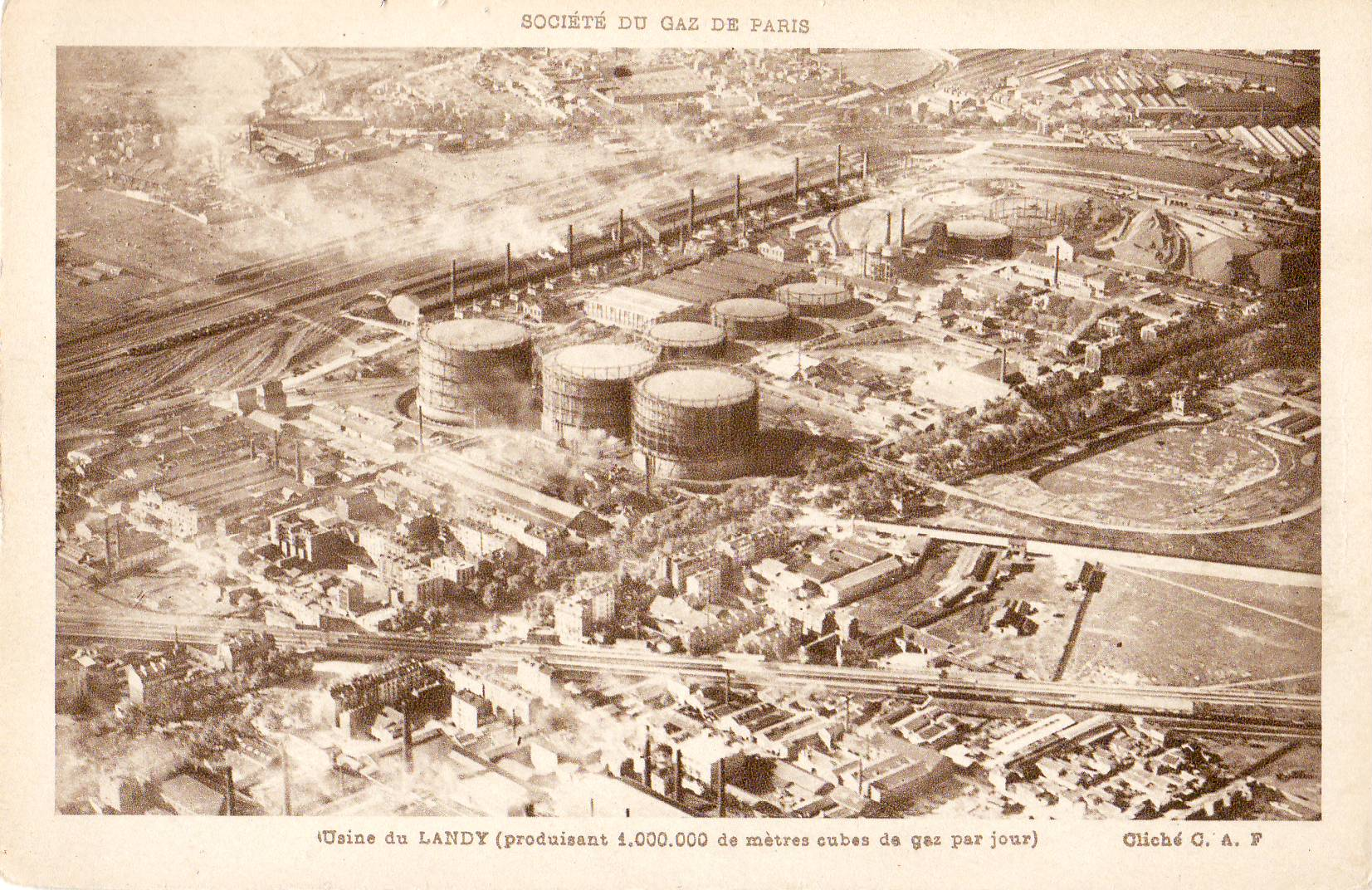
Une partie des gazomètres de Saint-Denis. Le stade de France occupe désormais cet emplacement.
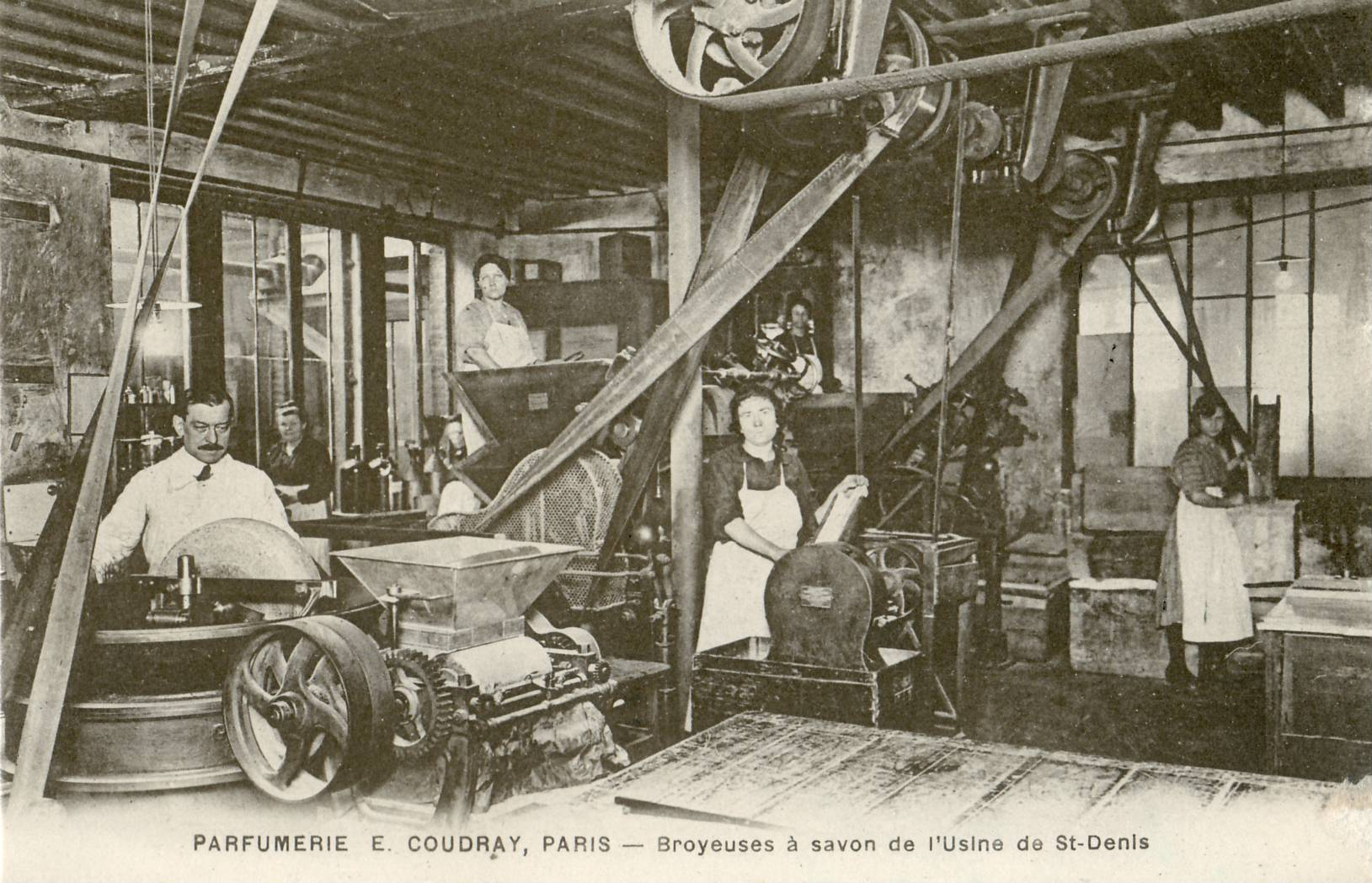
Ouvriers de la parfumerie E. Coudray.
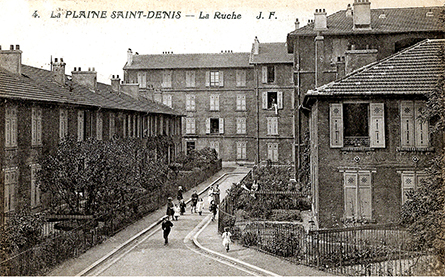
La Ruche, premier immeuble de logement social, toujours existant, rue Paul-Lafargue[84],[85].
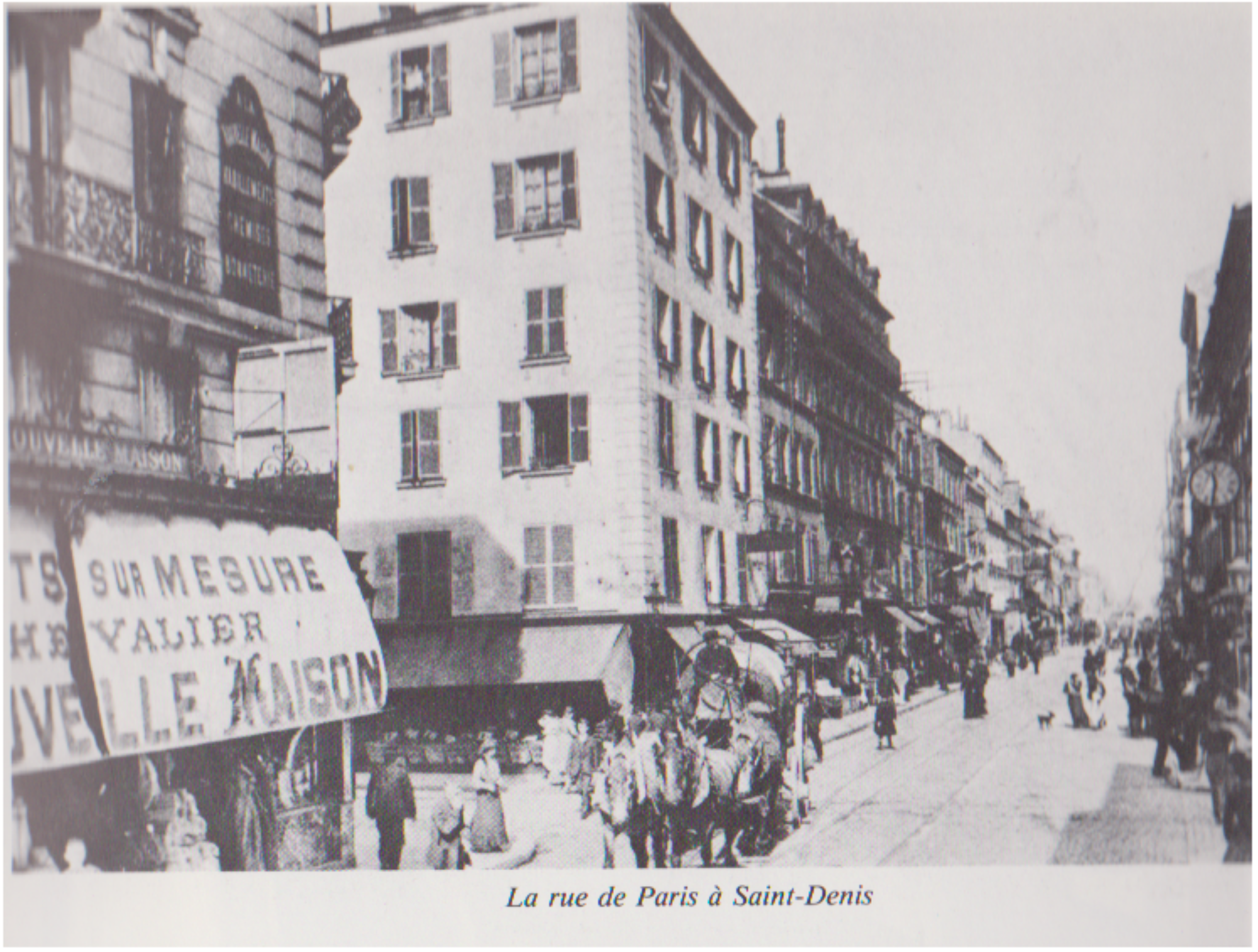
La rue de Paris (actuelle rue Gabriel-Péri).

#### Pendant la Seconde Guerre mondiale
1940 : L'armée allemande entre dans la ville le 13 juin. 2 897 soldats domiciliés à Saint-Denis sont faits prisonniers de guerre dans des camps en Allemagne. La municipalité est alors dirigée par Marcel Marshall, membre du Parti populaire français de Jacques Doriot. Dès le 15 juin est recensé un premier acte de sabotage. Le 25 novembre, le conseil municipal fait rebaptiser la rue de la République rue du Maréchal-Pétain. Le 6 décembre, Auguste Delaune est arrêté pour acte de résistance et interné au camp d'internement français d'Aincourt (Val-d'Oise), dont il s'évade avant d'être repris, puis torturé à mort en 1943.

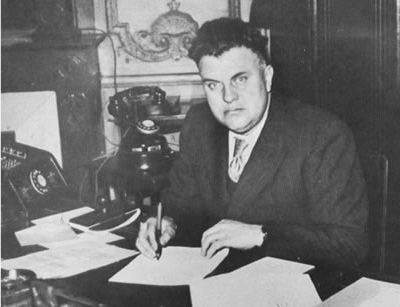
Le résistant Marcel Paul, ici en 1946, a été détenu à Saint-Denis.

1941 : Le 27 février, un soldat allemand est jeté dans le canal Saint-Denis par deux personnes. Le 14 mai est organisée la première rafle de juifs par la Préfecture de Police. Le 15 mai, la direction clandestine du Parti communiste appelle à la constitution d'un « Front national pour la liberté et l'indépendance de la France »; à Saint-Denis, il regroupera des membres de différentes sensibilités. Plusieurs militants socialistes participent à la constitution de groupe « Libération-Nord ». L'un d'entre eux, Lucien Bourriau, parvient à sauver deux jeunes filles juives. Le 13 décembre est arrêté Marcel Paul, qui en 1944 sera déporté à Buchenwald et deviendra ministre communiste de la production industrielle de 1945 à fin 1946.
1942 : Le 14 avril, un acte de sabotage a lieu à l'usine Hotchkiss, où la direction collabore activement avec l'Occupant et porte la durée du travail à 60 heures par semaine. Le 29 mai, les Juifs de la ville doivent porter l'étoile jaune. En octobre, plusieurs grèves ont lieu dans les usines Hotchkiss, Delaunay et Cazeneuve pour protester contre les départs de main d'œuvre vers l'Allemagne.
1943 : Le 23 mars, Désiré Lelay, ancien conseiller municipal de la ville, secrétaire du syndicat CGT de la métallurgie meurt après s'être évadé d'un camp d'internement. En mai et juin, naissance du « comité local de libération de Saint-Denis ». Le Dionysien Auguste Gillot, élu conseiller municipal en 1937, représente le PCF au Conseil national de la Résistance à partir de l'été 1943. Le 14 juillet, une manifestation est organisée par plusieurs centaines d'habitants qui crient « Vive la France ! » ; à la suite de dénonciations, 35 jeunes sont emprisonnés.
1944 : Les 21 avril, 22 juin, 2 août et 7 août, la ville subit de durs bombardements, en particulier dans le quartier de la Plaine. On comptera 355 morts et plusieurs centaines de sinistrés. Le 17 août, Henri Bulliard est chargé par l'état-major de la résistance de former les troupes qui devront reprendre la ville; il reçoit le renfort de la compagnie des 250 à 300 Francs-tireurs et partisans de Roger Sémat. Le 18 août, des barricades sont levées; les ponts, la gare, les usines de gaz et la centrale électrique de Pleyel sont placés sous surveillance de la résistance. La mairie est prise le 20 août à 8 heures, sur ordre du comité local de libération présidé par Fernand Vanhollebeke. Le 27 août, les troupes du général Leclerc entrent dans la ville.

#### Après-guerre
Après la Libération, Saint-Denis connaît, comme l'ensemble du pays, un important développement économique, marqué notamment par la présence d'une grande variété d'industries (métallurgie, machines-outils, arts graphiques entre autres) et de nombreux grands établissements, à commencer par l'usine à gaz du Landy.
Prenant la suite de certaines des entreprises de la première époque industrielle de Saint-Denis, on trouve ainsi des entreprises comme Jeumont Schneider, Thomson, Nozal, Cazeneuve ou encore Languepin. Saint-Denis accueille également un établissement de la SEITA, et plusieurs entreprises du secteur de la presse, comme l'imprimerie du journal Le Monde ou l'entreprise Paris Print Impression.

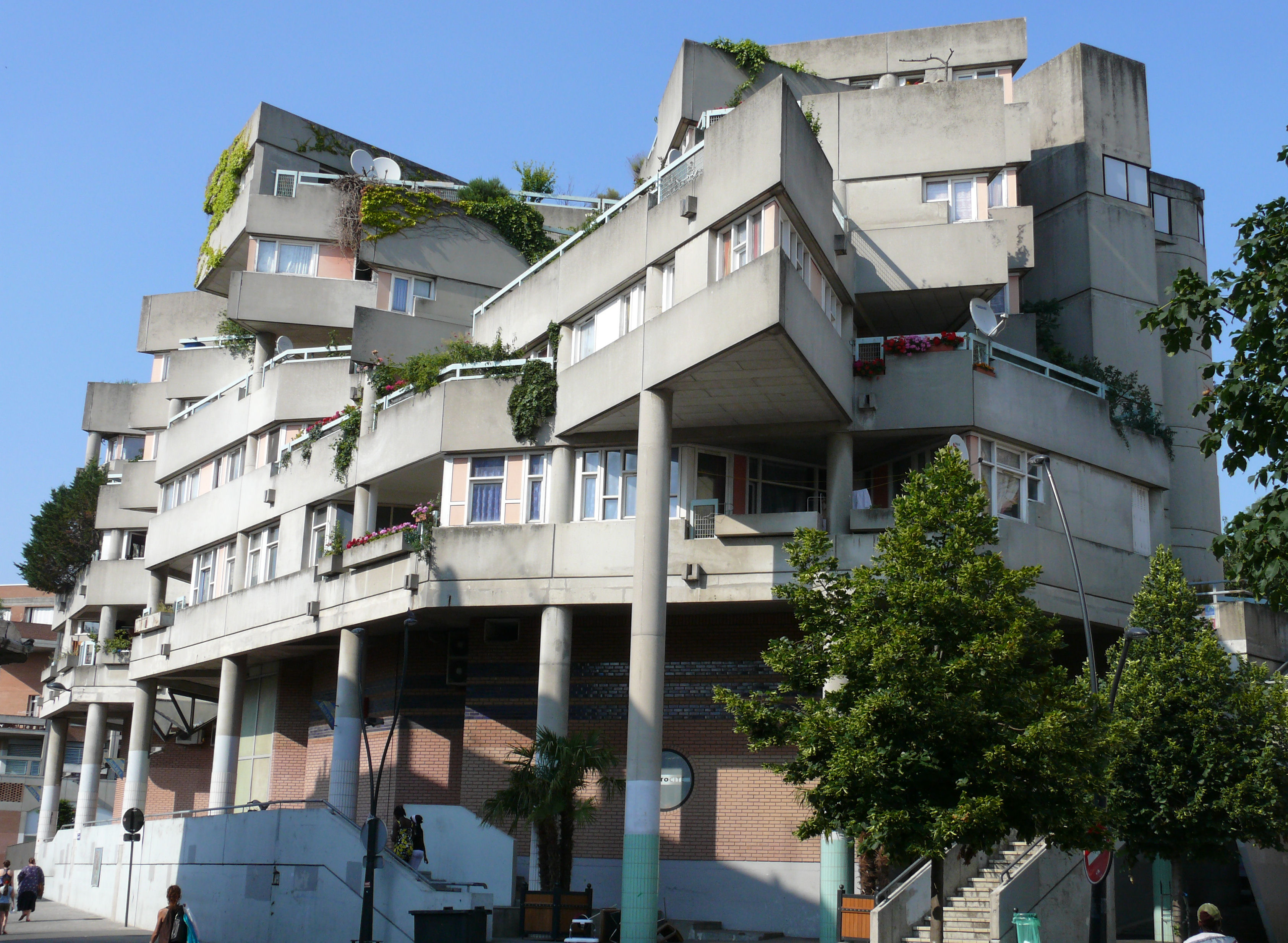
L'Îlot no 8, un exemple d'architecture brutaliste.

Pour faire à la dégradation du bâti ancien proche de la Basilique, une vaste ZAC est instaurée pour raser cet habitat insalubre au profit « de l’hygiène fonctionnelle des barres dégageant le sol et le monument en fluidifiant la circulation automobile, jusqu’à la recomposition d’une morphologie “historique” ». L'urbanisme de dalle fait appel à des architectes renommés, notamment Roland Simounet, Georges Maurios, Jean et Maria Deroche, Renée Gailhoustet, mais aussi de grands noms comme Henri Gaudin et Oscar Niemeyer. Cependant l'espace public chaotique ponctué de ruptures de niveaux et les trémies de rampes de parking barrant l’espace ne favorisent pas une appropriation réussie de l'espace public, qui se révèle complexe à gérer et dont « incapacité de plantations stigmatisée par les bacs à fleurs encombrant la rue ».
Le développement économique et démographique (la ville compte près de 100 000 habitants en 1968) s'appuie aussi sur la réalisation de très nombreux logements sociaux, notamment pour résorber les bidonvilles situés dans certains quartiers. Entre 1948 et 1973, on construit ainsi plus de 10 000 logements HLM à Saint-Denis. Durant les Trente Glorieuses, l'immigration de travail connaît un fort essor qu'elle vienne d'Europe (notamment d'Italie, d'Espagne et du Portugal), mais aussi d'Afrique du Nord (Tunisie, Maroc, Algérie). Dans les années 1970, la population immigrée croît par le regroupement familial.
Au début des années 1960, la désindustrialisation frappe la banlieue parisienne. La politique gaulliste de « décentralisation industrielle », officiellement destinée à corriger le déséquilibre de l’emploi entre la région parisienne et la province, vise également, comme le relève le géographe Hervé Vieillard-Baron, à « démanteler les bastions communistes sous couvert de décentralisation ». Les déplacements d'usines vers des villes de provinces provoquent la disparition de plus de quatorze mille emplois industriels entre 1958 et 1968 à Saint-Denis.
Jusqu’aux années 1990, la municipalité communiste et les syndicats mènent une résistance active contre la politique de désindustrialisation : soutien matériel aux ouvriers en grève, organisation de manifestations, occupations d’usine, création d’un Comité de défense de l’emploi, utilisation du plan d’occupation des sols pour bloquer l’implantation de toute autre activité, etc. Ces efforts ne suffisent pourtant pas à contenir l’augmentation du chômage qui, presque inexistant dans la ville entre 1945 et 1970, atteint 10,7 % de la population active en 1982, puis 14 % en 1990. La Plaine Saint-Denis, qui fut la plus grande zone industrielle d'Europe, devient la plus grande friche industrielle du continent. En 1991, Saint-Denis s’associe aux municipalités communistes de Saint-Ouen et d'Aubervilliers pour créer Plaine Développement, une société d’économie mixte qui rachète les friches et les réaménage afin d’attirer des activités tertiaires.
Premier lycée en banlieue, le lycée Paul-Éluard est inauguré le 29 mai 1965,. En 1980, Saint-Denis accueille sur son territoire la jeune université de Paris VIII qui, fondée peu après 1968 à Vincennes, vient d'en être délogée.

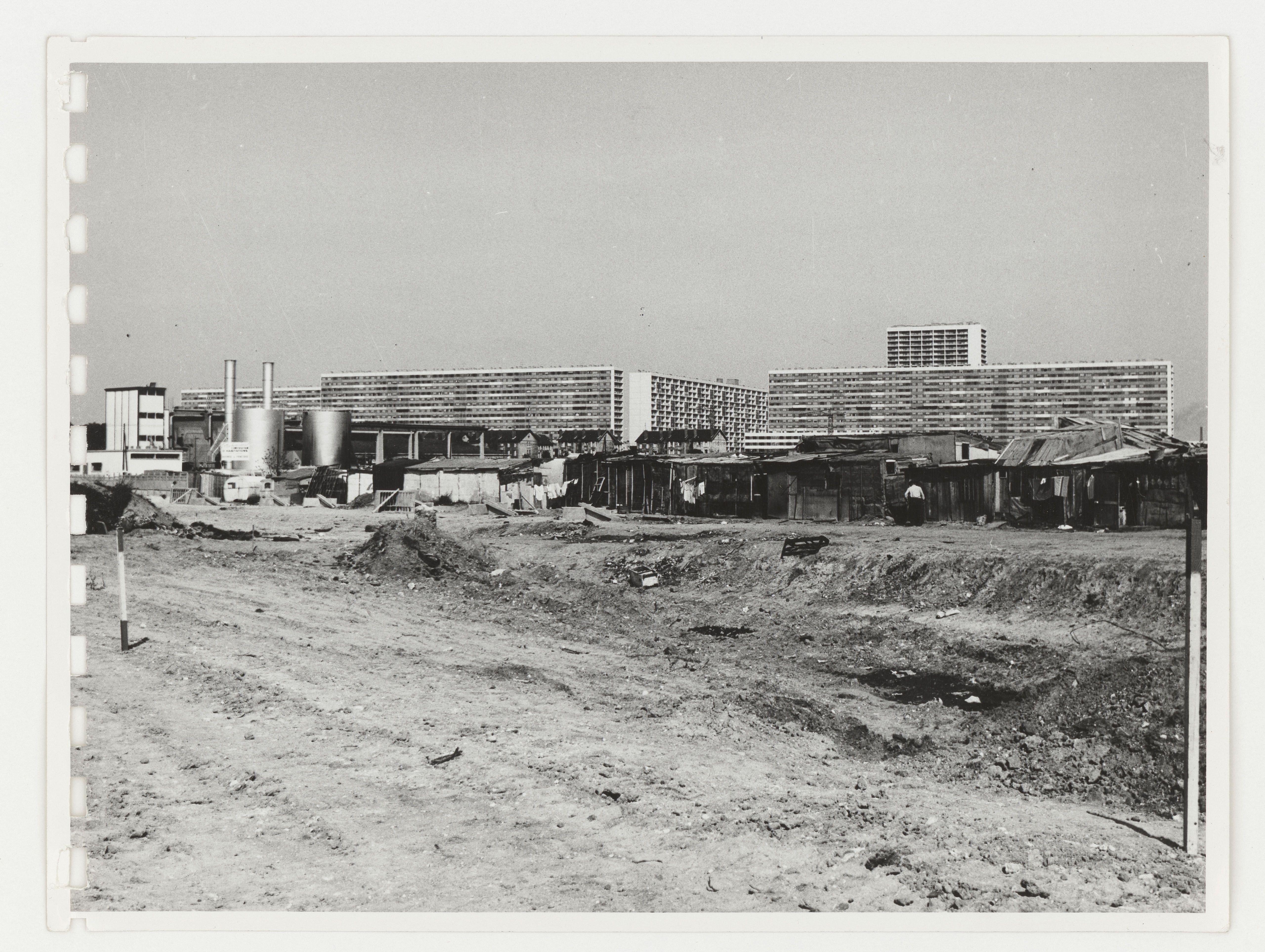
Bidonvilles en cours de destruction devant de nouveaux logements (1965).
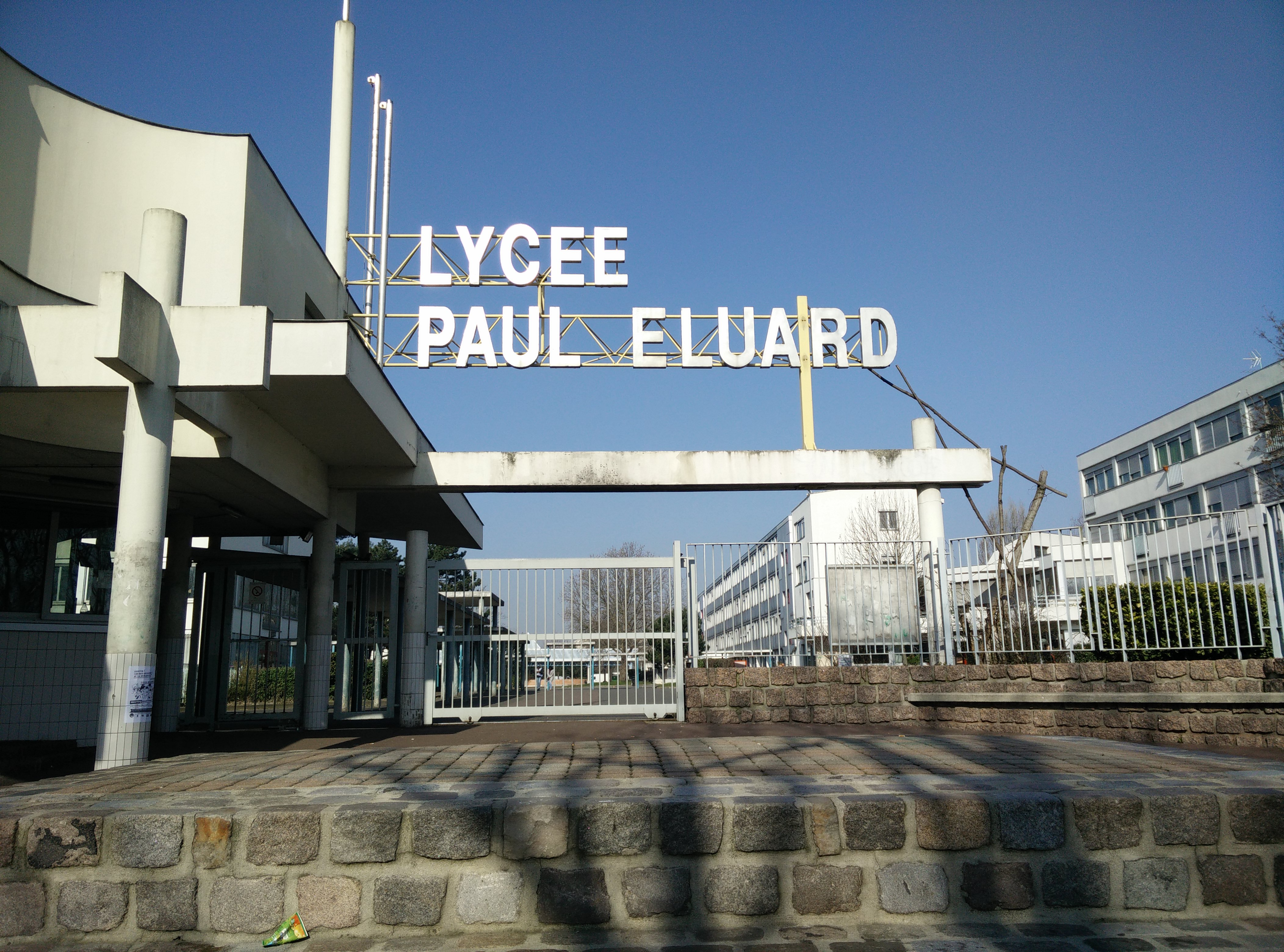
Lycée Paul-Éluard.
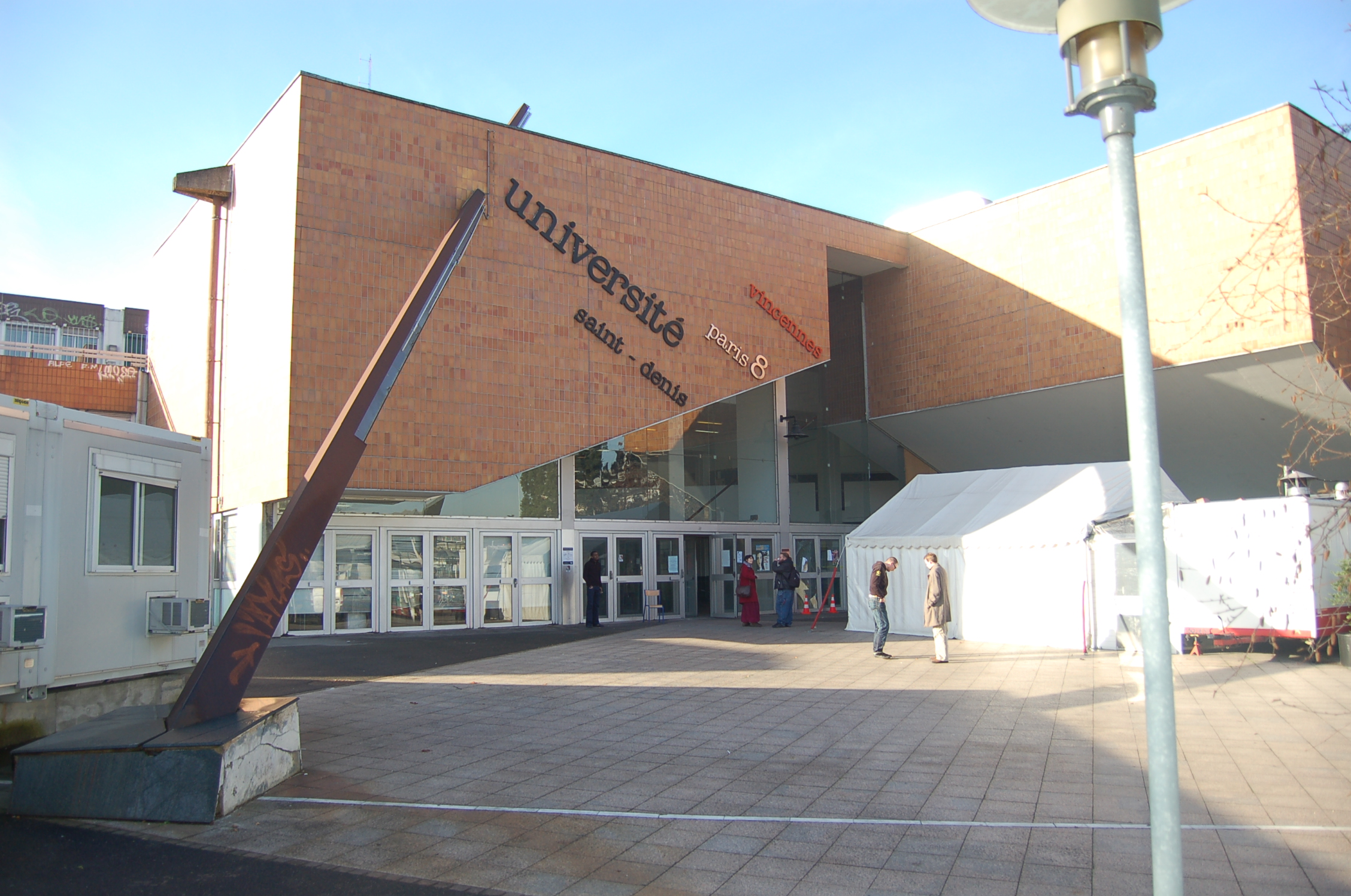
Entrée de l'université Paris-VIII à Saint-Denis (2008).

#### 1998 -2024: Intercommunalité, rénovation urbaine, Stade de France et Jeux Olympiques
Sous le mandat de Patrick Braouezec, la ville de Saint-Denis accepte en 1995 de recevoir le Stade de France.
Depuis son inauguration le 28 janvier 1998, la ville connaît un important essor dans certains secteurs, notamment le quartier de la Plaine Saint-Denis. Le dynamisme autour du Stade de France est renforcé par l'impact de la Coupe du monde de football 1998. Ce dynamisme se poursuit depuis 2000 dans une structure intercommunale (dont la Plaine de France est le cœur) : Plaine Commune. Cette structure, qui s'est étendue à Saint-Ouen-sur-Seine en 2013, regroupe neuf villes soit 451 934 habitants en 2021.
Au-delà du stade lui-même et de l'image nouvelle qu'il donne à la ville, des acquis subsistent du Mondial 1998, comme la couverture à la Plaine de l'autoroute A1 et le prolongement de la ligne 13 du métro jusque Saint-Denis - Université. La Ville a accueilli d'autres compétitions internationales comme les Coupe du monde de rugby de 2007 et 2023 ou l'Euro 2016 de football. Autour du Stade s'est développé un important quartier d'affaires, mais qui reste peu lié au centre-ville. Saint-Denis attire des grandes entreprises, mais ses habitants en profitent peu et restent frappés par le chômage, par le manque de qualification pour certains et les discriminations entravant l'insertion des diplômés.
Afin « de favoriser l'élaboration d'alternatives face à une construction européenne qui sacrifie trop souvent les droits fondamentaux des êtres humains », Saint-Denis est avec Paris un des principales villes d'accueil du deuxième Forum social européen novembre 2003.

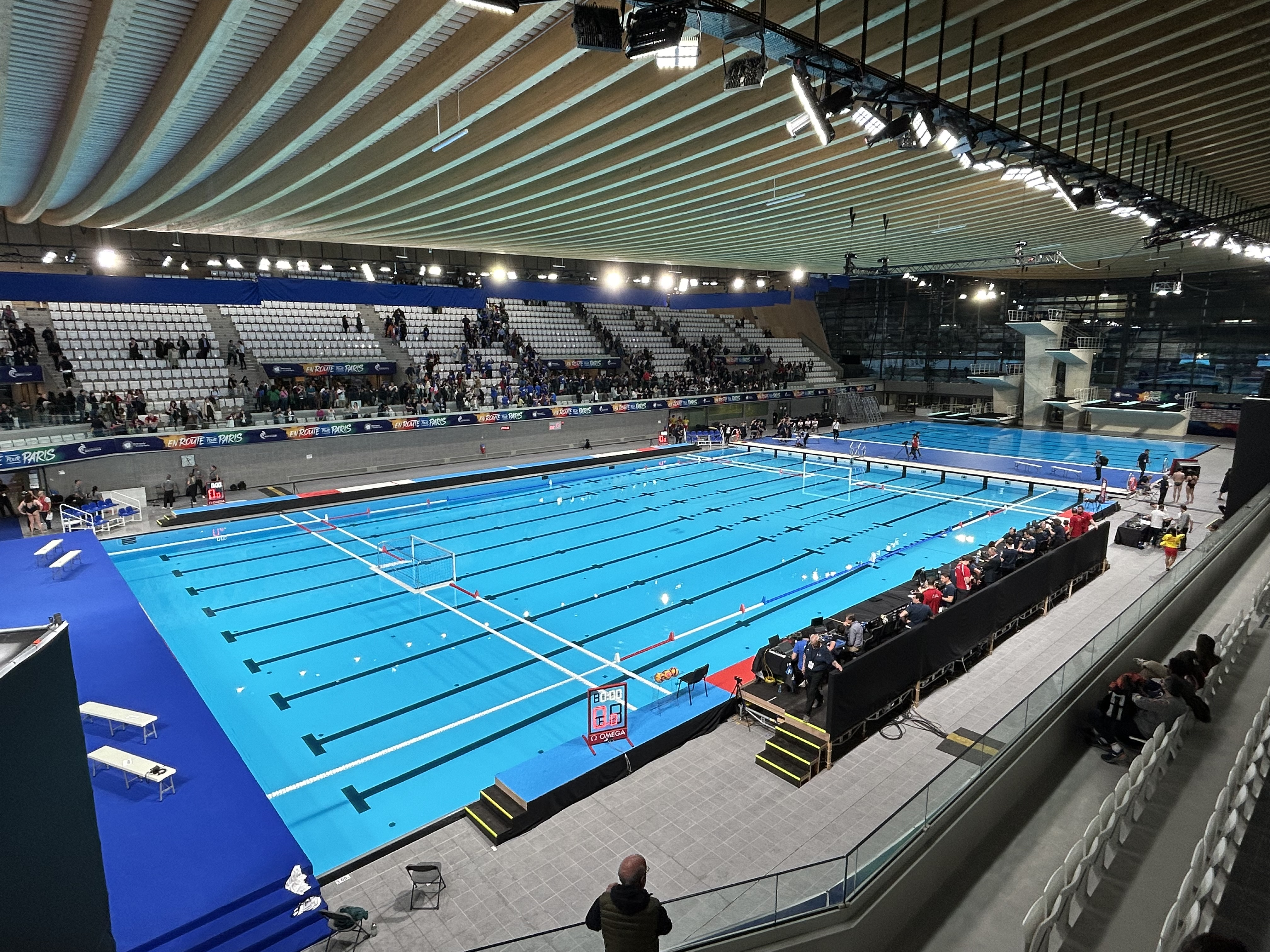
La piscine olympique en mai 2024.

L'expérience des compétitions internationales était un axe fort de la candidature de Paris aux Jeux olympiques d'été de 2012, dans laquelle la ville et l'intercommunalité étaient très impliquées. L'échec de la candidature française a retardé le prolongement du tramway T8 vers Paris, mais le projet est relancé avec une validation du tracé en 2022 pour une ouverture espérée en 2030,.
Alors que la population de Saint-Denis avait chuté à 86 871 habitants en 1999, la nouvelle dynamique de la Plaine Saint-Denis la relance 112 309 habitants (+29 %) en 2016, avec un taux de population étrangère d'environ 30 %,. Toutefois, la population dionysienne reste précaire (la part des familles monoparentales avec enfants est de 33,8%) et entre 2010 et 2015, la part des ménages imposables chute de 49% à 41%. De nombreuses propriétés ont été investies par des marchands de sommeil pour y loger des populations en grande précarité ou en situation irrégulière,. Le centre-ville est retenu en 2015 dans les zones devant bénéficier de la seconde phase du programme ANRU, comme les quartiers du Franc-Moisin et Saussaie-Floréal-Courtille.
Le 13 novembre 2015, les abords du Stade de France sont le théâtre de trois explosions, faisant un mort, simultanément à d'autres attaques terroristes à Paris. Le 18 novembre, la Police prend d'assaut une cache du centre-ville où s'étaient dissimulés la veille des terroristes. Des reportages décrivent la ville comme touchée par le communautarisme religieux,.
Alors que le centre-ville et le quartier de la gare sont investis par les vendeurs à la sauvette à la fin des années 2010, dans un contexte de dégradation de l'offre commerciale et d'une forte délinquance de voie publique. La ville est également touchée par le trafic de drogue, la délinquance et la prostitution ainsi que des tensions entre les dealers et les migrants. Ces difficultés contribuent au basculement de la ville du PCF vers le PS aux élections municipales de 2020, avec l'élection de Mathieu Hanotin comme maire ainsi que comme président de Plaine Commune,.
Saint-Denis est impliquée dans l'organisation des Jeux olympiques d'été de 2024, avec des épreuves au Stade de France et au Centre aquatique olympique, construit à cette occasion, ainsi que le village olympique qui s'étend dans le quartier Pleyel, ainsi qu'à L'Île-Saint-Denis et à Saint-Ouen-sur-Seine. La ville est mise en valeur par un concert télévisé précédant la cérémonie d'ouverture. Les fan-zones et le cœur historique proche de la basilique sont appréciés et donnent une image favorable de la commune,.

#### Fusion avecPierrefitte-sur-Seine: la commune nouvelle
En avril 2023, les maires de Pierrefitte-sur-Seine et Saint-Denis entament la procédure de fusion de leurs communes sous le régime d'une commune nouvelle, afin de renforcer le poids de leur collectivité, qui devient la commune la plus peuplée d'Île-de-France, hors Paris, de favoriser des économies d'échelle et de développer, selon eux, les services publics,,. Après délibérations concordantes de leurs conseils municipaux intervenues le 30 mai 2024, le préfet de la Seine-Saint-Denis prononce la fusion par un arrêté du 13 juin 2024 qui prend effet le 1er janvier 2025, et qui crée les communes déléguées de Saint-Denis et de Pierrefitte-sur-Seine,,,.
Cette fusion, promue par le maire de Saint-Denis Mathieu Hanotin qui affirme qu'il s'agit d'un « choix historique qui permettra aux deux communes d’être, ensemble, plus fortes financièrement et de peser davantage au sein de la région face à la capitale » reste critiquée par les oppositions municipales qui s'interrogent sur les raisons réelles de cette fusion, ressentie comme une absorption de Pierrefitte par Saint-Denis et qui estiment que la fusion serait un stratagème électoral destiné à faciliter la réélection de Mathieu Hanotin aux municipales de 2026 et à la présidence de Plaine Commune, en captant la réserve de voix socialistes des Pierrefittois afin de compenser une possible désaffection de son électorat à Saint-Denis. Le député communiste Stéphane Peu rappelle par ailleurs que « cette proposition n’existait pas dans les programmes lors des élections municipales de 2020, ils n’en ont jamais parlé ».
Cette collectivité territoriale est, à sa création, la commune nouvelle la plus peuplée de France, devant Annecy et ses 131 000 habitants, et compte, au 1er janvier 2025 une population de référence de 148 907 habitants, ce qui la fait bénéficier d'une « dotation d’amorçage » versée par l'État s'élevant à 15 €/habitant versée en trois ans, soit une recette nouvelle d'environ 6,6 millions d'euros,,.

## Politique et administration

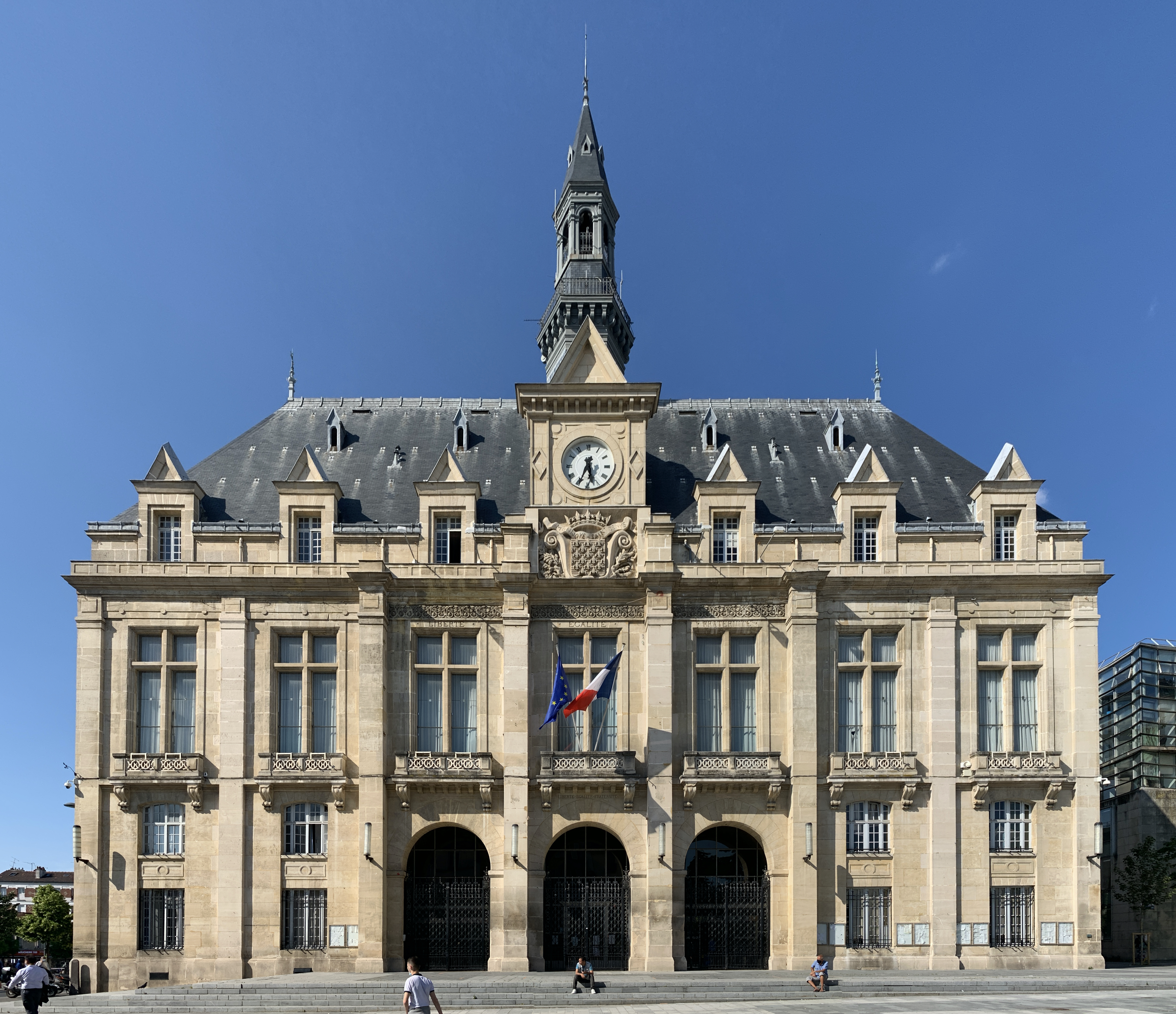
L'hôtel de ville.

Depuis la Libération, Saint-Denis était une ville communiste, assimilée à la ceinture rouge, remportée par une liste conduite par les Socialistes aux élections municipales de 2020.
En 1925, la ville de Saint-Denis est l'une des premières de France à élire une femme, Marie Chaix, au sein de son conseil municipal, alors même que les femmes n'obtiendront le droit de vote qu'en 1944. Son élection est invalidée par la préfecture, de même que pour toutes les autres femmes élues lors de ces élections municipales

### Rattachements administratifs et électoraux

#### Rattachements administratifs
Antérieurement à la loi du 10 juillet 1964, la ville était le chef-lieu de l'arrondissement de Saint-Denis du département de la Seine. La réorganisation de la région parisienne en 1964 la rattache au département de la Seine-Saint-Denis à compter du 1er janvier 1968
Elle est redevenue le chef-lieu de son arrondissement par le décret no 93-259 du 26 février 1993, par démembrement de l'arrondissement de Bobigny. La sous-préfecture est situé d'abord boulevard de la Commune-de-Paris, puis rue Catulienne à compter de juillet 2023.
La ville était depuis 1793 le chef-lieu du canton de Saint-Denis de la Seine. Lors de la mise en place de la Seine-Saint-Denis en 1967, la ville est divisée entre les cantons de Saint-Denis-Nord-Est, Saint-Denis-Nord-Ouest et Saint-Denis-Sud. Dans le cadre du redécoupage cantonal de 2014, la circonscription administrative territoriale n'est plus qu'une circonscription électorale.

#### Rattachements électoraux
Pour les élections départementales, la commune est depuis le redécoupage cantonal de 2014, le bureau centralisateur de deux cantons :
- le canton de Saint-Denis-1, formé de la partie ouest de ville ayant fait partie de l'ancien canton de Saint-Denis-Nord-Ouest, d'une partie de l'ancien canton de Saint-Denis-Nord-Est et de la partie dionysienne de l'ancien canton de Saint-Denis-Sud ;
- le canton de Saint-Denis-2, formé notamment du surplus de Saint-Denis (hors la commune déléguée de Pierrefitte-sur-Seine), ainsi que de la commune de Stains.

Le territoire de la commune déléguée de Pierrefitte-sur-Seine fait partie du canton d'Épinay-sur-Seine.
Pour l'élection des députés, elle est divisée entre la première circonscription de la Seine-Saint-Denis (territoire de l'ancien canton de Saint-Denis-Sud) et de la deuxième circonscription de la Seine-Saint-Denis (pour le reste de la ville), traditionnellement acquise au PCF (sauf de 2012 à 2017), alors que la première au sud de la ville est longtemps détenue par le PS puis gagnée en 2017 par La France insoumise.

### Intercommunalité

Logo de Plaine Commune.

Sous l'impulsion les maires de Saint-Denis et d'Aubervilliers, Marcelin Berthelot et Jack Ralite est créé le syndicat intercommunal « Plaine Renaissance » avec Saint-Ouen et le Conseil général de la Seine-Saint-Denis. Ce rassemblement préfigure la communautés de communes fondée le 1er janvier 2000, qui devient une communauté d'agglomération, avec cinq membres : Saint-Denis, Aubervilliers, Épinay-sur-Seine, Pierrefitte-sur-Seine et Villetaneuse. S'y adjoignent Stains et L'Île-Saint-Denis en 2003, La Courneuve en 2005, puis Saint-Ouen en 2013.
Dans le cadre de la mise en œuvre de la volonté gouvernementale de favoriser le développement du centre de l'agglomération parisienne comme pôle mondial est créée, le 1er janvier 2016, la métropole du Grand Paris (MGP), dont la commune est membre. La loi portant nouvelle organisation territoriale de la République du 7 août 2015 prévoit également la création de nouvelles structures administratives regroupant les communes membres de la métropole, constituées d'ensembles de plus de 300 000 habitants, et dotées de nombreuses compétences, les établissements publics territoriaux (EPT).
La commune a donc également été intégrée le 1er janvier 2016 à l'établissement public territorial Plaine Commune, qui succède à la communauté d'agglomération éponyme. Patrick Braouezec a été élu président de l'EPT Plaine Commune pour le mandat 2016-2020.
Succédant à Jacques Poulet, Patrick Braouezec, ancien député-maire de Saint-Denis, préside Plaine commune de 2005 à 2020. Mathieu Hanotin lui succède en 2020.

### Tendances politiques et résultats
Lors des élections municipales de 2008, le PS (dirigé par Georges Sali) a provoqué une primaire au premier tour du 9 mars 2008, qu'il perdit face à la liste d'union de nombreuses forces de gauche, menée par le PCF. Il s'est néanmoins maintenu au second tour, alors que la liste UMP fusionnait avec celle du MoDem. La liste menée par le maire sortant Didier Paillard a gagné l'élection au second tour par 51,12 % des suffrages exprimés face au PS et à la liste d'union UMP - MoDem, qui constituent l'opposition municipale.
Lors des élections municipales de 2014, Georges Sali (ex-PS) conduit au premier tour une liste dissidente, celle du PSG (Parti socialiste de gauche), concurrente de celle du PS et du PRG, conduite par le député et conseiller général socialiste, Mathieu Hanotin. Elle fusionne au second tour avec la liste d'union du FG, d'EÉLV et du MRC, conduite par le maire sortant, Didier Paillard. La liste de Didier Paillard l'emporte alors avec 181 voix d'avance sur celle de Mathieu Hanotin.
Au second tour des élections municipales de 2020, le PCF perd pour la première fois depuis la Libération la ville de Saint-Denis, au profit des socialistes conduits par Mathieu Hanotin. En effet, la liste PS, G.s, PA recueille 8 604 voix (59,04 %, 44 conseillers municipaux élus), devançant nettement celle PCF, EELV menée par le maire sortant Laurent Russier, qui a obtenu 5 969 voix (40,95 %, 11 conseillers municipaux élus).

#### Récapitulatif de résultats électoraux récents
| Scrutin              | 1er tour | 1er tour | 1er tour | 1er tour | 1er tour | 1er tour | 1er tour | 1er tour | 1er tour | 1er tour | 1er tour | 1er tour | 2d tour     | 2d tour     | 2d tour     | 2d tour     | 2d tour     | 2d tour     | 2d tour     | 2d tour     | 2d tour     | 2d tour     | 2d tour     | 2d tour     |
| Scrutin              | 1er      | 1er      | %        | 2e       | 2e       | %        | 3e       | 3e       | %        | 4e       | 4e       | %        | 1er         | 1er         | %           | 2e          | 2e          | %           | 3e          | 3e          | %           | 4e          | 4e          | %           |
| -------------------- | -------- | -------- | -------- | -------- | -------- | -------- | -------- | -------- | -------- | -------- | -------- | -------- | ----------- | ----------- | ----------- | ----------- | ----------- | ----------- | ----------- | ----------- | ----------- | ----------- | ----------- | ----------- |
| Municipales 2014     |          | PCF      | 40,22    |          | PS       | 34,30    |          | UMP      | 8,78     |          | PSG      | 7,74     |             | PCF         | 50,49       |             | PS          | 49,50       | Pas de 3e   | Pas de 3e   | Pas de 3e   | Pas de 4e   | Pas de 4e   | Pas de 4e   |
| Européennes 2014     |          | FG       | 19,77    |          | PS       | 15,78    |          | FN       | 15,53    |          | EELV     | 12,59    | Tour unique | Tour unique | Tour unique | Tour unique | Tour unique | Tour unique | Tour unique | Tour unique | Tour unique | Tour unique | Tour unique | Tour unique |
| Régionales 2015      |          | PS       | 33,77    |          | FG       | 18,91    |          | FN       | 16,01    |          | FN       | 11,08    |             | UGE         | 66,60       |             | UCD         | 21,67       |             | FN          | 11,73       | Pas de 4e   | Pas de 4e   | Pas de 4e   |
| Présidentielles 2017 |          | LFI      | 43,39    |          | EM       | 23,02    |          | FN       | 10,07    |          | PS       | 9,68     |             | EM          | 84,12       |             | FN          | 15,88       | Pas de 3e   | Pas de 3e   | Pas de 3e   | Pas de 4e   | Pas de 4e   | Pas de 4e   |
| Européennes 2019     |          | LREM     | 15,92    |          | LFI      | 15,63    |          | EELV     | 14,64    |          | RN       | 13,10    | Tour unique | Tour unique | Tour unique | Tour unique | Tour unique | Tour unique | Tour unique | Tour unique | Tour unique | Tour unique | Tour unique | Tour unique |
| Municipales 2020     |          | PS       | 35,31    |          | PCF      | 24,00    |          | LFI      | 18,04    |          | LREM     | 9,79     |             | PS          | 59,04       |             | PCF         | 40,95       | Pas de 3e   | Pas de 3e   | Pas de 3e   | Pas de 4e   | Pas de 4e   | Pas de 4e   |
| Régionales 2021      |          | LFI-PCF  | 28,49    |          | PS       | 19,05    |          | LR       | 15,56    |          | EELV     | 11,65    |             | UGE         | 58,16       |             | LR          | 25,85       |             | RN          | 8,59        |             | LREM        | 7,49        |
| Présidentielle 2022  |          | LFI      | 61,13    |          | LREM     | 16,22    |          | RN       | 8,29     |          | REC      | 3,09     |             | LREM        | 79,09       |             | RN          | 20,91       | Pas de 3e   | Pas de 3e   | Pas de 3e   | Pas de 4e   | Pas de 4e   | Pas de 4e   |

### Liste des maires
La ville est gérée par des maires communistes depuis la Libération jusqu'en 2020 ; elle l'était depuis 1920, avec une parenthèse en 1936-37 quand Jacques Doriot, exclu du PCF en 1936 pour manque d'obéissance à la direction du parti, créé le PPF. Le communiste et futur résistant Fernand Grenier reconquiert la ville et le siège de député en 1937. Le socialiste Mathieu Hanotin remporte les élections municipales de 2020.

### Résidents étrangers
Le 26 mars 2006, un scrutin sans base légale mais soutenu par la plupart des chefs de file de la gauche était organisé sur la question du droit de vote des étrangers non-européens aux élections locales. Ce scrutin, jugé illégal par le tribunal administratif de Cergy-Pontoise le 23 février, où la municipalité avait consulté la population sur la possibilité de permettre de voter aux élections locales pour les étrangers non-européens, est organisé par le maire communiste de Saint-Denis, Didier Paillard et soutenu par des personnalités comme François Hollande (PS), Marie-George Buffet (PCF), Dominique Voynet (Verts), Olivier Besancenot (LCR), Arlette Laguiller (LO), Danielle Mitterrand (PS) et Mouloud Aounit (MRAP). Dans la lignée de ce référendum local du 26 mars 2006, le conseil municipal du 17 avril 2008 crée un Conseil des citoyens étrangers, composé de dix hommes et dix femmes, désignées par le conseil municipal, à raison de 15 représentants pour la majorité municipale et 5 pour l'opposition, qui doot être consulté sur tous les grands sujets et doit participe à l'élaboration de la politique municipale.

### Jumelages
| Ville | Ville               | Pays | Pays               | Période               |
| ----- | ------------------- | ---- | ------------------ | --------------------- |
|       | Cordoue             |      | Espagne            |                       |
|       | Djélébou            |      | Mali               | depuis 1996           |
|       | Gaza                |      | Palestine          |                       |
|       | Gera                |      | Allemagne          | depuis 1959           |
|       | Karakoro            |      | Mali               | depuis 1996           |
|       | Karakoro            |      | Mali               |                       |
|       | Larbaâ Nath Irathen |      | Algérie            | depuis le 12 mai 1998 |
|       | Nazareth            |      | Israël             |                       |
|       | North Lanarkshire   |      | Royaume-Uni        | depuis 1963           |
|       | Porto Alegre        |      | Brésil             |                       |
|       | Sahel               |      | Mali               | depuis 1996           |
|       | Sesto San Giovanni  |      | Italie             |                       |
|       | Tiznit              |      | Maroc              |                       |
|       | Tulkarem            |      | Palestine          |                       |
|       | Tuzla               |      | Bosnie-Herzégovine |                       |

## Équipements et services publics

### Enseignement

#### Enseignement scolaire

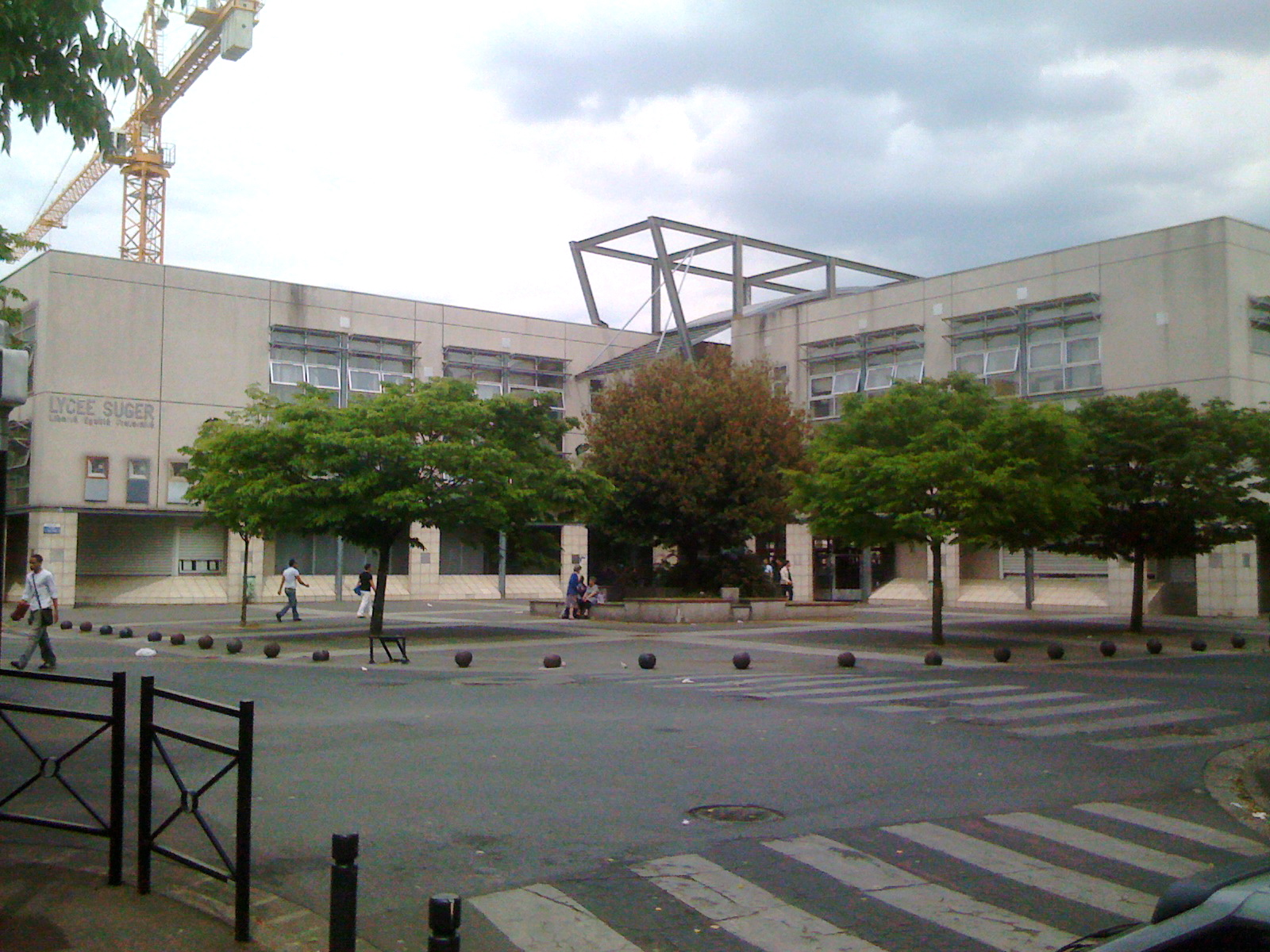
Parvis du Lycée Suger.

En 2024, la ville compte 36 écoles maternelles et 35 écoles élémentaires publiques, ainsi neuf collèges publics (La Courtille, Elsa-Triolet, Fabien, Henri-Barbusse, Federico-Garcia-Lorca, Jean-Lurçat, Pierre-de-Geyter, Dora Maar, Iqbal-Masih) et cinq lycées publics (lycée polyvalent Paul Éluard, lycée Rosa-Parks ex-Angela-Davis, lycée polyvalent Suger, lycée professionnel Bartholdi (en), et le lycée d'application de l'E.N.N.A). S'y ajoute la Maison d'éducation de la Légion d'honneur, réserve aux jeunes filles de légionnaires.
L'enseignement privé est représenté par les ensembles scolaires Saint-Vincent-de-Paul d'une part, et Jean-Baptiste-de-la-Salle et Notre-Dame-de-la-Compassion d'autre part, qui disposent chacun d'une école élémentaire, d'un collège et d'un lycée.

#### Enseignement supérieur

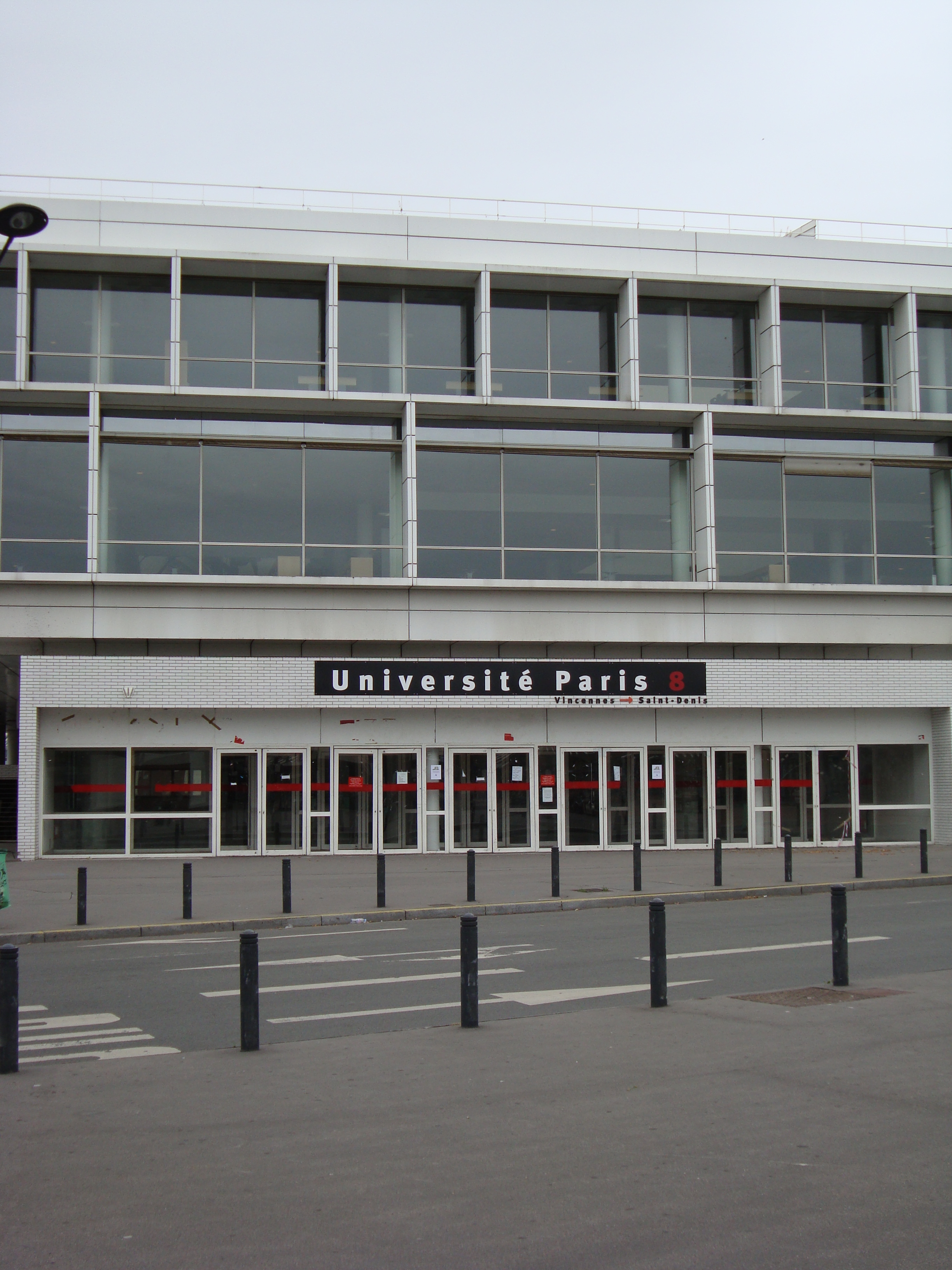
Entrée de l'université Paris-VIII en 2008.

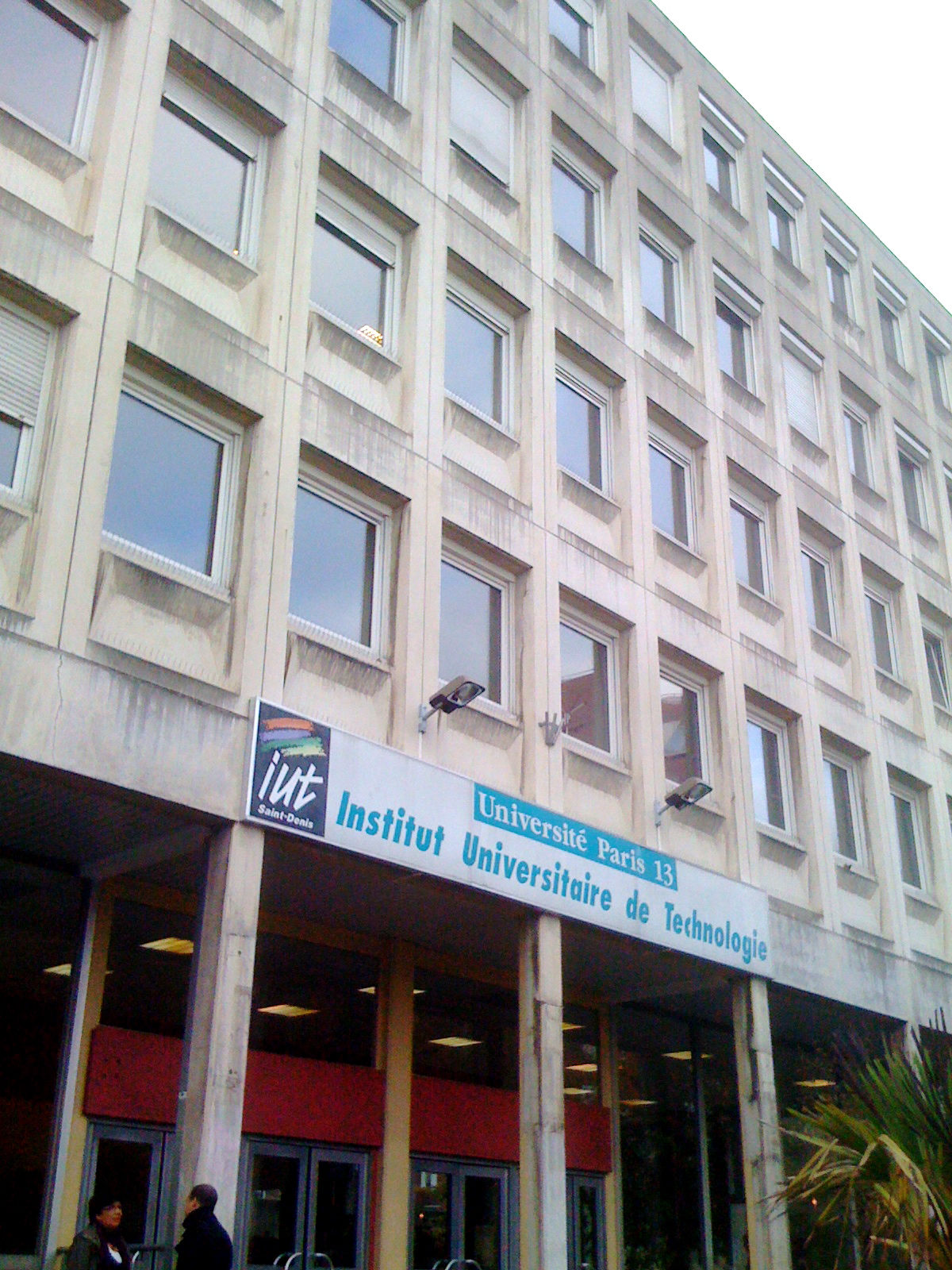
L'IUT de Saint-Denis.

- Classes préparatoires aux grandes écoles : lycée Paul-Éluard (filière scientifique)
- Maison d'éducation de la Légion d'honneur (filière littéraire).
- L'université Paris VIII, assure des enseignements diversifiés dans 11 UFR, 3 instituts spécialisés et 2 IUT. Elle accueille 21 500 étudiants, 1 050 enseignants-chercheurs et 40 centres de recherches. Elle propose 6 DUT, 23 licences, 8 licences professionnelles, 86 masters (dont 36 à finalité professionnelle) et 48 doctorats.
- L'IUT de Paris-Nord, dépendant de l'université de Paris XIII accueille 1 800 étudiants. Il est organisé en 8 départements : Gestion des entreprises et des administrations (GEA, 1969) ; Techniques de commercialisation (TC, 1969) ; Mesures physiques (MP, 1970); Génie mécanique et productique (GMP, 1973) ; Hygiène, sécurité, environnement (HSE, 1974) ; Génie industriel et maintenance (GIM, 1981); Science et génie des matériaux (SGM, 1998) ; Techniques de commercialisation en italien (TC La Plaine, 2004).
- Institut national supérieur du professorat et de l'éducation de l'académie de Créteil.
- Conservatoire national des arts et métiers : formations en économie-comptabilité-gestion, ressources humaines, informatique.
- Maison des Sciences de l'Homme Paris Nord : recherche en sciences de l'homme et de la société, en particulier dans les domaines des industries de la culture et des arts et des rapports entre santé et société ; elle est associée au CNRS, à l'université Paris VIII et à l'université Paris XIII.
- Institut national du patrimoine : département des restaurateurs du patrimoine.
- École nationale supérieure Louis-Lumière : formation aux métiers du cinéma et de l'audiovisuel.
- École de la Cité : formation aux métiers du cinéma et de l'audiovisuel gratuite et sans condition de diplôme, fondée par Luc Besson en 2012.

### Santé
La ville dispose de deux hôpitaux publics formant le centre hospitalier de Saint-Denis : l'hôpital Danielle-Casanova et l'hôpital Pierre-Delafontaine.
L'important Centre cardiologique du Nord, qui a une antenne porte de Paris, a pratiquement doublé son site avec les travaux conduits en 2015.

### Justice, sécurité, secours et défense
Le taux de criminalité de la circonscription de police de Saint-Denis (incluant L'Île-Saint-Denis) (crimes et délits, chiffres 2005) est de 150,71 actes pour 1 000 habitants ce qui est très largement supérieur aux moyennes nationales (83/1 000) et départementales (95,67/1000) et avec un taux de résolution des affaires par les services de police de 19,82 %, le plus bas du département.
En 2014, le nombre de crimes de la circonscription de police de Saint-Denis est de 14 437 pour environ 110 000 habitants,.
Le centre-ville, le quartier de la Basilique et la ZAC Landy Nord sont classés depuis 2012 en zone de sécurité prioritaire, avec renforcement des effectifs de la police nationale. En effet, la commune « souffre plus
que d’autres d’une insécurité quotidienne et d’une délinquance enracinée » et « connaît depuis quelques années une dégradation importante de ses conditions de sécurité », ce qui a été identifié comme tel par le Ministère de l'Intérieur du Gouvernement Jean-Marc Ayrault, permettant ainsi à ce territoire de bénéficier de policiers supplémentaires.

## Population et société

### Démographie

#### Évolution démographique
L'évolution du nombre d'habitants est connue à travers les recensements de la population effectués dans la commune depuis 1793. Pour les communes de plus de 10 000 habitants les recensements ont lieu chaque année à la suite d'une enquête par sondage auprès d'un échantillon d'adresses représentant 8 % de leurs logements, contrairement aux autres communes qui ont un recensement réel tous les cinq ans,.

En 2022, la commune comptait 148 907 habitants, en évolution de +33,72 % par rapport à 2016 (Seine-Saint-Denis : +4,67 %, France hors Mayotte : +2,11 %).
| 1793  | 1800  | 1806  | 1821  | 1831  | 1836  | 1841   | 1846   | 1851   |
| ----- | ----- | ----- | ----- | ----- | ----- | ------ | ------ | ------ |
| 5 642 | 3 955 | 3 892 | 5 569 | 9 618 | 9 332 | 10 338 | 10 597 | 13 688 |

| 1856   | 1861   | 1866   | 1872   | 1876   | 1881   | 1886   | 1891   | 1896   |
| ------ | ------ | ------ | ------ | ------ | ------ | ------ | ------ | ------ |
| 15 930 | 22 052 | 26 117 | 31 983 | 34 908 | 43 895 | 48 009 | 50 992 | 54 432 |

| 1901   | 1906   | 1911   | 1921   | 1926   | 1931   | 1936   | 1946   | 1954   |
| ------ | ------ | ------ | ------ | ------ | ------ | ------ | ------ | ------ |
| 60 808 | 64 790 | 71 759 | 76 358 | 79 872 | 82 412 | 78 401 | 69 939 | 80 705 |

| 1962   | 1968   | 1975   | 1982   | 1990   | 1999   | 2006   | 2011    | 2016    |
| ------ | ------ | ------ | ------ | ------ | ------ | ------ | ------- | ------- |
| 94 264 | 99 268 | 96 132 | 90 829 | 89 988 | 85 832 | 97 875 | 107 762 | 111 354 |

| 2021    | 2022    | - | - | - | - | - | - | - |
| ------- | ------- | - | - | - | - | - | - | - |
| 113 942 | 148 907 | - | - | - | - | - | - | - |

Dans la foulée du réaménagement de la Plaine Saint-Denis, la ville a connu une nette progression du nombre d'habitants : 85 832 en 1999, 107 762 en 2011, soit 1,94 % de taux de croissance moyen annuel au cours de la période, ce qui en fait la troisième ville d'Île-de-France, après Paris et Boulogne-Billancourt mais devant Argenteuil et Montreuil.
Saint-Denis est l'une des communes ayant eu la plus forte croissance démographique d'Île-de-France depuis 1999, avec près de 22 000 habitants supplémentaires en douze ans (+ 25,5 %). C'est, en volume, celle qui a le plus contribué l'accroissement de la population francilienne aussi bien entre 1999 et 2006 qu'entre 2006 et 2011, après Paris. Il s'agit d'une nette inversion de tendance puisque la commune avait perdu 13 400 habitants entre 1968 et 1999, soit 13,5 % de sa population. Cette croissance est à mettre au compte de la rénovation de l'ancien quartier industriel de la Plaine-Saint-Denis qui, outre l'arrivée de nombreux bureaux et équipements d'envergure, accueille de nouveaux logements.

#### Pyramide des âges
La population de la commune est relativement jeune. En 2021, le taux de personnes d'un âge inférieur à 30 ans s'élève à 44,8 %, soit un taux supérieur à la moyenne départementale (42,4 %). Le taux de personnes d'un âge supérieur à 60 ans (14,5 %) est inférieur au taux départemental (17 %).
En 2021, la commune comptait 58 100 hommes pour 55 842 femmes, soit un taux de 50,99 % d'hommes, supérieur au taux départemental (49,43 %).
Les pyramides des âges de la commune et du département s'établissent comme suit :
| Hommes | Classe d’âge | Femmes |
| ------ | ------------ | ------ |
| 0,3    | 90 ou +      | 0,7    |
| 3,3    | 75-89 ans    | 3,9    |
| 10,4   | 60-74 ans    | 10,4   |
| 17,7   | 45-59 ans    | 17     |
| 23,9   | 30-44 ans    | 23     |
| 22,7   | 15-29 ans    | 23,4   |
| 21,8   | 0-14 ans     | 21,6   |

| Hommes | Classe d’âge | Femmes |
| ------ | ------------ | ------ |
| 0,3    | 90 ou +      | 0,9    |
| 3,9    | 75-89 ans    | 5,2    |
| 11,5   | 60-74 ans    | 12,1   |
| 18,7   | 45-59 ans    | 18,1   |
| 22,2   | 30-44 ans    | 22,3   |
| 20,6   | 15-29 ans    | 20,1   |
| 22,8   | 0-14 ans     | 21,4   |

#### Immigration
En 2021, la ville de Saint-Denis comptait 43 173 immigrés sur une population totale de 113 942 habitants soit 37,89  %. Elle comptait 35 194 étrangers soit 30,89 % (dont 4,98 % nés en Europe et 25,91 % nés hors d'Europe).
Entre 1975 et 2015, la proportion des jeunes de moins de 18 ans immigrés d'origine extra-européenne ou vivant avec au moins un parent immigré d’origine extra-européenne est passée de 15 % à 67 %. Les petits-enfants d'immigrés ne sont pas pris en compte.

### Manifestations culturelles et festivités
Chaque année le festival de musique classique, contemporaine et de chant est organisé en juin. Les concerts sont donnés dans la basilique Saint-Denis et à la Maison d'éducation de la Légion d'honneur.
La mairie organise chaque année au printemps la Fête des Tulipes, qui réunit des dizaines de milliers de personnes dans le parc de la Légion d'honneur. Son affluence record est estimée entre 50 000 et 60 000 personnes, pour comparaison, cela représente 45 à 55 % de la population dionysienne.
- La Fête de la ville a lieu fin septembre ou début octobre
- Les Journées Cinématographiques Dionysiennes, avec le Prix Michel-Simon, au cinéma L'Écran en février.
- Festival Métis, vers mars.

### Sports et loisirs

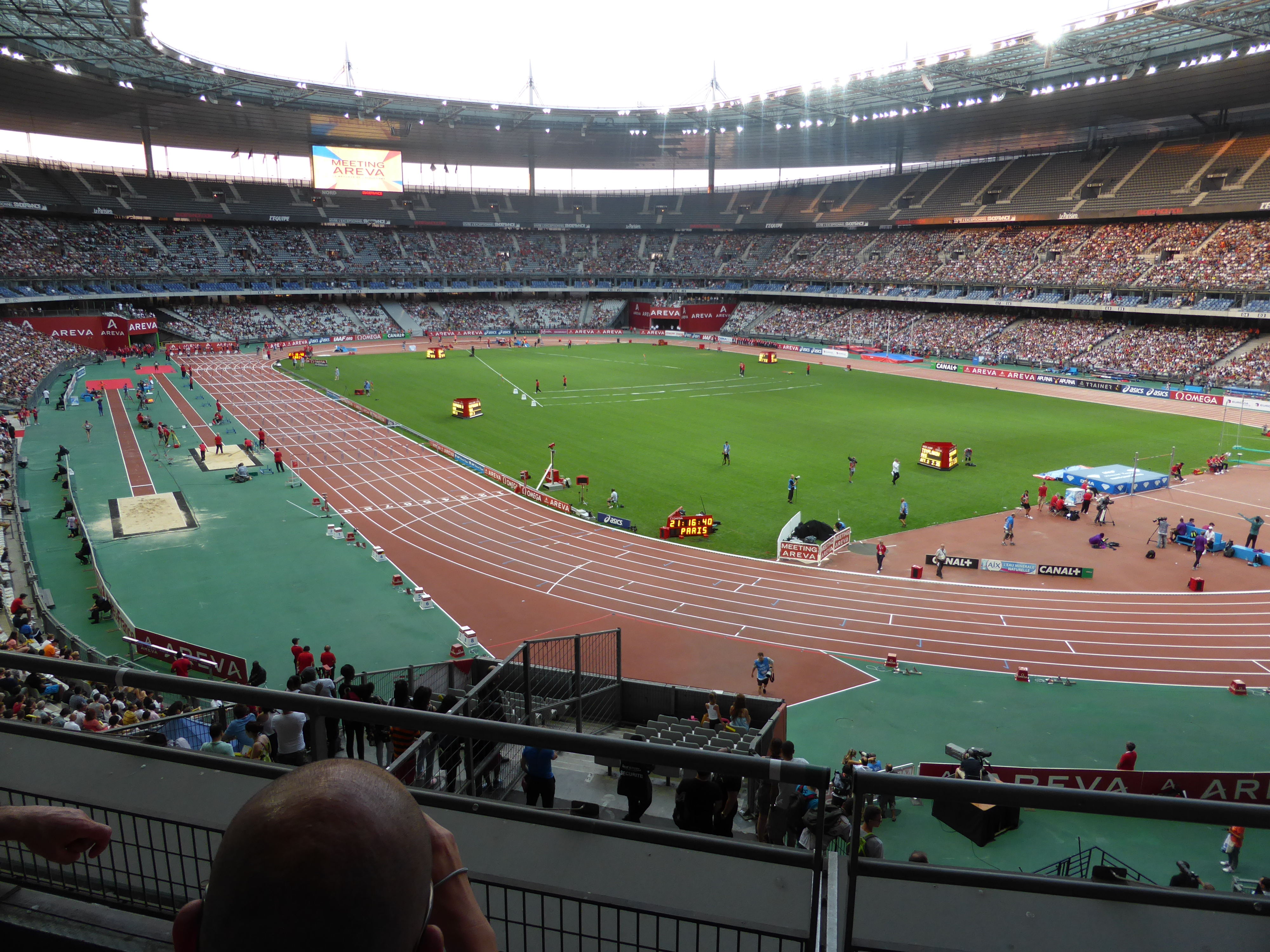
Le Stade de France lors du meeting Areva d'athlétisme en 2015.

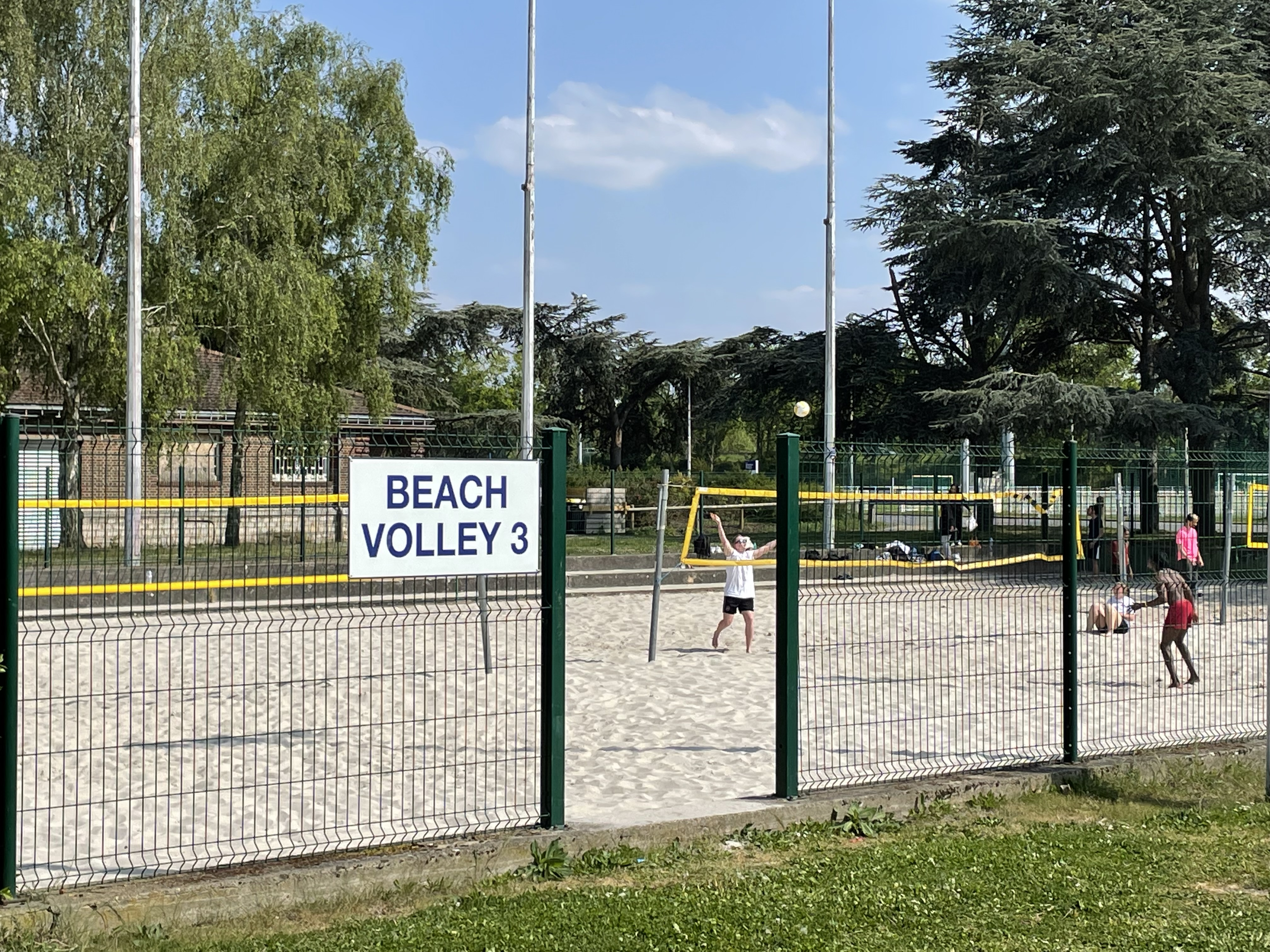
Terrains de beach-volley au parc des sports de Marville.

Le Stade de France accueille de grandes compétitions de football et de rugby dont les matchs de l'équipe de France de football, la finale de la Coupe de France de football des matchs de l'équipe de France de rugby lors du Tournoi des Six Nations et de certains test matchs, les finales du Top 14. Jusqu'en 2016 le stade accueillait le Meeting de Paris, premier meeting d'athlétisme au monde par son affluence. Divers événements ou concerts ont également lieu dans cette enceinte.
Parmi les grands événements accueillis au Stade de France figure sa compétition inaugurale, la coupe du monde de football 1998, mais aussi le Championnat d'Europe de football 2016, les finales de la Ligue des champions de football en 2000, 2006 et 2022, les championnats du monde d'athlétisme 2003, la Coupe du monde de rugby à XV en 2007 et en 2023 ; la finale de la H cup 2010. Le Stade de France et le Centre aquatique olympique ont été des sites majeurs des Jeux olympiques et paralympiques de 2024.
Le Parc des sports de Marville situé à cheval sur Saint-Denis et La Courneuve est un espace multi-sport de 33 hectares où se trouvent notamment un centre nautique et le centre d'entraînement du Red Star FC. Le parc des sports Auguste-Delaune, rénové avant les JOP de 2024, et le vélodrome de Saint-Denis se situent au nord de la ville. La commune dispose également d'une piscine ouverte en 1996, la Baleine, qui prend la suite d'une première piscine créée dans les années 1930. L'année 2025 doit voir l'ouverture au public du centre aquatique olympique.
Coorganisé par la Ville et le club de Saint-Denis Émotion, le semi-marathon « la Voie royale » est complété depuis 2024 par un marathon.
La ville compte deux clubs omnisports, le Saint-Denis Union Sports et l'Avant-Garde de Saint-Denis.

### Médias
Le quotidien régional Le Parisien édite une édition départementale.
La radio et la télévision publiques sont représentées localement par France Bleu Ile-de-France et France 3 Ile-de-France-Centre. Le Bondy Blog traite également de l'actualité de la Seine-Saint-Denis.

### Cultes

#### Culte catholique
Le territoire de la commune est situé au sein du diocèse de Saint-Denis, les lieux de culte dépendent de quatre paroisses : « Cathédrale-basilique », « Saint-Denys-de-l'Estrée », « Sainte-Jeanne-d'Arc de la Mutualité » et « Sainte-Geneviève de La Plaine ».
Les fidèles disposent de : 

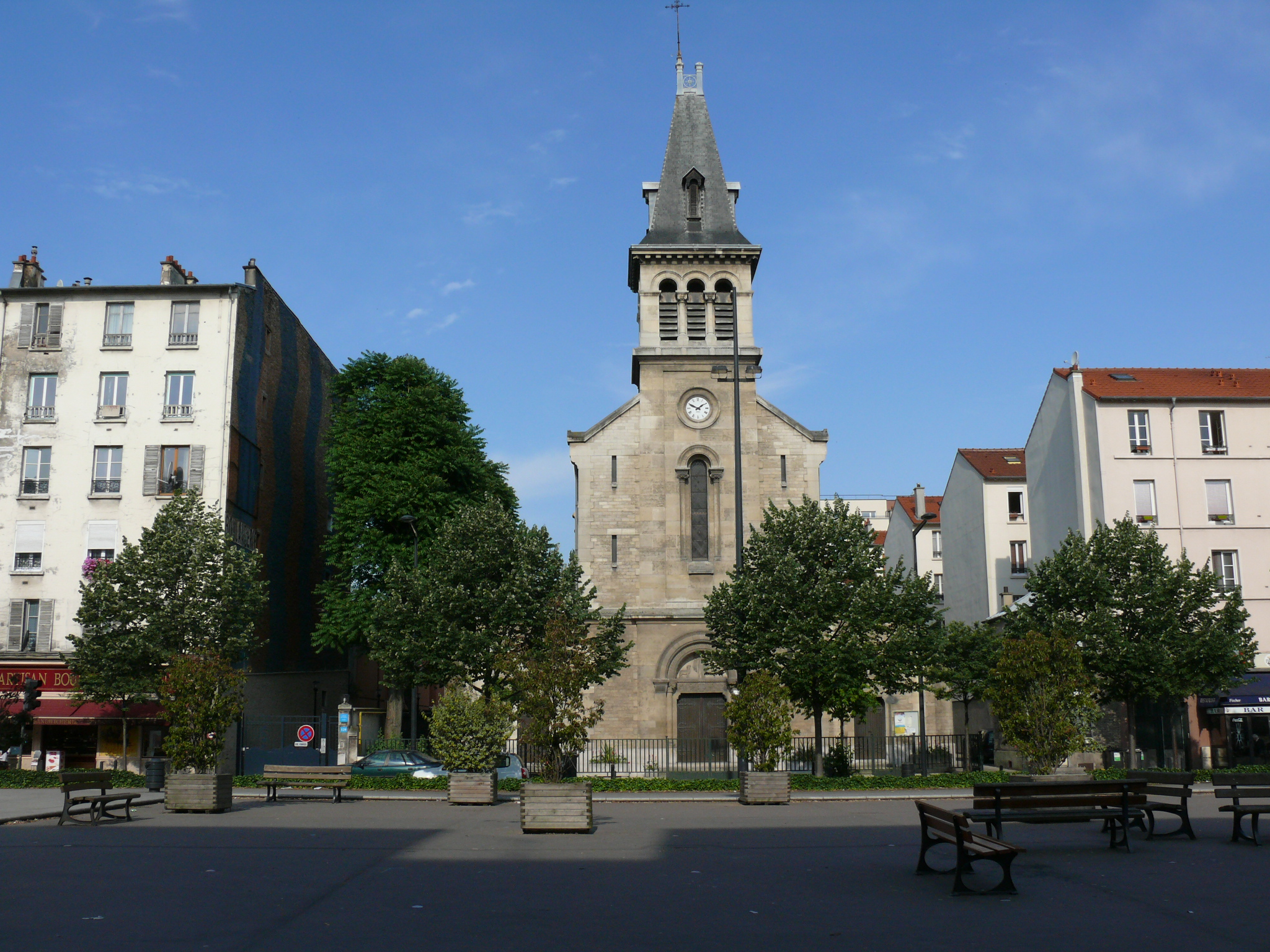
L'église Sainte-Geneviève dans le quartier de La Plaine Saint-Denis.

- La basilique Saint-Denis, rue de la Légion-d'Honneur.
- L'église Saint-Denys-de-l'Estrée, boulevard Jules-Guesde.
- L'église Saint-Paul-de-la-Plaine, rue du Landy.
- L'église Sainte-Geneviève, avenue du Président-Wilson.
- L'église Sainte-Jeanne d'Arc, rue Clovis-Hugues.
- La chapelle des Petites Sœurs des Pauvres, rue Gaston-Philippe.

La chapelle de l'ancienne abbaye de Saint-Denis est incluse dans maison d'éducation de la Légion d'honneur, rue de la Légion d'Honneur.
La chapelle des Carmélites et l'ancienne église des trois patrons ont été désacralisées. La première est un des édifices du musée d'Art et d'Histoire Paul-Éluard, la seconde a été intégrée dans le centre administratif de la mairie.

#### Culte juif

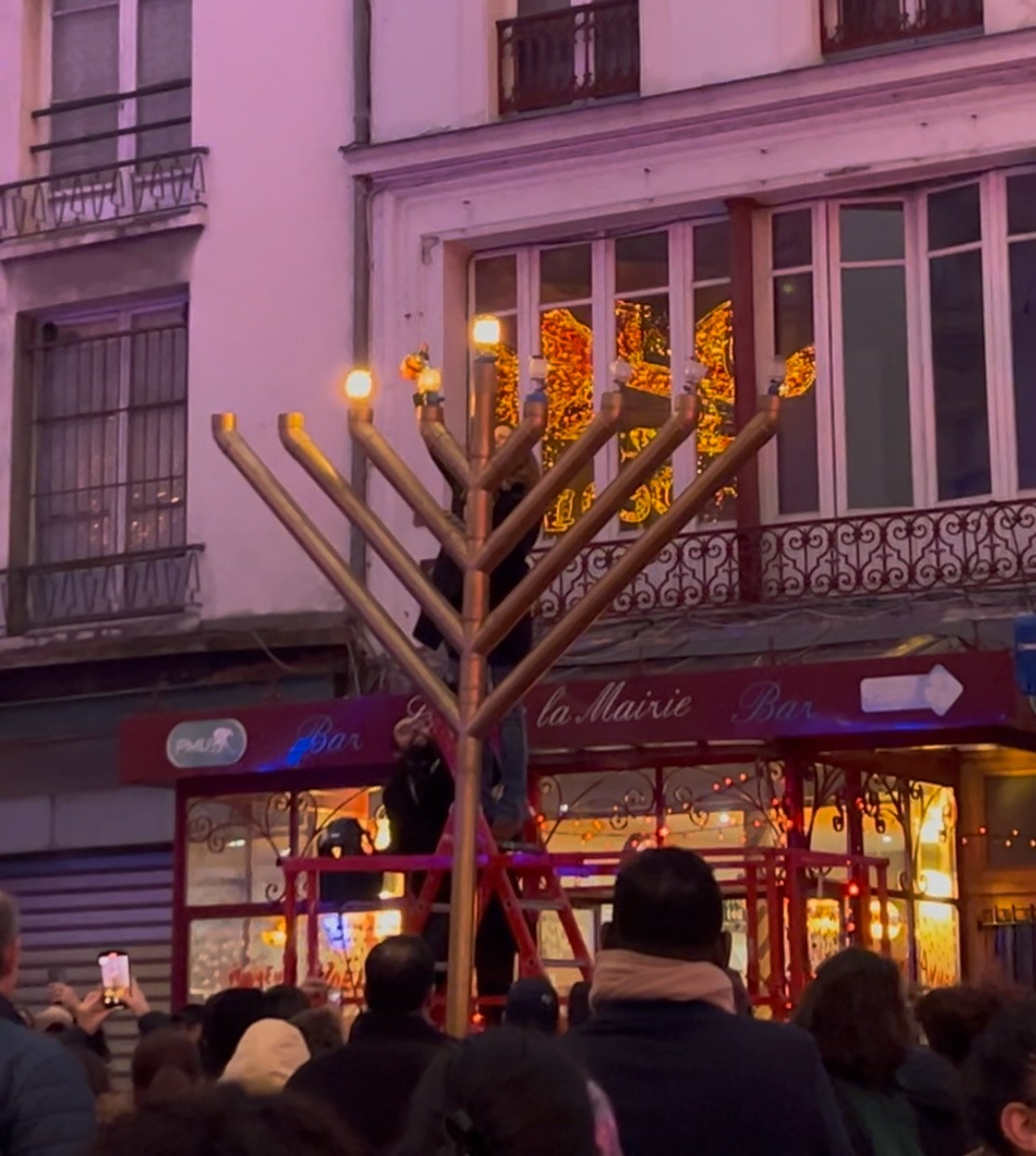
Allumage du chandelier de Hanoucca en décembre 2024.

Trois synagogues ont été bâties à Saint-Denis :
- la synagogue Ohalei Yaacov au centre communautaire Ohr Menahem, rue Émile-Connoy ;
- la synagogue Beth Yehouda, 47 rue Marcel Sembat, qui héberge Association cultuelle israélite de Saint-Denis ;
- la synagogue du 51 rue Marcel Sembat (désaffectée).

#### Culte musulman
La communauté musulmane dispose en 2020 de cinq lieux de culte. : mosquée Taqwa, mosquée Bilal, foyer, rue du Général-Joinville, Foyer africain et mosquée Et-tawhid. Depuis 2019 a ouvert la Grande mosquée de Saint-Denis de l'association Amal, rue Henri Barbusse.

#### Culte protestant
Les communautés évangéliques regroupées au sein du Conseil national des évangéliques de France disposent de neuf lieux de culte
. Les communautés de l'Église réformée de France et de l'Église évangélique luthérienne de France regroupées au sein de l’Église protestante unie de France disposent d'un temple, successeur du lieu de culte construit pour les gardes suisses de l'Ancien Régime installés dans l'ancienne caserne des Suisses.
Les principaux lieux de culte sont : 
- Église luthérienne, rue des chaumettes.
- Église évangélique baptiste, villa des Joncherolles.
- Église évangélique pentecôtiste, rue de la Briche.
- Église évangélique arche de paix, rue de la Briche.
- Église protestante évangélique, avenue du Président-Wilson.

#### Culte millénariste
- Salle du royaume des témoins de Jéhovah, avenue de Stalingrad.

#### Autres
L'église de Scientologie a acquis en 2019, l'ancien bâtiment de la société Samsung, à l'angle de l'avenue du Président-Wilson et de la rue des Bretons,.

## Économie

### Revenus de la population et fiscalité
En 2010, le revenu fiscal médian par ménage était de 21 996 €, ce qui plaçait Saint-Denis au 27 976e rang parmi les 31 525 communes de plus de 39 ménages en métropole.

### Emploi et entreprises
De 1975 à 1995, Saint-Denis connaît une grande crise industrielle sur le quartier de la Plaine Saint-Denis. Le développement des studios audiovisuels - le territoire est principal centre national de production audiovisuel, ne peut compenser cette hémorragie. Une prise de conscience intercommunale conduit à la création de Plaine Commune, qui est alors très fortement dynamisée par la construction du stade de France, dont les travaux débutent le 2 mai 1995.
Depuis les années 2000, l'installation de nouvelles entreprises tertiaires, notamment autour du Stade de France, se traduit par une forte augmentation de l'emploi. Au 1er janvier 2015, il existe ainsi environ 84 500 emplois publics et privés dans la commune – contre 49 000 en 1999, soit une augmentation de 72,4 % –, ce qui correspond au niveau qui avait été atteint au plus fort de la période industrielle.
En 10 ans, Saint-Denis compte 462 entreprises de plus (+ 23 %), dont de nombreux établissements de services (SNCF, Afnor, Generali, Arcelor, BNP Paribas, Veolia, SFR, etc.), dont un fort nombre d'établissements de santé (ANSM, l'Agence de la biomédecine, Haute Autorité de santé, Établissement français du sang, etc.). Cependant, les travailleurs du site sont souvent des salariés provenant d'autres zones (seulement 25,9 % des actifs habitant à Saint-Denis travaillent dans la ville en 2010) et le taux de chômage des Dionysiens reste très fort (22,7 % en 2017, 8 100 allocataires du RSA en juin 2013).

### Entreprises présentes dans la commune
(décembre 2023).
Sont également présentes :
- le siège national de la SNCF, celui de SNCF Réseau et de SNCF Voyageurs.

- la Société du Grand Paris, siège[208]
- Generali
- Siemens
- Veepee (ex-Vente-privee.com)
- Orange

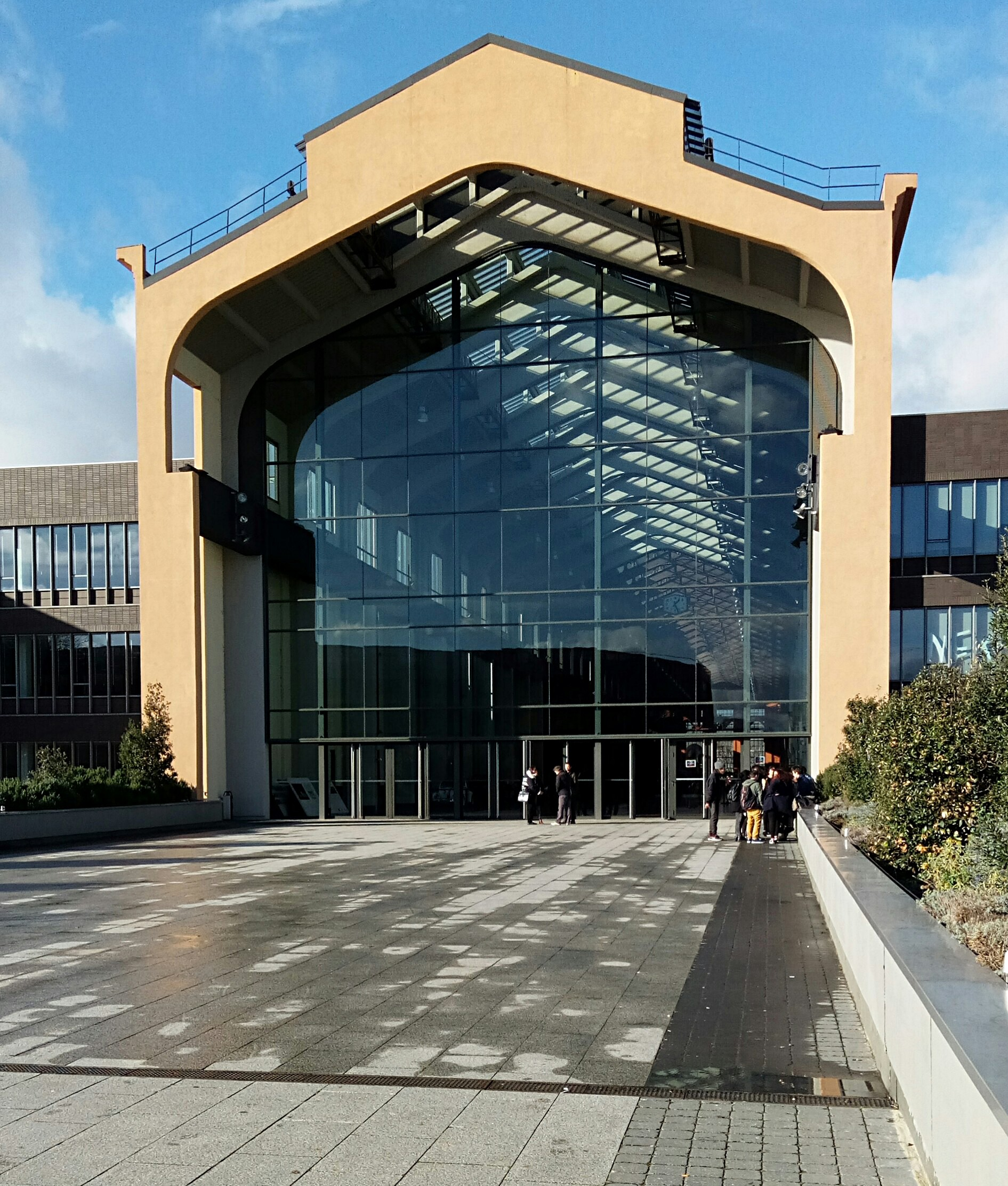
Vue de l'entrée principale de la Cité du cinéma.

- Cité du cinéma, EuropaCorp[209]. Le groupe de télévision AB a eu son siège et ses studions à La Plaine Saint-Denis. Des studios de télévision sont installés sur le site des Magasins généraux de Paris (à cheval sur Aubervilliers)
- Randstad
- AFNOR
- Stade de France
- magasin Décathlon
- cinéma Gaumont

Évolution des créations d'entreprise
D'après les études de l'INSEE, les entreprises d'ensemble et les entreprises individuelles ont connues une grande évolution de 2012 à 2021 dans la Seine Saint Denis. Une évolution qui s'explique par le développement des activités marchandes hors agriculture. Ainsi, leur développement s'est fait en deux étapes:
- Les entreprises d'ensemble sont passées de 1 117 entreprises en 2012 à 2 932 entreprises en 2021.
- Pour les entreprises individuelles, leur croissance remonte à partir de 2013 après avoir connu une chute en 2012. Partant de 603 entreprises elles ont connu une augmentation de 2 141 entreprises en 2020. Après cette date elles ont chuté en 2021 à la suite des événements du covid-19.

## Culture locale et patrimoine
Le site principal du conservatoire municipal de musique et de danse, qui fait l'objet de travaux de rénovation et d’agrandissement en 2025, se trouve rue Catulienne, complété par le site de la rue Étienne Dolet à Pierrefitte,,.
Candidate pour devenir capitale européenne de la culture en 2028, la ville n'est pas retenue parmi les finalistes.

### Lieux et monuments

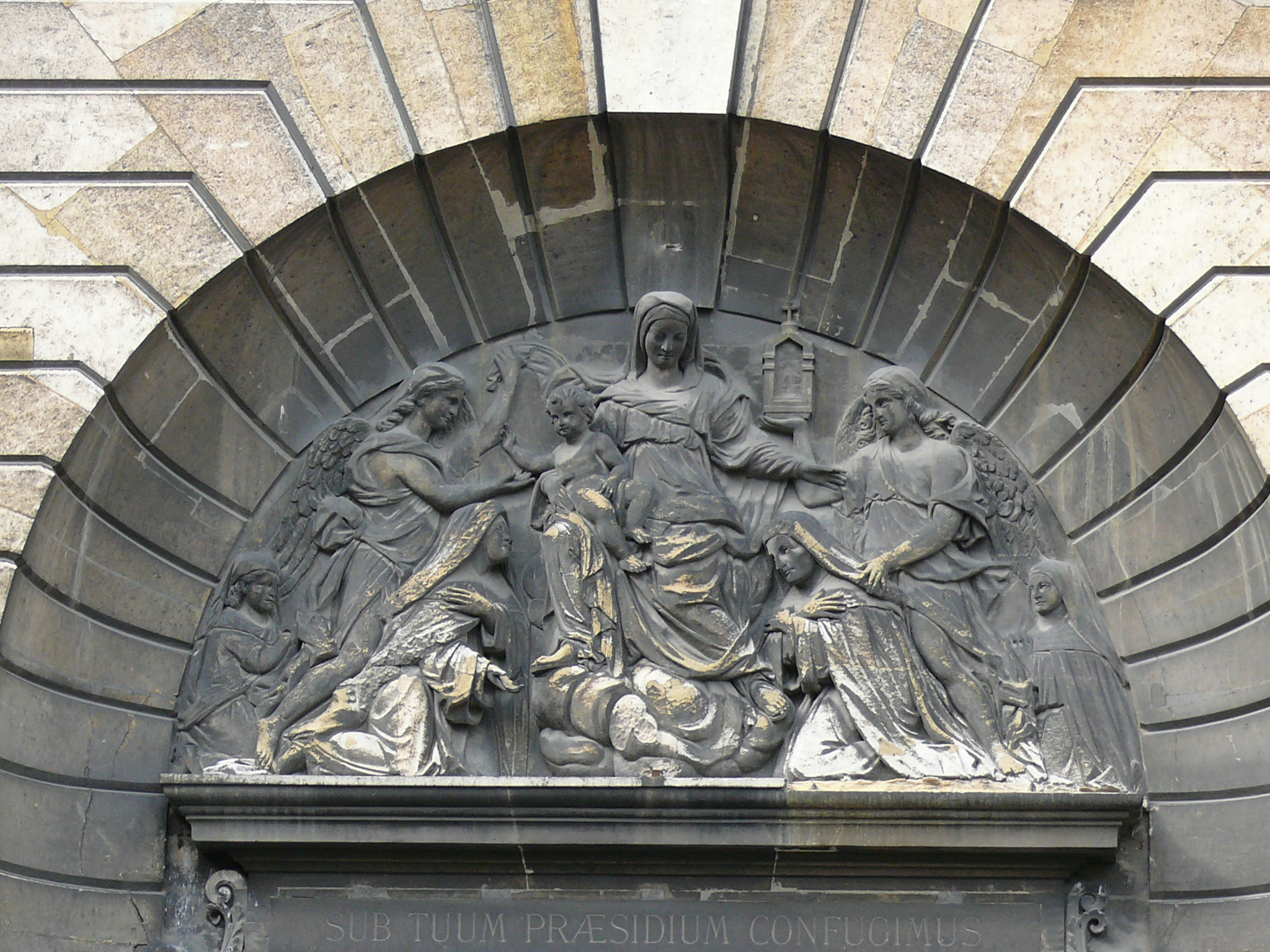
Le tympan du portail de l'ancien couvent des Ursulines
Ce couvent a été construit en 1644, sur des plans attribués à François Mansart pour la congrégation des Ursulines, qui était arrivée à Saint-Denis en 1628.
L'église, trois ailes du cloître et une partie des bâtiments claustraux ayant été démolis à la fin du XIX, ce qui restait de l'ancien monastère fut aménagé en logements et vendu en copropriété.

Au-delà de la basilique Saint-Denis, Saint-Denis compte de nombreux monuments historiques classés ou notoires, tels le stade de France dont les 80 000 places ont accueilli de nombreux concerts et événements sportifs.
- La basilique du XIIe siècle[215], nécropole des rois de France - première église de style gothique au monde, elle est à la fois une église cathédrale, abbatiale et royale.
- La maison d'éducation de la Légion d'honneur, à côté de la basilique, assure l'enseignement des jeunes filles, petites-filles et arrière-petites-filles de personnes décorées de la Légion d'honneur ou de l'ordre du mérite qui le souhaitent. Elle occupe le cloître de l'ancienne Abbaye royale de Saint-Denis[216]. Le parc abrite un petit cimetière privé[217],[218].
- La maison des Masques (ou des mascarons), 46, rue de la Boulangerie, date de la fin des années 1730. Son nom vient des quatre visages sculptés, représentant les saisons, qui surplombent chaque fenêtre de l'étage[219], elle a été entièrement réhabilitée en 2010 et des logements et un commerce y ont été aménagés[220].
- Le portail du couvent des Ursulines, rue des Ursulines, comprenant un splendide tympan orné d'une Vierge à l'Enfant, attribuable à la seconde moitié du XVIIe siècle[221],[222].
- Le Carmel royal de Saint-Denis, qui abrite le Musée d'Art et d'Histoire Paul-Éluard de la ville[223].
- Maison des Arbalétriers[224],[225], ancien séchoir de la manufacture de toiles peintes de Rodolphe Ebinger construit pendant la Révolution.
- L'église Saint-Denys-de-l'Estrée[226], sur le boulevard Jules-Guesde, construite entre 1864 et 1866 sur des plans de l'architecte Eugène-Emmanuel Viollet-le-Duc[227].
- L'église Saint-Paul-de-la-Plaine.
- L'église Sainte-Geneviève-de-la-Plaine.
- L'église Sainte-Jeanne d'Arc de la Mutualité[228].
- L'église des Trois-Patrons.
- Le musée de l'orfèvrerie Bouilhet-Christofle[229],[230] détenant une collection de plus de 2 000 pièces d'orfèvrerie créées par Christofle depuis 1830 est aujourd'hui définitivement fermé.
- La Maison de François Coignet est le premier bâtiment en béton armé de France[231]. En l'absence de tout usage, elle est en ruines.
- Maison de logement des ouvriers de l'usine Coignet[232],[233], construite en 1870 par François Coignet en béton Coignet et dont la réhabilitation s'est achevée en 2016[234]. Elles avaient pour but de créer un lien avec les activités de production de l'entreprise et de montrer les préoccupations sociales de son directeur. Au-dessus des fenêtres et en encadrement de porte cochère, des décorations florales en béton moulé ont été réalisées.
- L'ancien siège de L'Humanité, conçu par l'architecte brésilien Oscar Niemeyer à proximité de la basilique, est remarquable par la plasticité de ses façades ondulantes, par la mise en œuvre du béton et par la place qu'il occupe dans l'architecture contemporaine[235].
- L'îlot no 8 Basilique[236], ensemble de logements sociaux construit dans le cadre de la réhabilitation du centre ville de Saint-Denis sur les plans de l'architecte Renée Gailhoustet entre 1977 et 1986. Cette opération renouvelle l'idée de centre ville et se situe à deux pas de l'hôtel de ville et de la basilique.
- L'ancien dépôt de La Plaine (désaffecté), où était entretenues les locomotives vapeur puis diesel de la SNCF[237].
- Les berges du canal Saint-Denis.
- L'ancienne pharmacie centrale, usine à pans de bois située à la Porte de Paris[238]. Sa cheminée est la seule subsistante dans la partie dionysienne de la Plaine Saint-Denis.
- Le cimetière parisien de La Chapelle.
- Le cimetière de Saint-Denis, où sont enterrés le compositeur Pierre Degeyter et des personnalités de la ville.

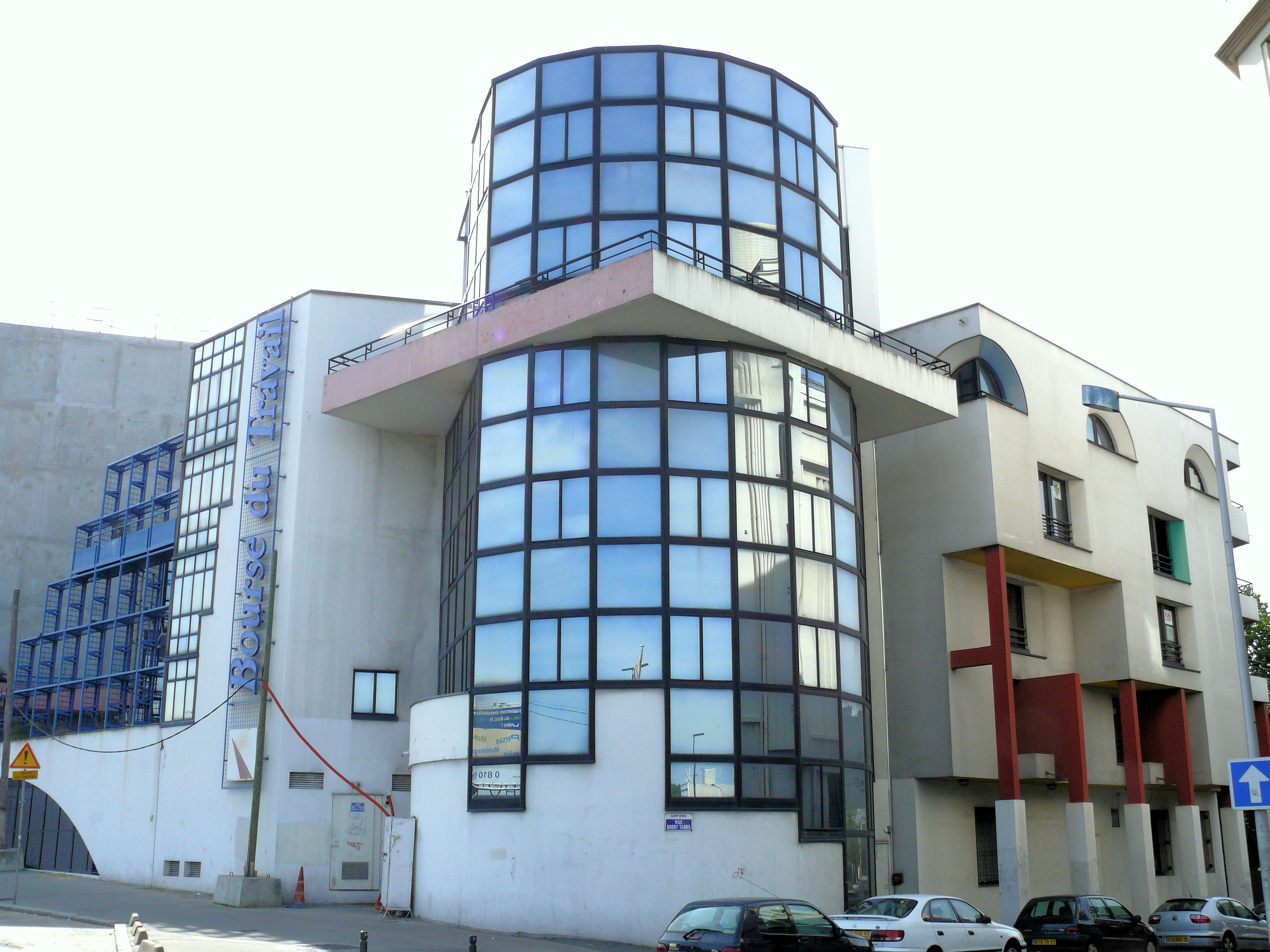
Bourse du travail de Saint-Denis.
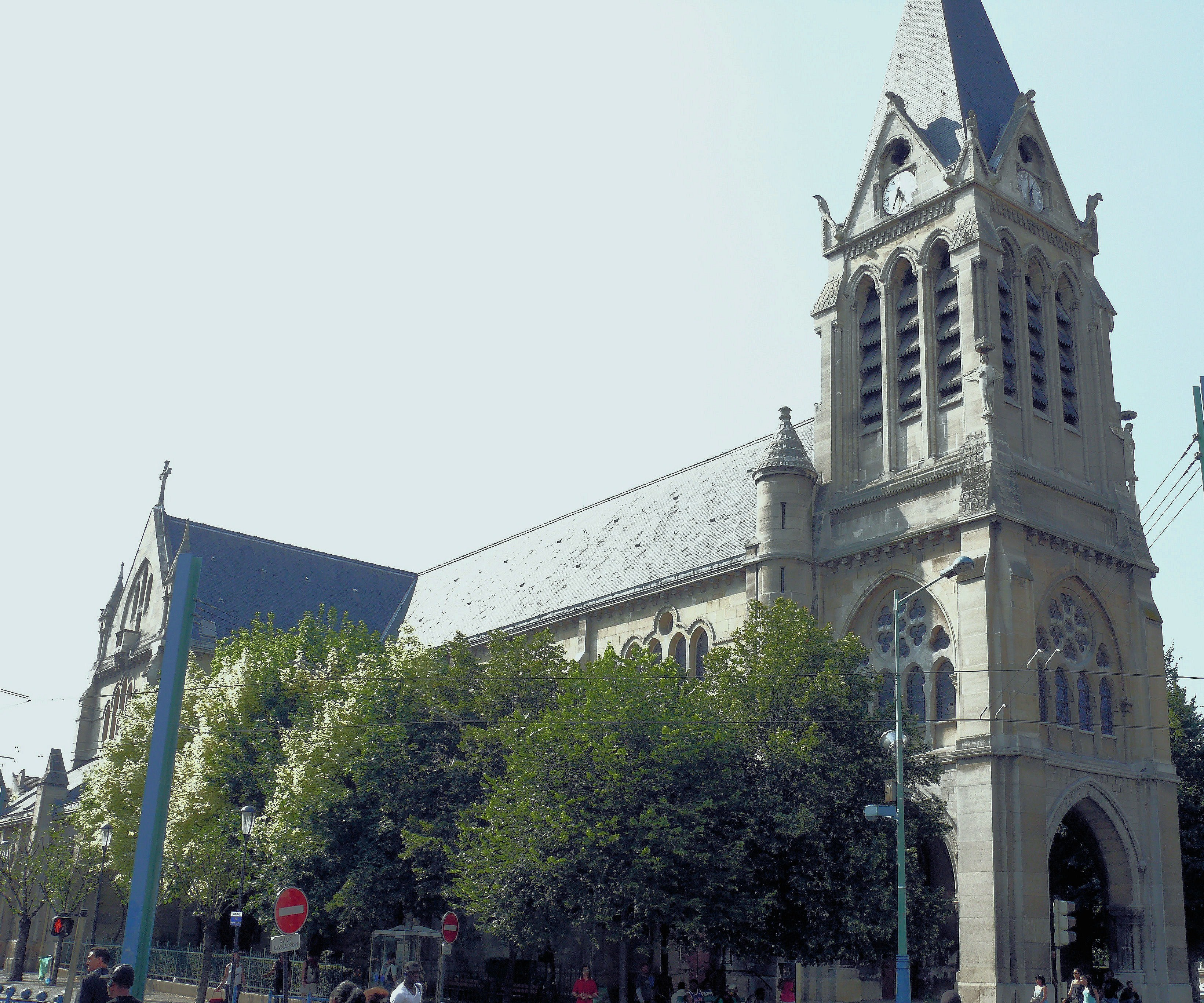
Église Saint-Denys-de-l'Estrée.
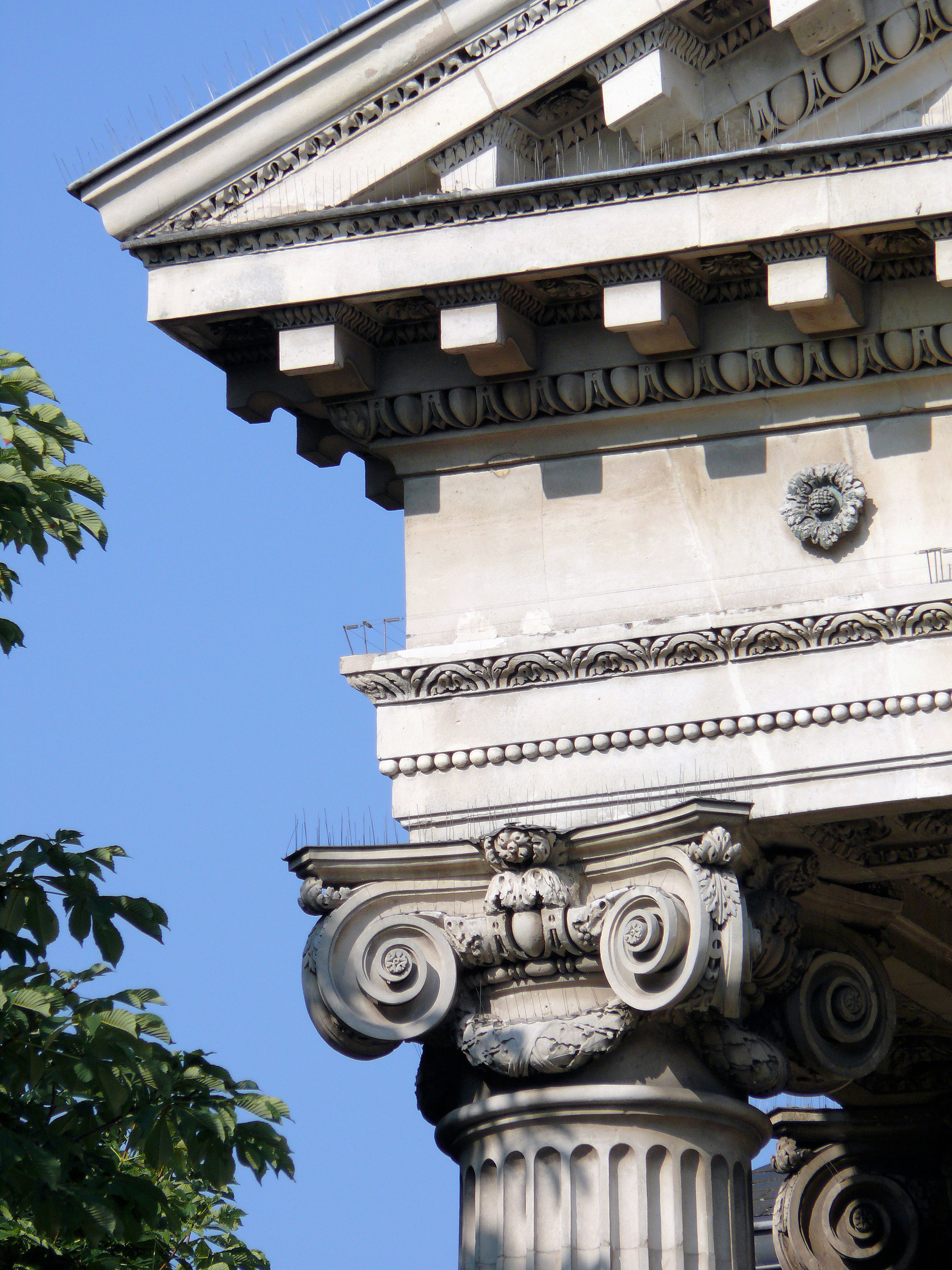
Détail de la chapelle de l'ancien carmel de Saint-Denis.
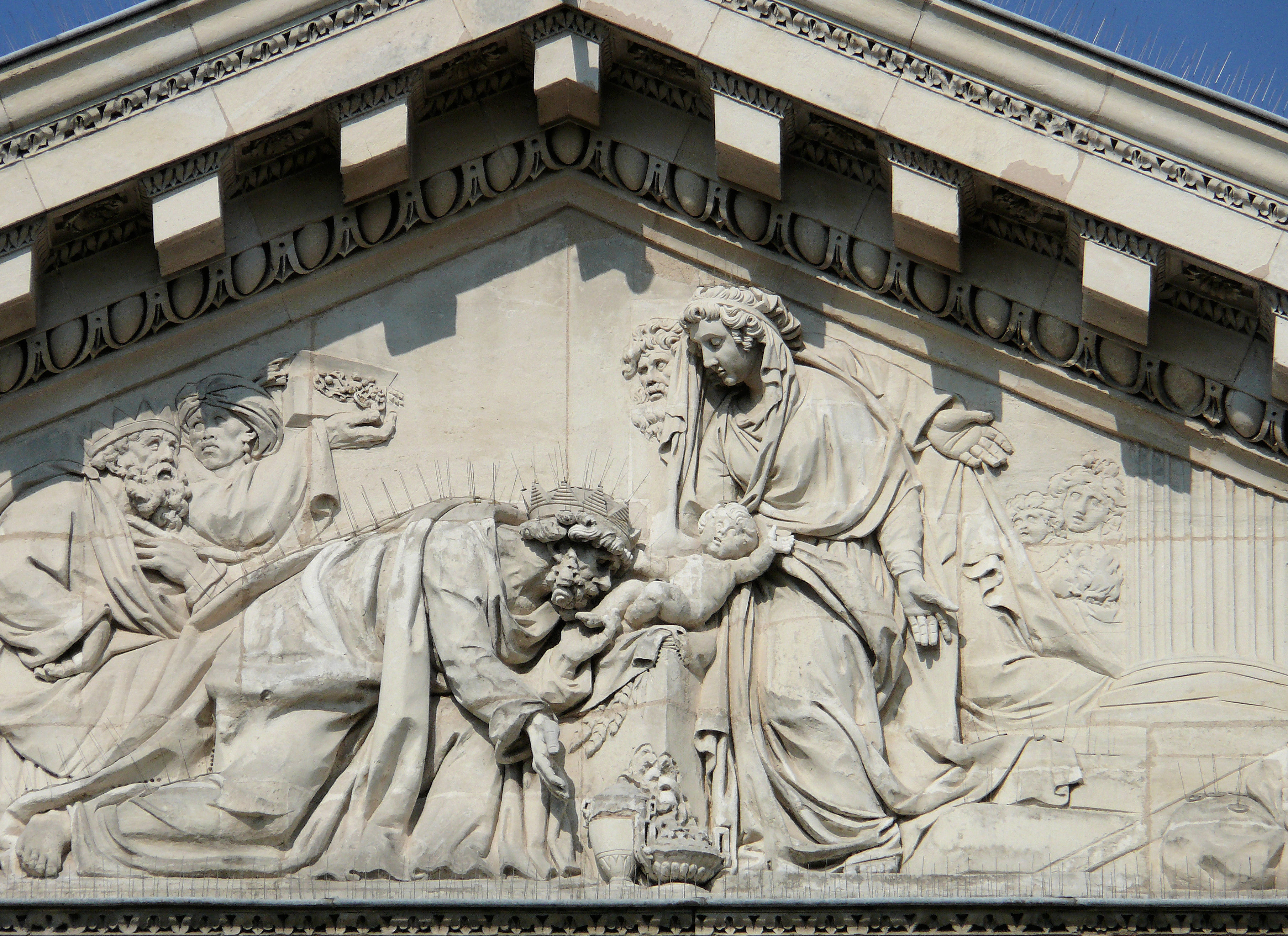
Tympan de la chapelle de l'ancien carmel de Saint-Denis.
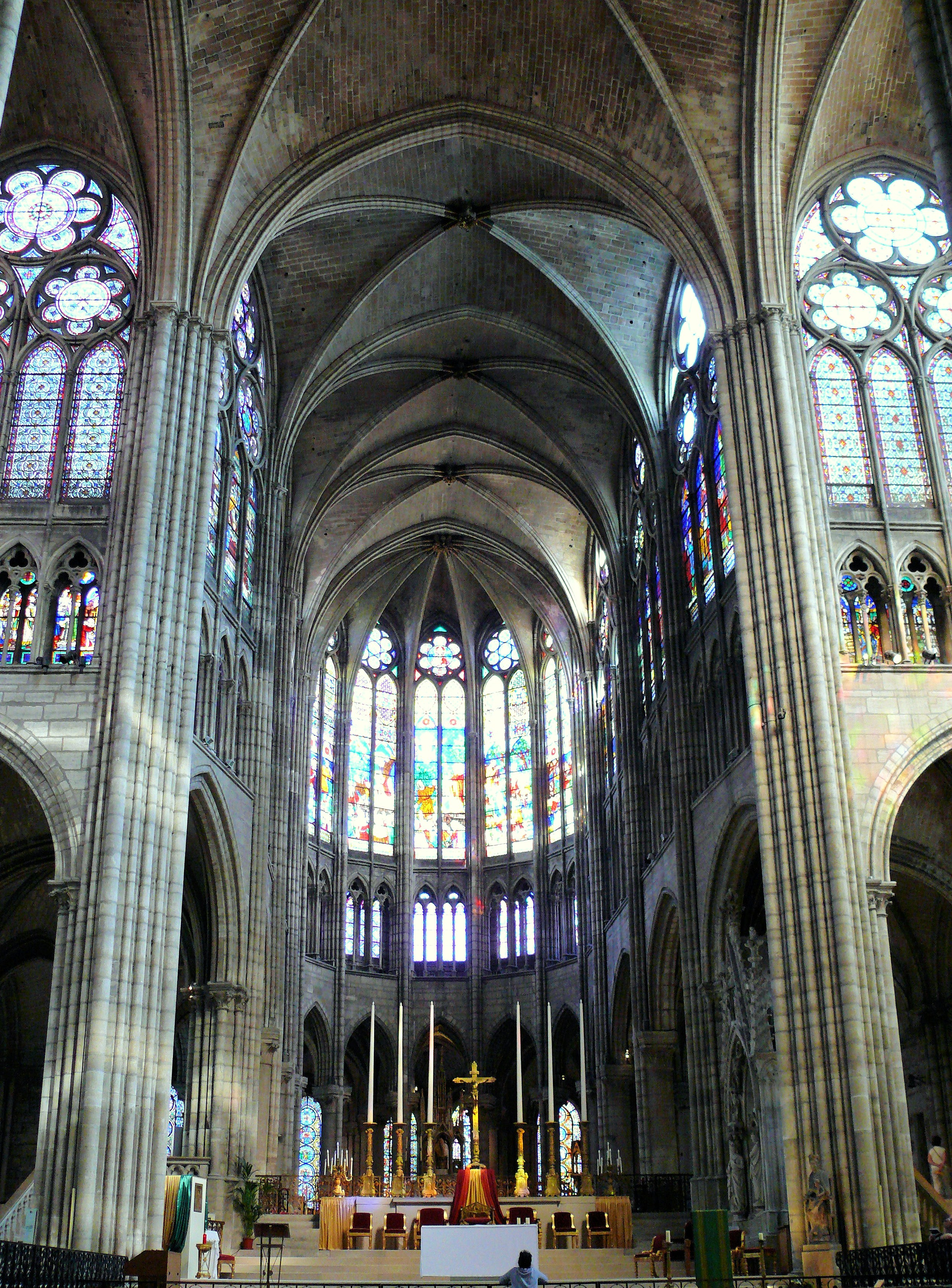
Basilique de Saint-Denis - chœur.
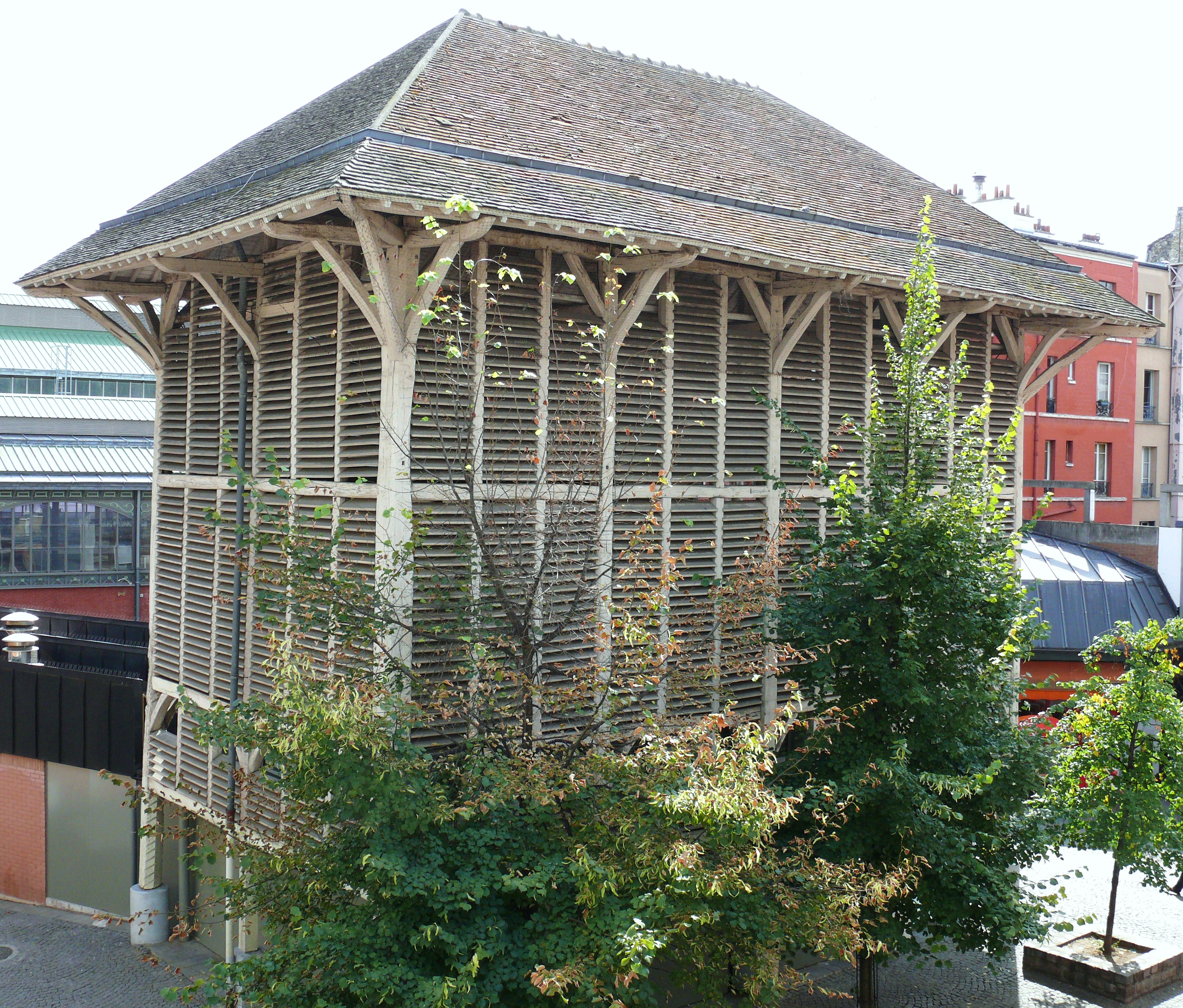
Maison des Arbalétriers.
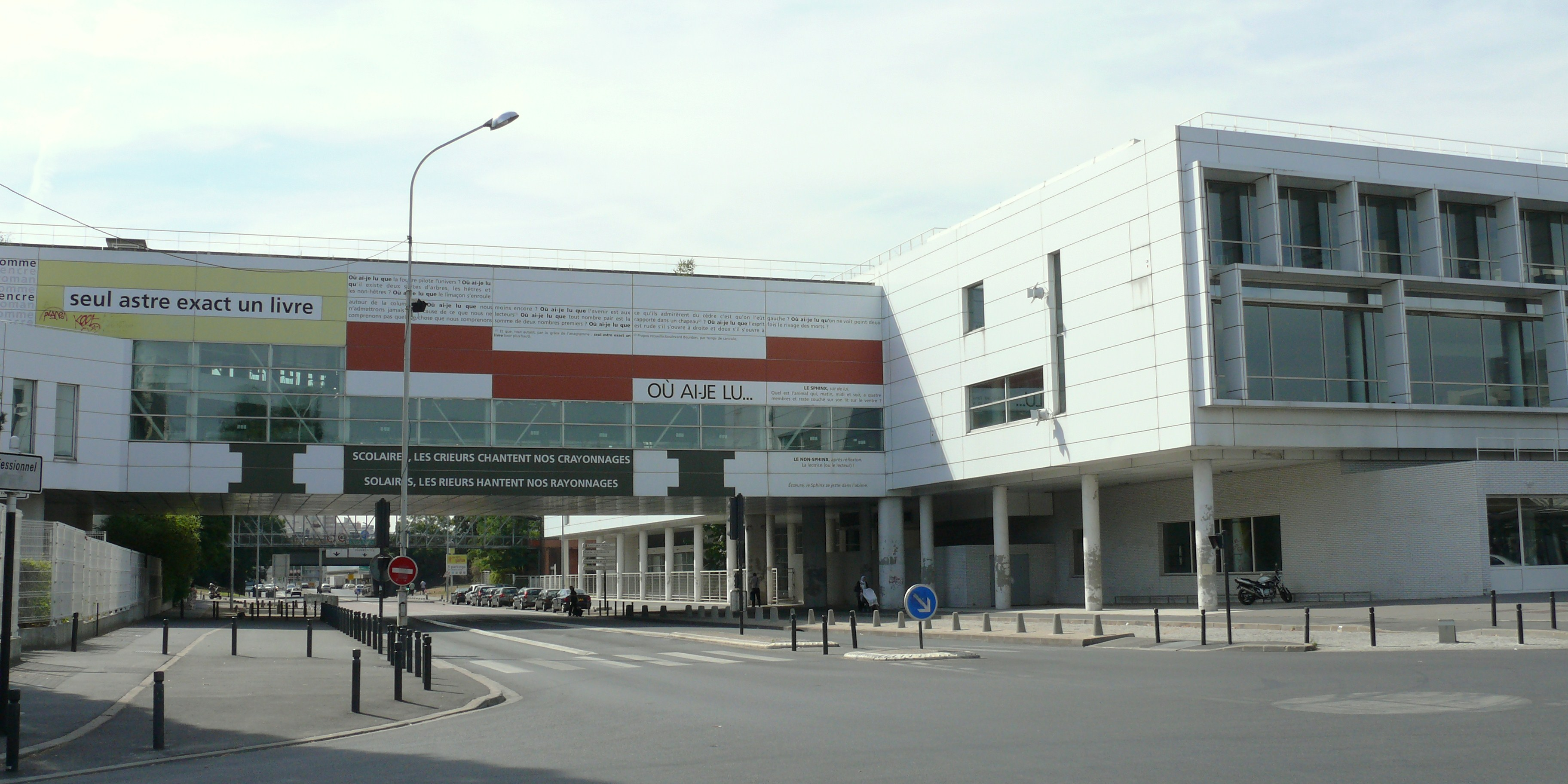
Bibliothèque de l'Université Paris VIII.
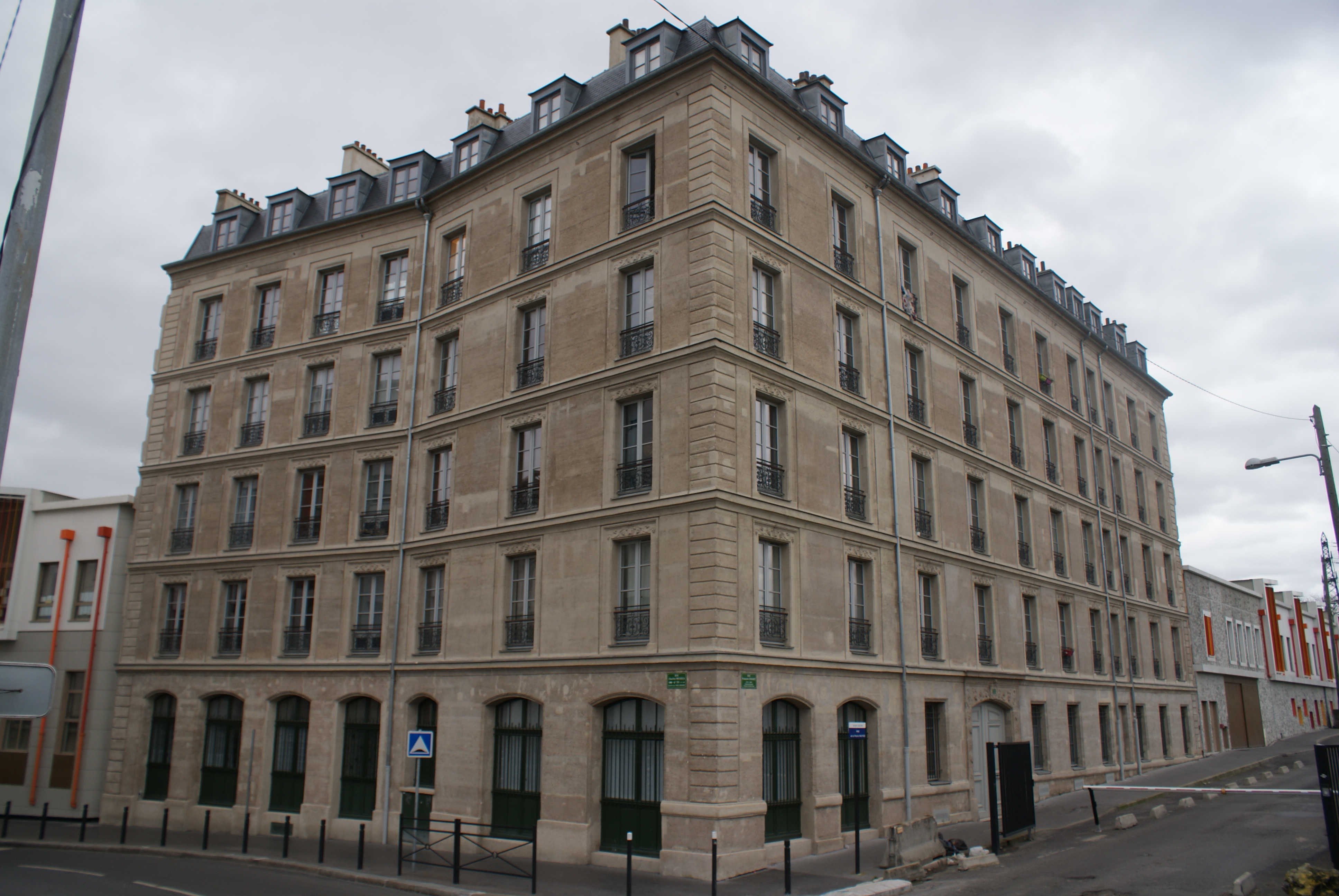
Maison de logement des ouvriers de l'usine Coignet (1870).
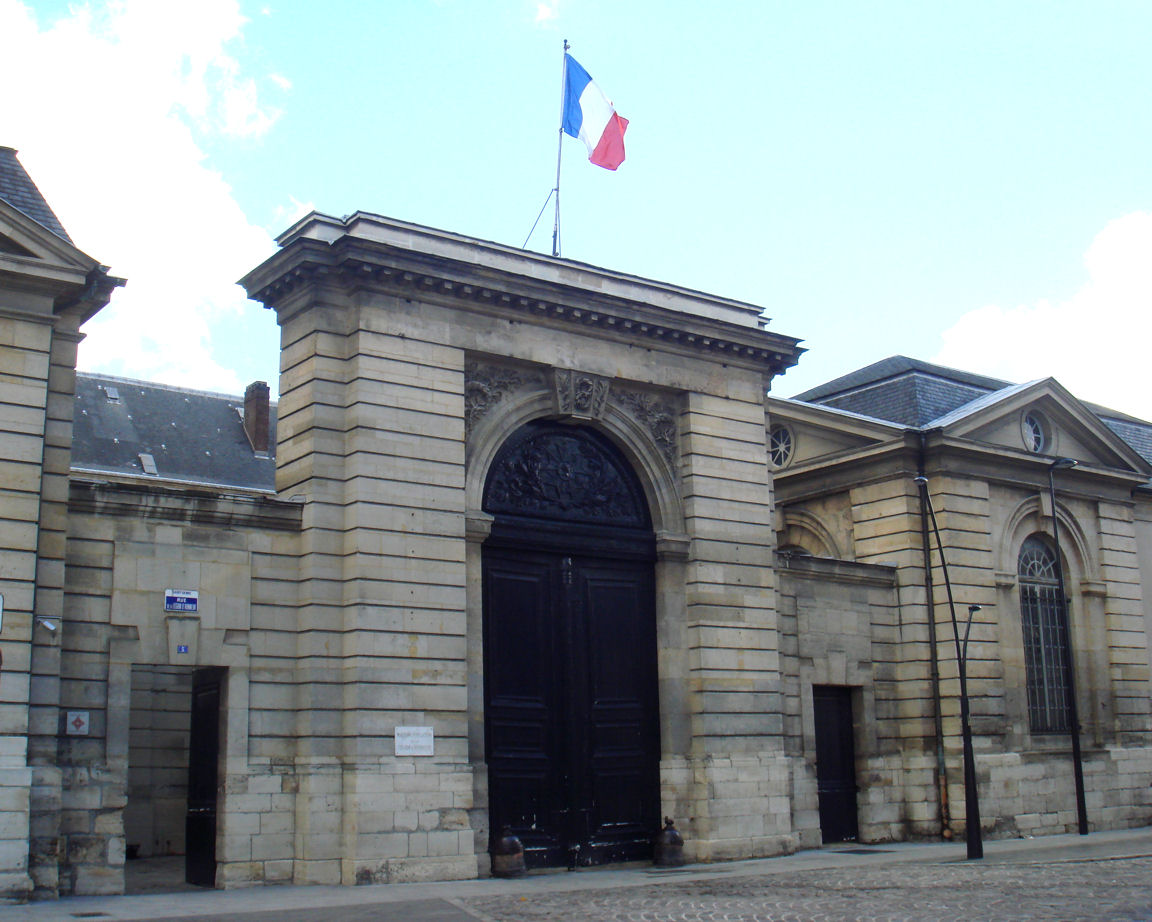
Le portail de l'abbaye de Saint-Denis, devenue Maison d'éducation de la Légion d'honneur.

### Personnalités liées à la ville

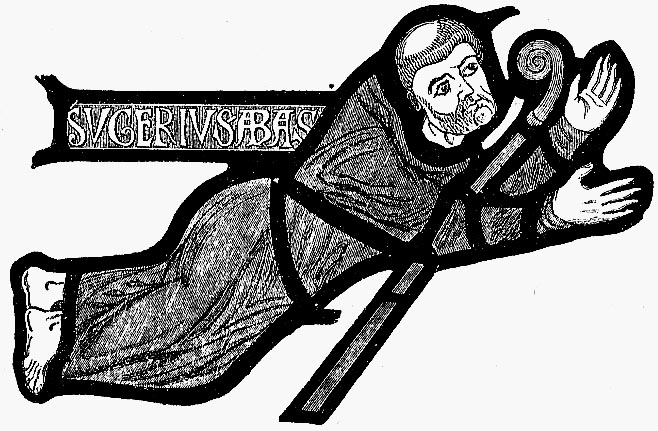
L'abbé Suger, dans un manuscrit ancien.

#### Histoire
- Pierre Abélard (1079-1142), philosophe et théologien.
- Mathieu Béroalde (1520-1576), écrivain, théologien et chronologiste français.
- L'abbé Suger (1080 ou 1081 - 1151), réformateur de l'abbaye de Saint-Denis, un des premiers promoteurs de l'architecture gothique, avec l'archevêque de Sens, Henri Sanglier.
- Louise de France (1737-1787), fille de Louis XV, prieure du carmel de Saint-Denis (aujourd'hui Musée Paul-Éluard) sous le nom de Mère Thérèse de Saint-Augustin.
- Marie-Benoîte-Joséphine Prévost de La Croix (1759-1838) et Julie Madeleine Sophie Forget (1772-1851), surintendantes de la maison d'éducation de la Légion d'honneur de Saint-Denis.
- Marie-Geneviève Meunier, en religion sœur Constance de Jésus (1765-1794), la plus jeune des carmélites de Compiègne guillotinées pendant la Révolution française.
- Frédéric Duval (1876-1916), conservateur de la bibliothèque et des archives de la ville. Son nom est inscrit au Panthéon parmi les 560 écrivains morts au combat pendant la Première Guerre mondiale.

#### Militaires
- Edmé Pierre Louis Marchais (1760-1846), général de brigade, y est décédé.
- Eustache Hubert Passinges (1773-1854), général du Ier Empire y est né.

#### Politique

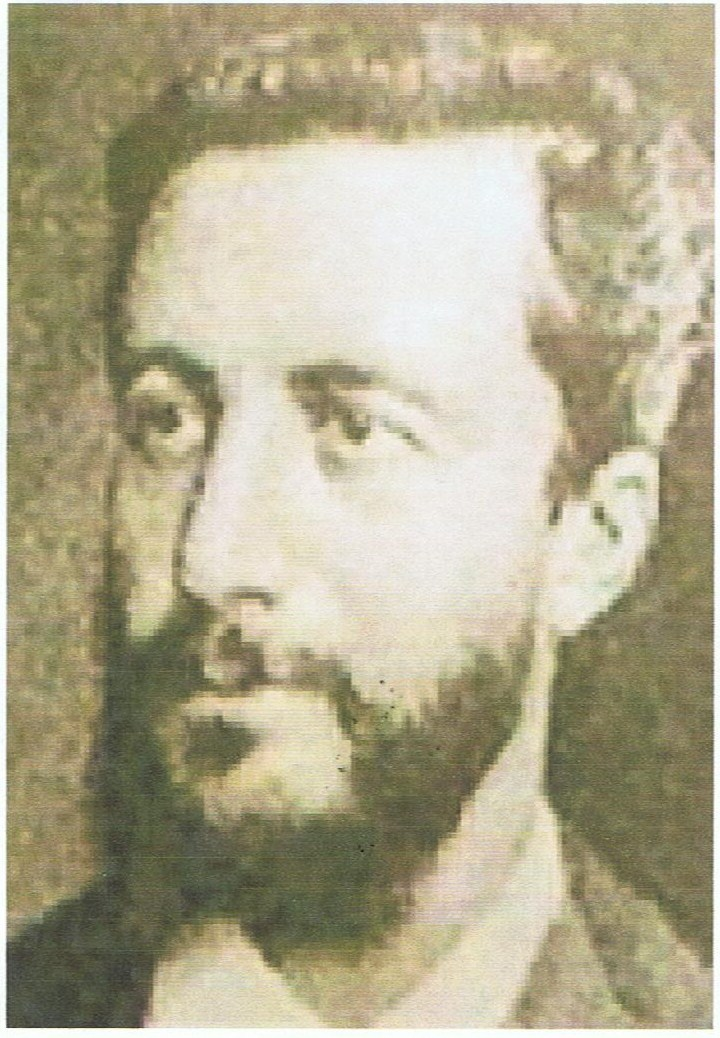
Le député Camille Sée.

- Camille Sée (1847-1919),  juriste et homme politique républicain  français, député de la Seine de 1876 à 1881, sous-préfet de Saint-Denis de 1872 à 1873. Il est particulièrement connu comme promoteur de l'enseignement secondaire pour les jeunes filles (« loi Camille Sée », 1880).
- Pierre Degeyter (1848-1932), ouvrier et musicien belge célèbre pour avoir composé à Lille la musique de L'Internationale. Il a vécut à Saint-Denis et y est mort[239].
- Marie Chaix[240] (1886-1955), ouvrière et militante communiste française, élue au conseil municipal de Saint-Denis  en 1925, deux décennies avant l'adoption officielle du droit de vote et d'éligibilité des femmes. Elle est une des premières femmes élues adjointe au maire en France[241]. La salle du conseil municipal porte son nom.

- Jacques Doriot (1898-1945),  homme politique et journaliste français et, sous l'Occupation, une figure majeure de la collaboration.  Il est député de la Seine (1925-1937), maire de Saint-Denis (1931 à 1937), porte-parole du PCF, puis fondateur du PPF collaborationniste.
- Auguste Gillot[242] (1905-1998), cadre du Parti communiste français qui exerça d'importantes responsabilités dans la Résistance et dans le parti. Il est de Saint-Denis de 1944 à 1971, et ancien membre du Conseil national de la Résistance. Une rue de la ville porte son nom.

- Simone Gillot[243] (1912-2008), militante communiste, syndicaliste et résistante. Devenue infirmière puis surveillante en chef de la maternité de l'Hôpital Danielle Casanova, elle est une pionnière de l'accouchement sans douleur. Épouse d'Auguste Gillot, elle a vécut et est morte à Saint-Denis.

- Fernand Grenier[244] (1901-1992), dirigeant du Parti communiste français (PCF), député de la Seine (1937-1939, 1945-1962, 1967-1968), maire de Saint-Denis (1937-1939), représentant du PCF et des Francs-tireurs et partisans (FTP) auprès du général de Gaulle à Londres, il est député à l'assemblée consultative provisoire à Alger, puis commissaire à l'Air (civil et militaire) du Comité français de libération nationale, puis du gouvernement provisoire formé par De Gaulle à Alger (avril-septembre 1944). Il est l'auteur de l'amendement du 21 avril 1944 accordant aux femmes le droit de vote et d'éligibilité. Il est mort à Saint-Denis en 1992, et une rue y porte son nom.

- Marcelin Berthelot[245] (1927-1997), membre du Parti communiste français, il est député de la Seine-Saint-Denis  de 1968 à 1978 et de 1988 à 1993 et maire de Saint-Denis de 1971 à 1991.

- Pierre Zarka (1948- ), député de la Seine-Saint-Denis (1978-1986), secrétaire national de l'UEC (1971-1973), secrétaire général du MJCF (1979-1984), directeur du quotidien L'Humanité (1994-2000), y a habité.
- Patrick Braouezec (1950-), instituteur, maire de Saint-Denis (1991-2004), député de la Seine-Saint-Denis (1993-2012), président de Plaine Commune de 2005 à 2020.
- Simon Duteil (1979- ), syndicaliste, co-délégué général de l'Union syndicale Solidaires, enseignant en collège et habitant à Saint-Denis.

#### Arts et lettres
- Éric Bari, peintre ;
- Raphaël Barontini[246], plasticien ;
- Jules Bertin (1826-1892), sculpteur ;
- Le comte de Bouderbala, humoriste ;
- Waly Dia[247], humoriste ;
- Gaston Cailleux, architecte français et médaillé aux JO de 1900 ;
- Robert de Cotte (1656-1735), architecte français ;
- Paul Éluard, poète ;
- Francisque Poulbot, affichiste et dessinateur ;
- Clémence Roth, peintre ;
- André Le Ruyet, poète et écrivain breton ;
- Les peintres Louis-Gabriel Moreau, Albert Lebourg, Stanislas Lépine, Georges Michel, Léon Bonhomme, Claude Monet, Paul Signac, Maurice Utrillo[réf. souhaitée] y habitèrent ;
- Anne Slacik, peintre.

#### Professionnels
- Mohamed Bouhafsi, journaliste
- Malamine Koné, styliste et créateur de la marque Airness ;

#### Musique

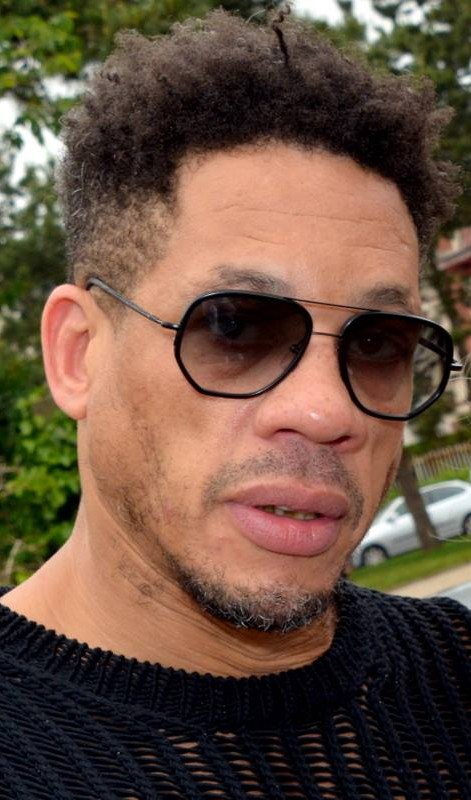
JoeyStarr en 2016.

- Emmanuel Bex, jazzman, compositeur ;
- Louis Capart, auteur-compositeur-interprète ;
- JoeyStarr et Kool Shen, du groupe NTM ;
- Grand Corps Malade, slameur, qui a dédié à sa ville un texte éponyme en 2006, Saint-Denis, et y a tourné une partie du clip de sa chanson Derrière le brouillard ;
- Jean-Louis Costes, musicien ;
- LEJ, groupe de trois chanteuses (Lucie, Élisa et Juliette) ;
- Sandra Nkaké, chanteuse ;
- Pierre Pincemaille (1956-2018), musicien, organiste titulaire des grandes orgues de la Basilique de 1987 à 2018.
- Théodora, chanteuse[248] ;
- Wallen, chanteuse ;

#### Cinéma
- Djamel Bensalah, réalisateur ;
- Claude Melki, acteur ;

#### Sports

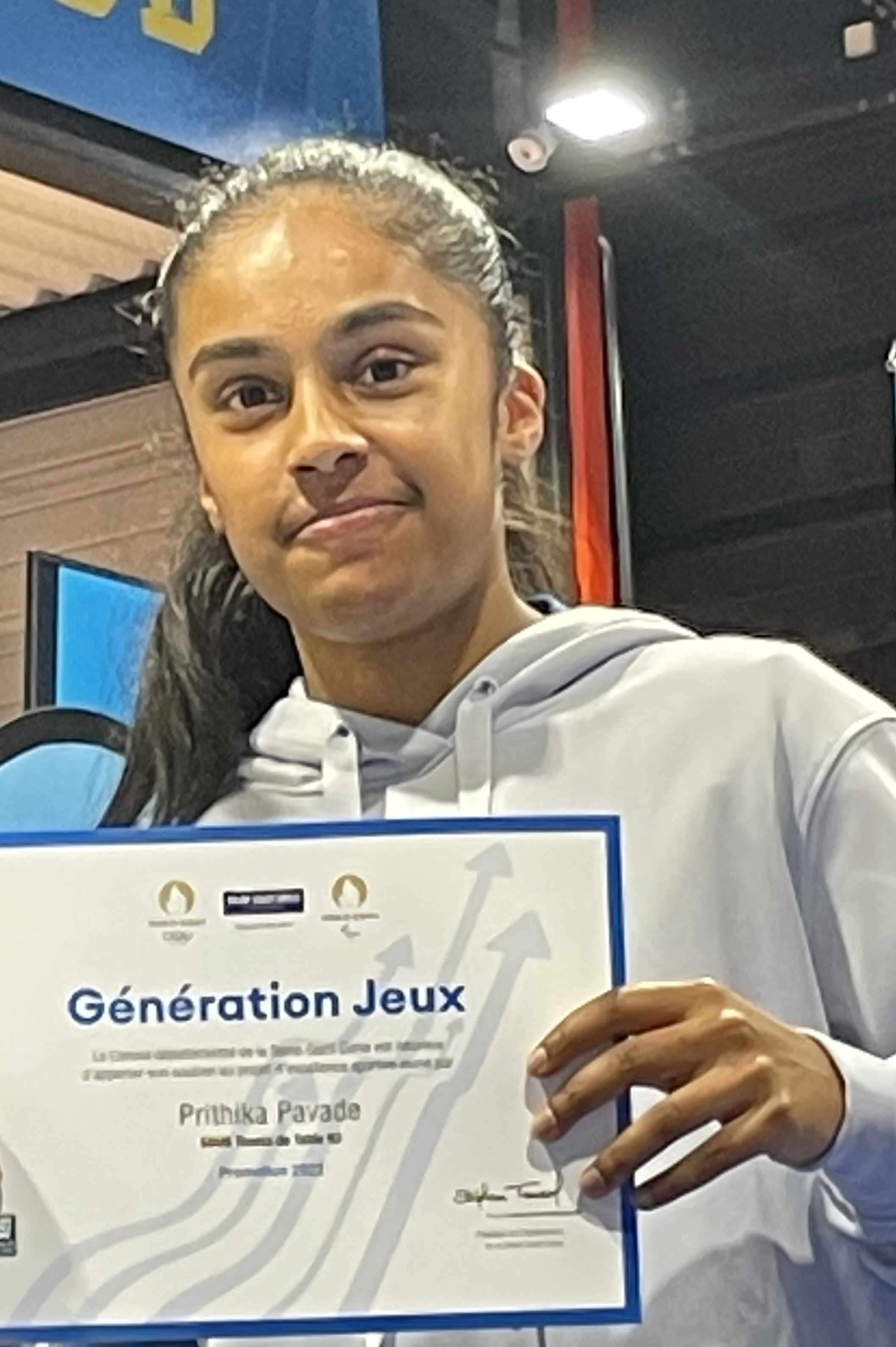
La pongiste Prithika Pavade (en 2022).

- Louafi Bouguera, champion olympique du marathon en 1928
- Audrey Chenu, enseignante de boxe en non-mixité pour les femmes et les trans.
- Demba Bamba, Djalil Narjissi, Steve Marlet, Olivier Thomas et Hawa Tounkara, joueurs et joueuse de rugby ;
- Grégory Cerdan et Jonathan Kodjia, footballeur ;
- Auguste Delaune, secrétaire général de la Fédération sportive et gymnique du travail et résistant ;
- Éloyse Lesueur-Aymonin, sauteuse en longueur ;
- Audrey Mestre, apnéiste ;
- Prithika Pavade, pongiste.
- Catherine Pierre, judokate ;
- Christophe Tiozzo et Fabrice Tiozzo, boxeurs ;
- Jules Védrines, pionnier de l'aviation et as du pilotage français, né en 1871, avenue du Président-Wilson à La Plaine Saint-Denis ;

### Équipements culturels

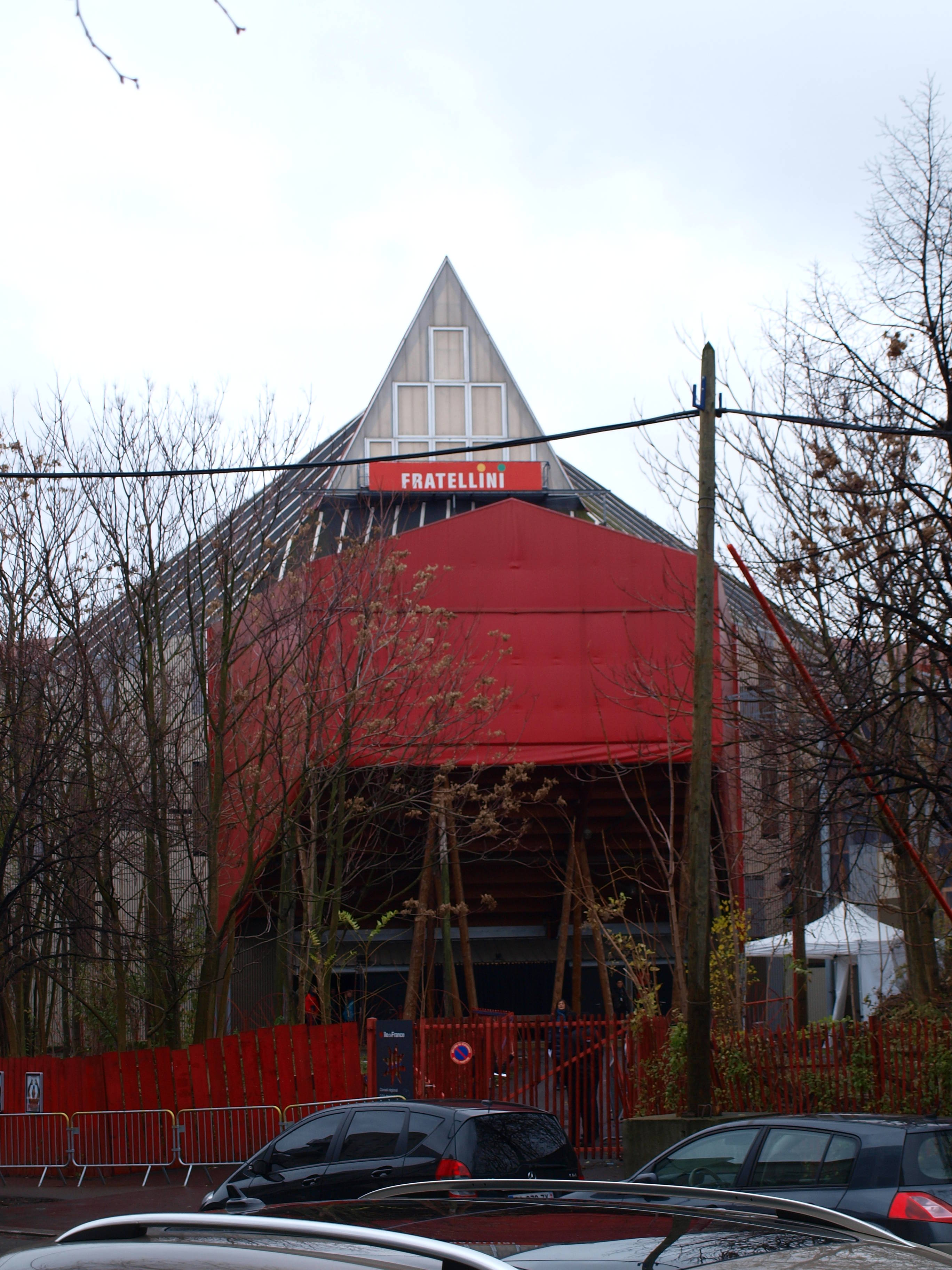
L'Académie Fratellini.

- 4 médiathèques[249] du réseau de lecture publique de Plaine Commune (Centre-ville - depuis 1798, Gulliver - depuis 2004, Don Quichotte - depuis 2007, Ulysse - depuis 2011). La médiathèque du Centre-ville héberge environ 100 000 documents patrimoniaux allant du XVe au XXe s ; complétée par la bibliothèque universitaire de l'Université Paris-VIII ;
- Unité d'archéologie de la ville de Saint-Denis ;
- Théâtre Gérard Philipe, centre dramatique national dirigé par Julie Deliquet ;
- Saint-Denis Jazz, jazz-club fondé par Emmanuel Bex[250] ;
- La compagnie DCA de danse contemporaine de Philippe Decouflé ;
- Musée d'Art et d'Histoire Paul-Éluard : fonds exceptionnel sur la Commune de Paris et Paul Éluard ;
- Cinéma d'art et d'essai l'Écran ;
- Salle de concert « la ligne 13 » ;
- Théâtre des 3T[251], [252]
- Espace d'exposition ADADA :
- Académie Fratellini, centre international des arts du spectacle et du cirque ;
- Les réserves du musée des Arts et Métiers ;
- Les archives municipales de Saint-Denis[253]

### Gastronomie

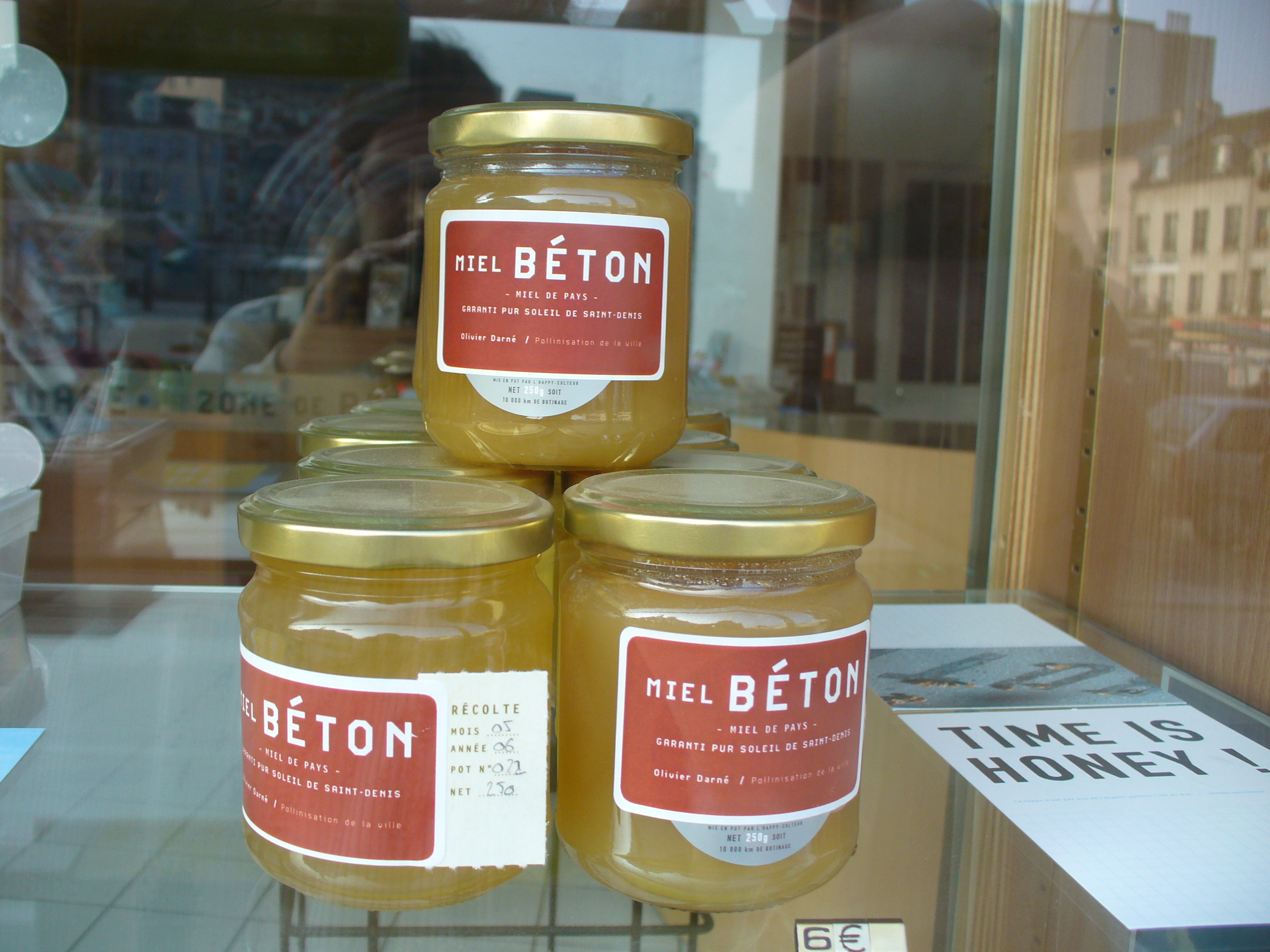
Miel « béton ».

Du « miel béton » est produit sur le toit de l'hôtel de ville par l'apiculteur Olivier Darné. La ville abrite des commerces comme un atelier de fumage du saumon.

### Héraldique, devise et logotype
| Blason de Saint-Denis (Seine-Saint-Denis) | Blason  | D'azur semé de fleurs de lys d'or dit France ancien Devise / CriMont-Joye, Saint Denys ! |
| Blason de Saint-Denis (Seine-Saint-Denis) | Détails | Il s'agit du premier blason des rois de France, avoués de Saint-Denis                    |